# Pachuca de Soto
Pachuca ( escuchar) (del náhuatl: Pachyohkan ‘Lugar de heno, Lugar de estrecho’), oficialmente llamada Pachuca de Soto es una ciudad mexicana, cabecera del Municipio de Pachuca de Soto y capital del estado de Hidalgo. De acuerdo con el Censo de Población y Vivienda 2020 del INEGI, la ciudad tiene una población de 297 848 habitantes. Se encuentra a 96 km al norte de la Ciudad de México; ubicada en la región oriente de México y dentro de la región geográfica del estado de Hidalgo denominada como la Comarca Minera.
Le corresponden las coordenadas geográficas 20°7′18″ de latitud norte y 98°44′9″ de longitud oeste; además de contar una altitud entre 2382 y 2400 metros sobre el nivel del mar. En 2015 registró un índice de desarrollo humano de 0.834 (Muy Alto); ocupando el segundo lugar a nivel estatal, después de Mineral de la Reforma. De acuerdo al Índice de Competitividad Urbana 2018, realizado por el Instituto Mexicano para la Competitividad el PIB per cápita es de MXN 51.35 (miles de pesos 2014);  y se estima que aporta el 13.6 % del producto interno bruto estatal de Hidalgo. La principal actividad económica es el comercio, la minería es una actividad con tradición en esta ciudad.
La ciudad fue fundada a mediados del siglo XV por un grupo mexica, durante el Virreinato de Nueva España formaba parte de uno de los centros mineros más importantes, ya que es aquí donde, por primera vez, se utilizó el método de amalgamación para la obtención de la plata, conocido como beneficio de patio. Al inicio de la guerra de independencia las minas fueron abandonadas, y para 1813 recibe el título de ciudad. En el año de 1869 por decreto presidencial de Benito Juárez se crea el estado de Hidalgo, designando como capital del estado a Pachuca.
De 1824 a 1906 Pachuca y Mineral del Monte tuvieron un periodo de asociación con Cornualles, Inglaterra cuando la comunidad córnica e inglesa se estableció a lo largo del siglo XIX, disminuyendo solamente durante la primera mitad del siglo XX; Después de la Revolución mexicana la historia de la ciudad se ligó a la minería. De 1920 a 1940 osciló entre el estancamiento y la decadencia, de 1940 a 1965 entre la decadencia y el repunte y entre 1965 a 1990 el crecimiento minero. Después del año 2000 nuevamente han cerrado varias minas.
A partir del gran crecimiento que ha tenido la ciudad de 2000 a 2010, debido a la cercanía de la Ciudad de México, el crecimiento urbano comenzó a invadir otros municipios, ocupando zonas agrícolas y ejidales, creando la zona metropolitana de Pachuca. La zona metropolitana de Pachuca está integrada por los municipios de Pachuca de Soto, Mineral del Monte, Mineral de la Reforma, San Agustín Tlaxiaca, Epazoyucan, Zapotlán de Juárez y Zempoala. De acuerdo al censo INEGI 2020, esta cuenta con una población de 665 929.
Es sede del Club de Fútbol Pachuca, fundado por los mineros ingleses y por ello se le conoce a la ciudad como la Cuna del Fútbol Mexicano. Otra influencia cultural inglesa en la región son los pastes. La ciudad es conocida popularmente como La Bella Airosa, Ciudad del Viento o como la Novia de los Vientos, debido a los vientos que soplan del noreste durante una gran parte del año.

## Toponimia

### Etimología de la palabra Pachuca

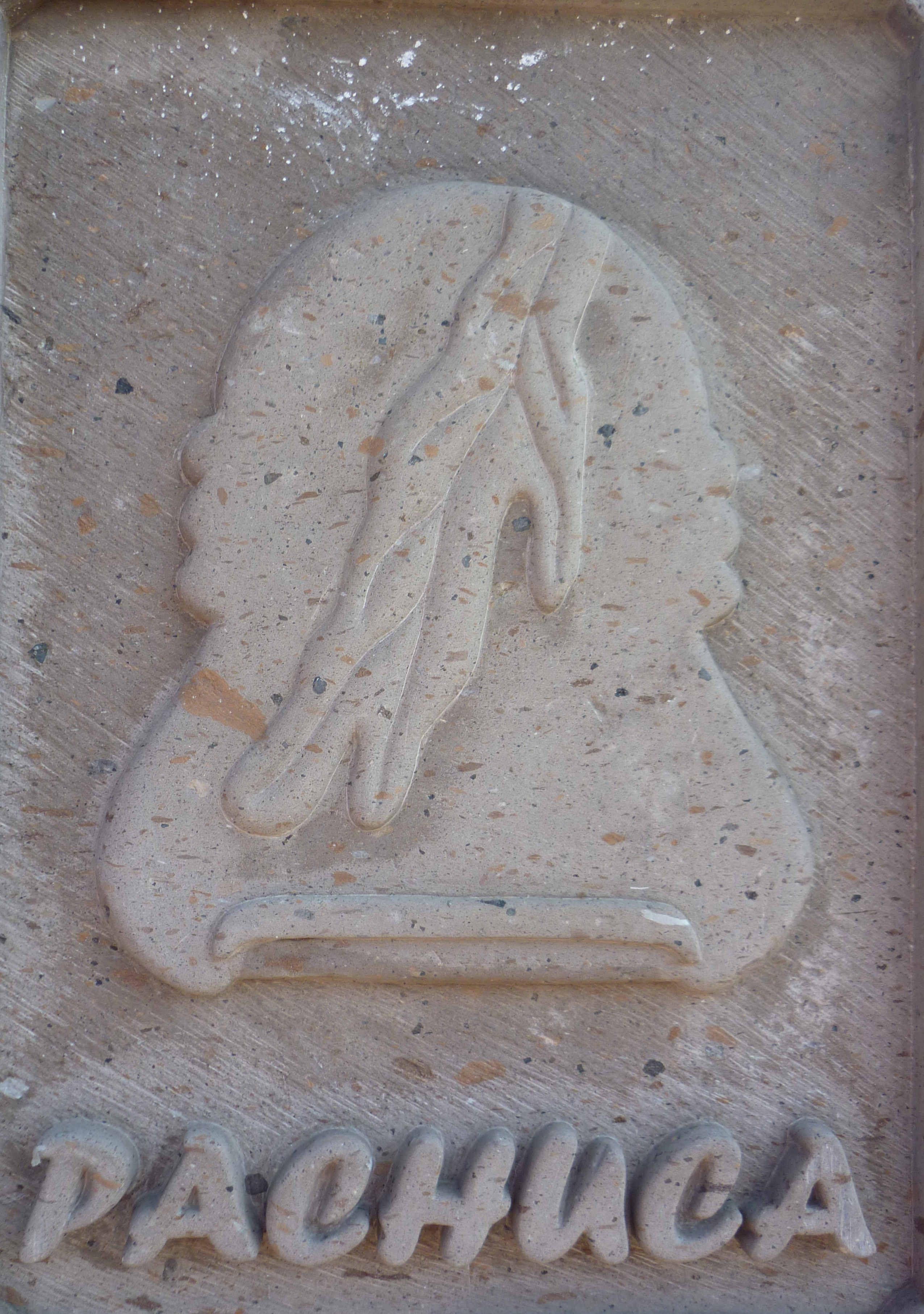
El origen prehispánico de Pachuca es difícil de precisar, la ausencia de un glifo ha hecho caer en discusiones sobre su etimología. Oficialmente se reconoce al glifo de Pachuca, como una representación prehispánica que obedece a la topografía del lugar: Un cerro cortado por un río.

El significado etimológico de "Pachuca" se encuentra en discusión; una versión es que proviene del nāhuatl: Pachoa, que significa estrechez; otros afirman que es Patlachiucan, que significa "lugar de fábricas de loza" y otra versión es que significa "lugar de lágrimas". También se le atribuyo el significado de "lugar de plata y oro".
Otra definición es Pachyohcan que deriva de pachtli que significa heno, o de una planta que se abraza a los troncos de los árboles estrechándolos, quedando su significado como "lugar de estrecho". Baltasar de Medina, en el libro Crónica de la Santa Provincia de San Diego (1682), señala que los habitantes del lugar, decían Pachoacan, que significa "Lugar de regimentó", aunque según el debido a un barbarismo se pronunciaba Tepeachoacan.
También se  ha dicho que deriva de Pachocan, significando "lugar de gobierno", pero Manuel Rivera Cambas indica que para, que tuviera este significado debería ser Tepachocan; puesto que, sin la partícula te, su significado cambia a "lugar de apresar o de apretura". Julio Ortega propone el nombre de Iztapachocan, citando el Códice de Cempoala donde trae el glifo Iztapan, que simboliza la plata, junto a la palabra Pachocan, por lo que significaría "lugar estrecho de la plata".
Horacio Rubio señala "lugar de llanto", que se deriva de Choctia, que significa hacer llorar, y Can de locativo. Otros significados, son el de "lugar donde se hacen medicamentos de Patli", que significa medicina, de Chihua —preparar o hacer— y el locativo Can, también se encuentra Patlani, lo que vuela y Chiuha, hacer o “lugar donde se hacen objetos que vuelan”.
En un estudio presentado en el año 2011 por el historiador hidalguense Gerardo Bravo Vargas, describe que el nombre de la ciudad deriva del náhuatl Pachyohcan, que significa "Lugar de heno", de las partículas pachtli-heno, yoh-partícula abundancial, y -can-locativo; siendo su nombre en idioma otomí M'axūgi con el mismo significado, de las raíces M'a-lugar, y xūgi-heno.

### Pachuca Tlahuelilpan

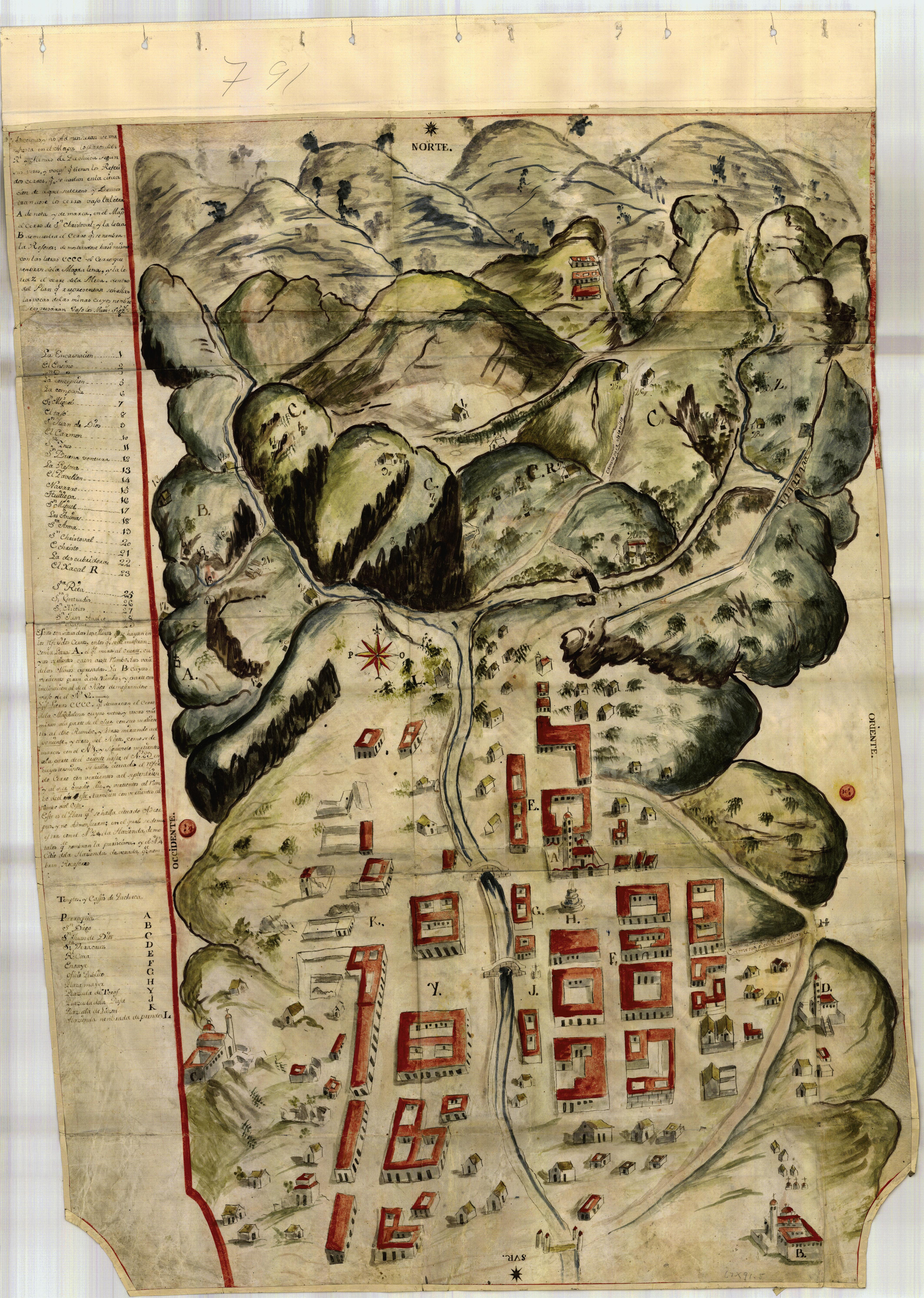
Mapa de los cerros del Real de Minas de Pachuca, elaborado en 1750 de autor desconocido.

De acuerdo a diversas reseñas históricas y a diversos historiadores se señala otro asentamiento en Pachuca que fue conocido como Tlahuililpan, que en idioma náhuatl significa "Lugar de regadío", de las raíces tlalli-tierra, atl-agua, huililia-esparcir alguna cosa, y -pan-locativo; mientras que su nombre en otomí era Ñunthe o Njünthe que probablemente signifique "Molino de Agua", de las raíces njuni, molino, y -the,  agua. Se tiene además la traducción con los nombres Qhunthe, de Qhuni, molino, y –the, agua. También se acepta Hñu̱nthe como variante.
Juan Manuel Menes Llaguno, señala que Pachuca y Tlahuelilpan fueron dos poblados distintos, aunque muy parecidos entre sí. Con la llegada de los primeros españoles y el descubrimiento de las minas, los pobladores se instalaron en la población contigua de Tlahuelilpan, e indica que a finales del siglo XVII, se encontraba a 3 km de distancia. De acuerdo con el historiador Peter Gerhard, a la población se le llamaba Magdalena Pachuca, por ser María Magdalena la advocación de su iglesia.
Durante la Nueva España, ambas poblaciones, fueron denominadas indistintamente Pachuca o Tlahuelilpan; incluso se le denominó "Pachuca Tlahuelilpan". En el archivo de la Parroquia de la Asunción, este templo fue fundado en el llamado Real de Tlahuelilpan de las Minas de Pachuca. A principios del siglo XVI empiezan a caer en desuso el nombre Tlahuililpan y se denomina Pachuca a la población. Alexander Von Humboldt en el “Ensayo político sobre el reino de la Nueva España”, indica que Pachuquilla ("Pachuca pequeña") es el primer asentamiento. José Antonio Villaseñor y Sánchez en “Teatro Americano”, indica que la República de Indios de Pachuca también se denominaba Pachuquilla.
La “Descripción Anónima de las Minas de Pachuca”, escrita a finales del siglo XVI, señala la existencia de cuatro Reales en la comarca: Real del Monte, Real Atotonilco el Chico, Real de Arriba y Real de Tlahuelilpan, todos conocidos como Minas de Pachuca. Fue a principios del siglo XVII cuando desaparecen aquellos nombres, el Real de Arriba se denomina, San Miguel Cerezo y el de Tlahuelilpan pasó a ser Real de Minas de Pachuca. Tiempo después Real del Monte y Real Atotonilco el Chico, pasaron a denominarse Mineral del Monte y Mineral del Chico respectivamente.
También a Pachuca se le denominada oficialmente Muy noble y leal ciudad de Nuestra Señora de la Asunción y Real de Minas de Pachuca. En el Archivo General de la Nación en los documentos relativos a Pachuca el nombre de Tlahuelilpan deja de ser usado en 1602 y en el Archivo de la Parroquia de la Asunción, deja de registrar este nombre en 1623.

### Apellido de Soto
El 14 de noviembre de 1861, el Congreso del estado de México expidió el decreto n.º 45, mediante el cual se les otorgaba la categoría de villa a las sedes de los distritos y a su nombre se les agregaba el de alguno de los héroes de la Reforma o de la Independencia; las cabeceras que tuvieron el título de ciudad lo conservaron; según esto la ciudad de Pachuca recibió el nombre de "Pachuca de Guerrero", en honor del general Vicente Guerrero.
En 1920 se le dio la denominación de Soto en honor a Manuel Fernando Soto, diputado constituyente, originario de Tulancingo, quien es considerado el más importante impulsor en la creación del estado de Hidalgo. El 16 de enero de 1987, se consigna de forma oficial a Pachuca de Guerrero como Pachuca de Soto.

### Otros nombres

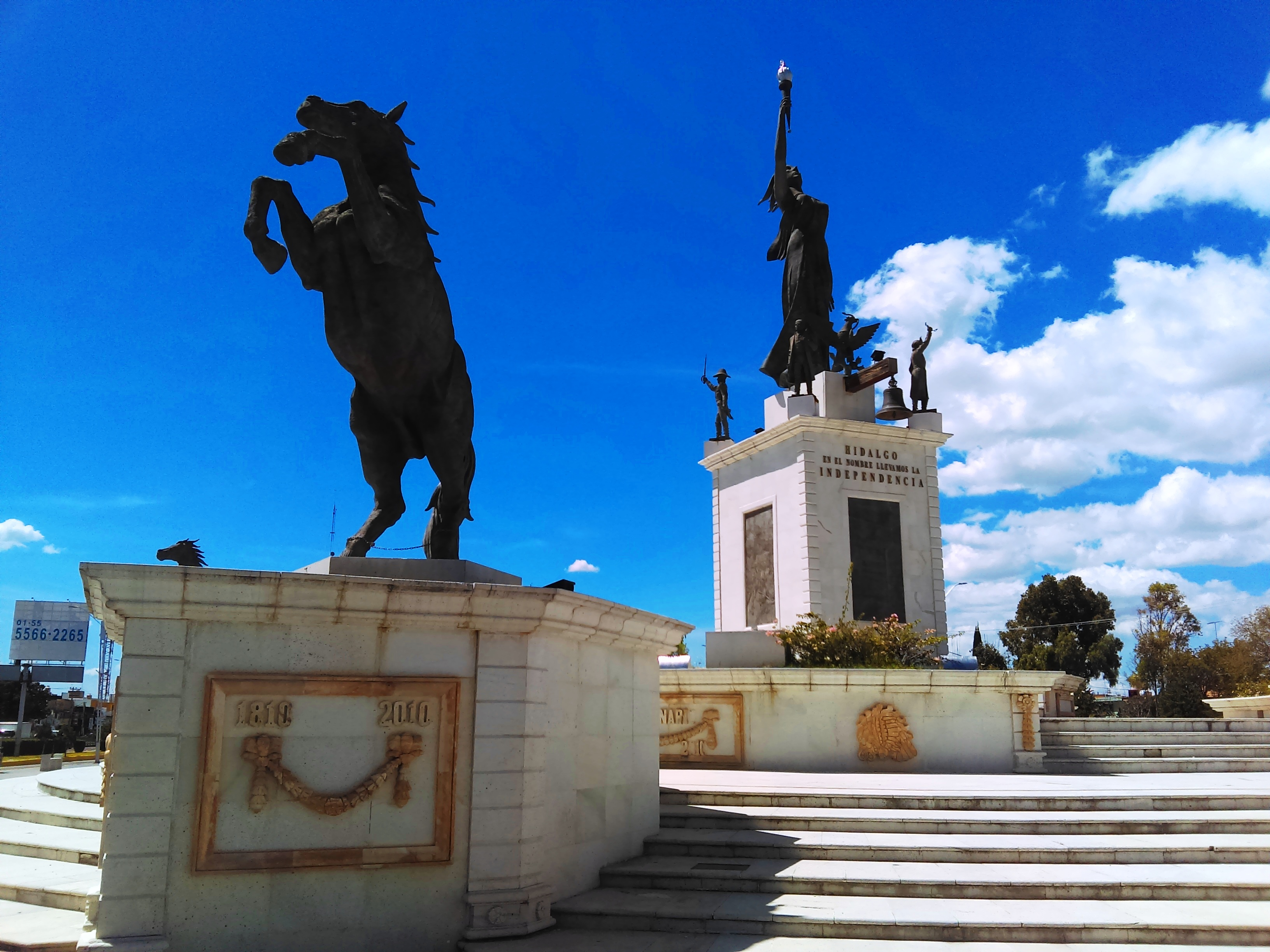
Monumento la Victoria del Viento, nombrado así por los sobrenombres de «La Bella Airosa», «Novia de los Vientos» y la «Ciudad del Viento».

La ciudad es conocida popularmente como «La Bella Airosa», ya que entre junio y octubre llegan vientos de hasta 75 km/h provenientes del noreste; Nicandro Castillo en el año de 1942 lo empleo en el huapango "El Hidalguense", pero se reconoce que él lo tomó de la vox populi. También es conocida como la «Novia de los Vientos» o la «Ciudad del Viento», debido a una leyenda local que narra como el viento llegó a enamorarse de una muchacha y como ella dio su vida a la tierra por sus amigos, desde entonces el viento empezó a soplar con gran ímpetu.
La ciudad es sede del Pachuca Club de Fútbol, considerado como uno de los primeros equipos de fútbol en México, por la que a la ciudad se le conoce como la «Cuna del Fútbol Mexicano». El 5 de noviembre de 2014 la ciudad fue declarada como “«Cuna del Fútbol Mexicano, Patrimonio Cultural Inmaterial del Estado de Hidalgo»”, por los integrantes de la LXII Legislatura del Congreso del estado de Hidalgo.
A la ciudad también se le denomina de manera coloquial «Tuzolandia» debido al tubo, mascota  del Grupo Pachuca en la ciudad, dueña del Pachuca Club de Fútbol y otros equipos de segunda y tercera división, y otros negocios en cuyo nombre tienen el prefijo tuzo.

## Historia

### Periodo prehispánico
En la Sierra de Pachuca se han encontrado minas de obsidiana verde y puntas de flecha, así como raspadores de ese material asociados a restos de mamut. Los primeros exploradores prehistóricos de la Sierra de Pachuca pertenecieron a tribus nómadas que podrían ubicarse hacia 4500 a. C. En 1050 los otomíes se asentaron en la región, cronológicamente, dominaron después los chichimecas cuyo centro religioso fue Xaltocan, de habla otomí.
Posteriormente de 1174 a 1182, los chichimecas de Xólotl fundaron el Señorío de Cuauhtitlán, supeditado a Texcoco, arrojaron a los otomíes al Valle del Mezquital mediante guerras sucesivas y consolidaron su dominio en la zona que llamaron Cuauhtlalpan, dentro de la cual queda Pachuca. Cuauhtlalpan fue dividida y quedó bajo el dominio de azteca en 1430 al concentrarse la triple alianza entre México-Tenochtitlan, Texcoco y Tacuba. En 1438 un grupo mexica se asienta en la región. De este periodo se encuentran un basamento prehispánicos ubicado en el Barrio Las Palmitas, al pie del cerro de Cubitos.

### Virreinato de Nueva España

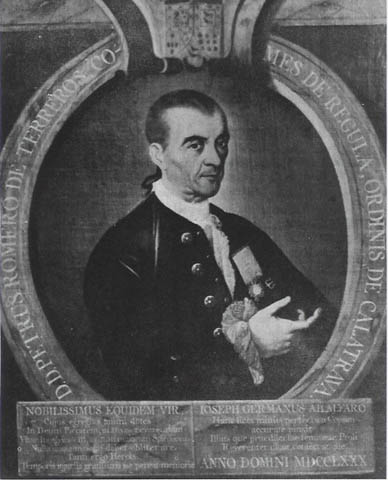
Pedro Romero de Terreros, I conde de Regla. Fundador del Nacional Monte de Piedad y dueño de distintas vetas en el estado.

De acuerdo al historiador Peter Gerhard, los españoles fueron vistos, por primera vez, en la región de Pachuca hacia 1519 y controlaron la región en 1521, aunque no hay evidencia histórica de tal afirmación. Francisco Téllez apodado "El Tuerto", y veinticinco conquistadores españoles invadieron la región de Pachuca y mataron a su jefe Ixcóatl. Aunque esta versión histórica tampoco esta confirmada. Entre los primeros españoles que llegaron a la región estuvieron Francisco Téllez y Gonzalo Rodríguez, quienes construyeron las primeras casas de tipo feudal.
Pedro Díaz de Sotomayor se convierte en el primer encomendero de Pachuca en 1536, y la entregó como dote al marido de su hija Francisca, casada con Antonio de la Cadena, quien recibió la encomienda en documento fechado el 15 de diciembre de 1537. En 1547 la "Suma de Visitas", censo de personas y actividades económicas, reportaba que había en todas las estancias de la comarca un total de 162 casas, en las que residían 838 indígenas entre nahuas y otomíes. Dicho reporte alude solo a un español, el encomendero Antonio de la Cadena. En el año de 1553 Pachuca se erige como Alcaldía Mayor.
El descubrimiento de las minas en la región fue realizado el 29 de abril de 1552 por Alonso Rodríguez de Salgado, mayoral de una estancia de ganado menor, mientras candaba pastando en las laderas de los cerros. El desarrollo minero dio comienzo en 1555, en la hacienda de la Purísima Concepción, cuando Bartolomé de Medina inventó el sistema de amalgamación para el beneficio de los minerales. A partir de este momento, el aspecto de la población se transforma notablemente: la relación de tasaciones señala que para 1560, ocho años después del descubrimiento de las minas, la población ascendía a 2200 habitantes, un incremento de 300 % con relación a la de 1550.
En el siglo XVIII, la visión de Pedro Romero de Terreros hizo resurgir el mineral de Mineral del Monte y Pachuca, al encontrar nuevas y ricas vetas que dieron a Pachuca un auge extraordinario. Durante ese periodo manejaría cien minas, once haciendas de beneficio y catorce haciendas agrícolas, localizadas en los municipios de Omitlán, Huasca, Mineral del monte y Pachuca; donde destacan las haciendas de San Miguel Regla, Santa María Regla y San Antonio Regla.
En 1766 Pedro Romero de Terreros pretendió suprimir el partido y los jornales y aumentar al doble las cargas de trabajo. El 28 de julio los mineros de la veta Vizcaína presentaron ante los oficiales reales de la Real Caja de Pachuca un pliego petitorio cuya primera y mayor demanda era la restitución íntegra de estos pagos. El 15 de agosto se lanzaron a la huelga, durante esta protesta liberan a los presos de la cárcel, dan muerte al Alcalde Mayor José Ramón de Coca. Romero de Terreros salva su vida al lograr huir a sus haciendas de Huasca de Ocampo. Los barreteros se tranquilizaron cuando el sacerdote José Rodríguez Díaz ordenó que saliera el “Santísimo” en peregrinación por las minas, para apaciguar el tumulto.
En 1786, a raíz de las reformas Borbónicas, pasa a ser subdelegación de la Intendencia de México, y en 1787 se crea la Provincia de Pachuca, dependiente de la Intendencia de México.

### Independencia y México Independiente

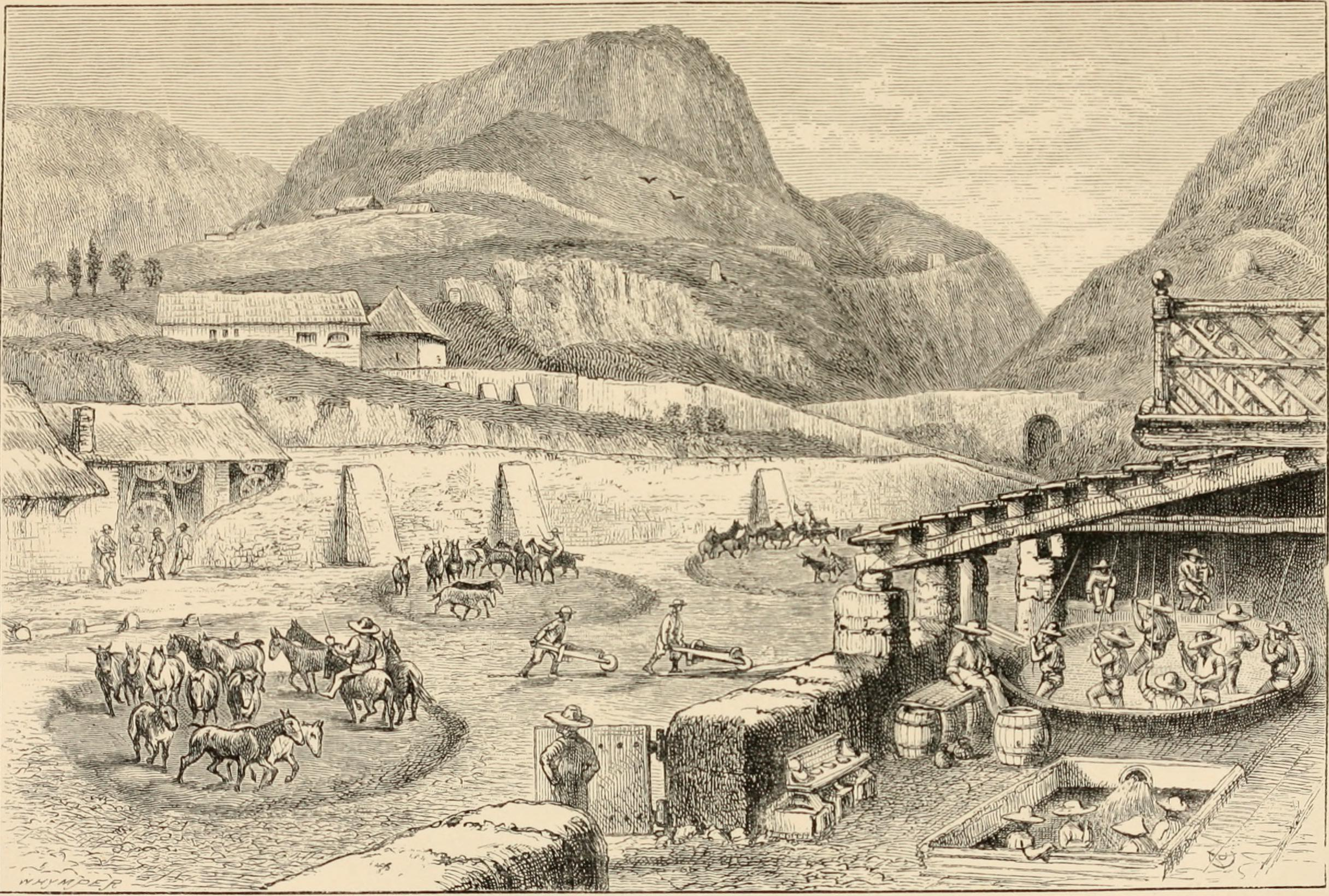
Mina de plata en Pachuca a finales del.

Al inicio de la Independencia de México las minas fueron abandonada. El 5 de octubre de 1811, una partida de aproximadamente 100 hombres, pertenecientes al ejército de José Francisco Osorno, penetraron hasta la Plaza de Toros de Avendaño, donde las fuerzas se fortificaron en la casa de Francisco de Paula Villaldea.
La ciudad es nuevamente tomada por los insurgentes Miguel Serrano y Vicente Beristaín de Souza el 23 de abril de 1812, al mando de unos 500 hombres y apoyados por dos cañoneros se adueñaron de la ciudad. Los insurgentes, después de haber hecho salir a los españoles que la defendían, al mando de los cuales estaba el Francisco de Paula Villaldea, se apoderaron de un botín de 310 barras plata, el cual fue entregado días más tarde a José María Morelos. El 10 de mayo de 1812, el comandante realista Domingo Claverino, a quien se habían unido las fuerzas de Rafael Casasola, entra en Pachuca, donde no encontró oposición y restablece la normalidad en el trabajo de las minas. En 1813, recibe el título de ciudad, mediante el pago de 3000 pesos que hizo Francisco de Paula Villaldea; sin embargo, este dato carece de veracidad al no encontrarse a documentación correspondiente.
Servando Teresa de Mier fue encarcelado el 13 de junio de 1817 en Soto la Marina, de donde fue conducido a la cárcel de la Inquisición de la Ciudad de México, en cuyo trayecto cruzó por Huejutla, Zacualtipán, Tulancingo, y Pachuca, en donde se le recluyó en la cárcel de las Cajas Reales. La estancia en Pachuca se prolongó por casi dos semanas. En 1821, los generales Nicolás Bravo y Guadalupe Victoria toman de nueva cuenta la ciudad, y la adhieren al Plan de Iguala.
Dos años después, en 1823, el gobernante de Pachuca Pedro Espinoza se suma al Plan de Casamata y a la revolución en contra del Primer Imperio Mexicano. Ese mismo año, el tercer conde de Regla celebró un contrato de arrendamiento y en 1824 llegaron los primeros ingleses que explotarían las minas de la Comarca Minera.
En 1856 Ignacio Solís se pronunció en Pachuca en favor de la Revolución de Ayutla. En 1857 José Ignacio Gutiérrez enviado por el Gral. Tomás Mejía para operar en lo que hoy es estado de Hidalgo se apodera por sorpresa de Tulancingo y después de Pachuca.
El 29 de diciembre de 1847, hace su entrada el segundo regimiento de voluntarios de Kentucky con cerca de 600 hombres, comandado por el coronel William T. Withers, quien establece su cuartel en el Colegio de San Francisco, sin encontrar algún tipo de oposición como parte de la Intervención estadounidense en México. En 1849 las compañías inglesas venden sus derechos a compañías mexicanas.
Durante la Guerra de Reforma el 26 de mayo de 1860, Antonio Carbajal entra a Pachuca y lleva a cabo la exclaustración de los frailes del Colegio de San Francisco; El 5 de septiembre de 1860 el liberal Pedro Ampudia ocupa la ciudad y lleva a cabo una segunda exclaustración. La última batalla de este conflicto se desarrolló en Pachuca y Mineral del Monte, donde los conservadores Félix Zuluaga y Leonardo Márquez fueron vencidos por los liberales Santiago Tapia y Porfirio Díaz el 20 de octubre de 1861.
El 19 de junio de 1863, durante la Intervención francesa en México, los franceses llegan a Pachuca. Maximiliano de Habsburgo visitó la región del 26 de agosto al 2 de septiembre de 1865.
En el año de 1869 por decreto presidencial de Benito Juárez se crea el estado de Hidalgo, designando como capital del estado a la ciudad de Pachuca. Para el 25 de noviembre de 1876 entran a Pachuca las fuerzas revolucionarias de Rafael Cravioto, quienes proclaman el triunfo de la Revolución de Tuxtepec.

### Porfiriato y Revolución mexicana

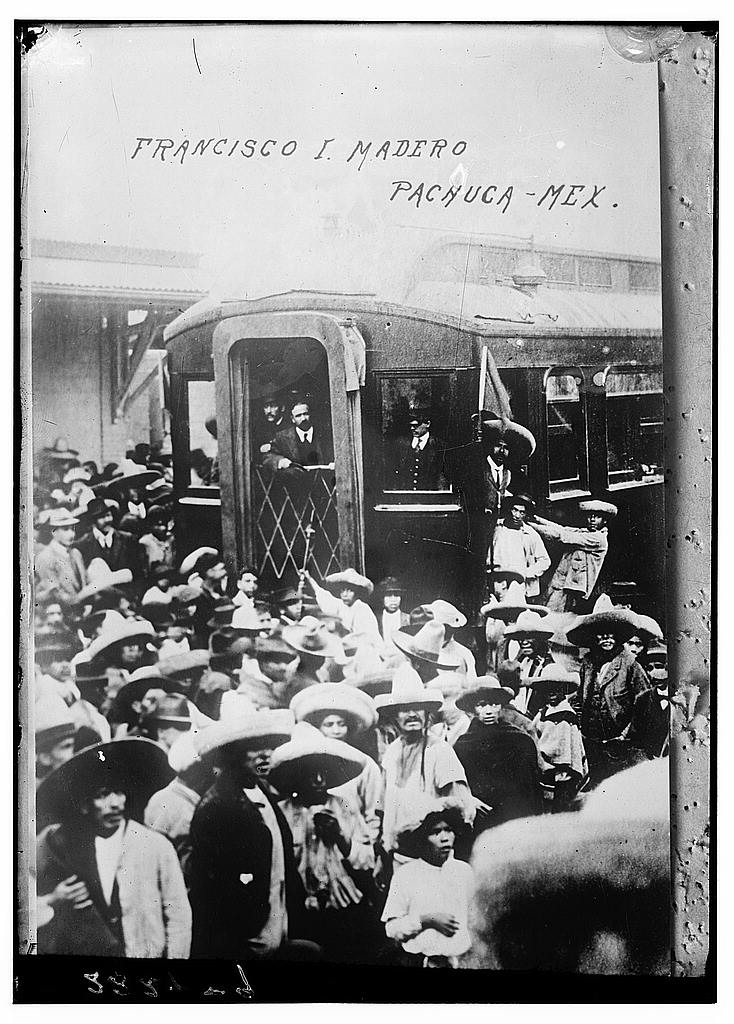
Francisco I. Madero llegando a Pachuca. Madero visitaría en dos ocasiones la ciudad el 29 de mayo de 1910 y el 28 de julio de 1912.

En 1901 Camilo Santillán fue el primero en instalar una sala cinematográfica en Pachuca. La primera exhibición se realizó, en un "jacalón" situado al sur de la Plaza Independencia. El acceso para aquella función fue de cinco centavos por silla y diez centavos para los espectadores acomodados en bancas, las películas exhibidas fueron "Llegada de un Tren a la estación de Ciotat", "Salida de las fábricas Lumiere" y un breve gag adaptado de una tira cómica titulado "El regador regado".
Para 1906 las minas del distrito son adquiridas por la United States Smelting Refining and Mining Co.
En 1908 se da uno de los primeros vuelos del país en los llanos de Pachuca, donde el ingeniero aeronáutico Juan Guillermo Villasana probó uno de sus primeros modelos; el que hizo volar en los llanos de la hacienda de San Juan de Labor, San Rafael y Venta Prieta. En 1909 se formó el partido político denominado "Club Antirreleccionista Benito Juárez de Pachuca", que participó junto con el Partido Nacional Antirreeleccionista en la nominación de Francisco I. Madero como candidato a la presidencia de la República. Invitado por el partido, Francisco I. Madero visitó la ciudad el 29 de mayo de 1910.
Durante la revolución Mexicana, la ciudad es tomada por los maderistas el 16 de mayo de 1911. El 28 de julio de 1912, Madero visitó nuevamente la ciudad, en su honor se sirvió un banquete en el Teatro Bartolomé de Medina y realizó una gira de trabajo en el estado de Hidalgo. En 1914 el general Nicolás Flores, comandante de las fuerzas constitucionalistas en Hidalgo, establece su guarnición en Zimapán y toma Pachuca el 4 de agosto. El 29 de noviembre de 1914, llegan a Pachuca los villistas mandados por Medina Veytia, y los carrancistas mandados por Flores, salen de la ciudad. Veytia saldría de la ciudad tres días después, siendo tomada la ciudad de nuevo el 5 de diciembre por el general Daniel Cerecedo Estrada.
El 24 de enero de 1915, se da la entrada del General villista Roberto Martínez y Martínez, después de haber trabado combate con las fuerzas del General Salazar en las cercanías de Mineral del Monte, el 9 de febrero sale de la ciudad con sus tropas el general Martínez, y para el 10 de febrero llegan las tropas del General Fortunato Maycotte. El 23 de febrero Maycotte se retira dejando a cargo a Alfredo Machuca. El 5 de julio el general Machuca sale de la ciudad al frente de sus tropas, el 16 de julio hacen su entrada en la ciudad los villistas, comandados por José Kotuscey. El 19 de julio las tropas villistas recuperan Pachuca al mando de Roberto Martínez, para el 29 de julio las carrancistas recuperan la ciudad.
Con el triunfo del constitucionalismo se termina el periodo de gobernadores interinos, y una vez realizadas las elecciones resultó triunfador Nicolás Flores Rubio. El 6 de julio de 1917, desde los llanos de Venta Prieta, partió el primer correo aéreo de ruta hacia la Ciudad de México, vuelo que fue precursor del transporte postal aéreo.
Durante la Rebelión delahuertista, en enero de 1924 las fuerzas del General Marcial Cavazos toman la ciudad. En 1926, se inaugura la carretera México-Pachuca.

### Época Contemporánea

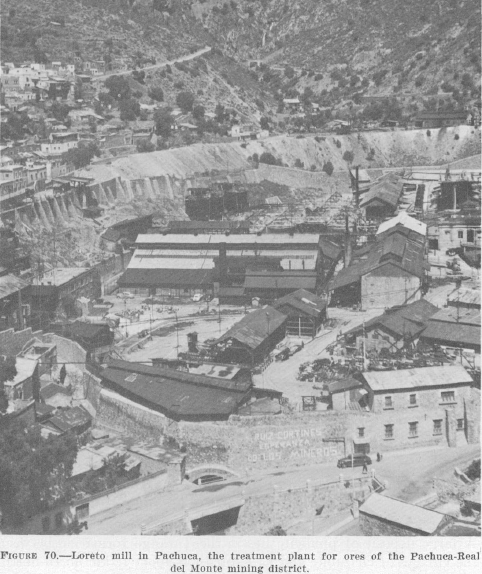
Hacienda de Beneficio de Loreto en los años 1960.

En 1938, el gobierno de Javier Rojo Gómez repartió entre los campesinos los ejidos en las zonas limítrofes de la ciudad. 
En 1939, se construye el Mercado Benito Juárez. Ese mismo año llegaron a la ciudad un grupo de 140 exiliados españoles, integrado por 99 hombres, 27 mujeres y 14 niños menores de 14 años.
En el periodo de 1940 a 1945, entra en plena decadencia de la minería, debido a los altos costos de la extracción, la bajada de su precio en el mercado, y a los gastos de México en la Segunda Guerra Mundial. En 1947, la empresa dueña de la Compañía Real del Monte y Pachuca vende todas sus propiedades y enseres al Estado Mexicano a través de Nacional Financiera.
El 24 de junio de 1949 se registró una gran inundación, debido a las intensas lluvias y granizadas. El incidente ocurrió debido en gran parte por un descuido del cauce del río de las Avenidas que cruza de norte a sur. En el centro de la ciudad el agua se precipitó por las calles pasando por las Plazas Constitución e Independencia; llegando hasta el sur de la ciudad depositado sus despojos materiales sobre los llanos hasta lo que era Venta Prieta.
Durante los años 1950 y 1960 la ciudad experimenta un cambio en la estructura urbana al surgir nuevas colonias y fraccionamientos. En 1977 se construye la Central Camionera y en 1980 la Central de Abasto. En 1980 se construye la Plaza de las Américas, que albergó a la primera tienda de autoservicio Supermercados Gigante, que anteriormente era ocupada por Supermercados Blanco. De 1981 a 1987 se construyó la Autopista México-Pachuca.
El centro comercial Perisur con la tienda Comercial Mexicana fue construido en 1991 y al año siguiente, Plaza Bella con los almacenes de Aurrera. De 1993 a 1998 se construyó el Bulevar Luis Donaldo Colosio, se inició la Autopista Actopan–Pachuca y el par vial Mineral del Monte–Pachuca.
En 1995 comenzó la caída de la Compañía Real del Monte y Pachuca, cuando la empresa enfrenta un proceso de embargo de bienes por adeudos de más de diez millones de dólares. A partir de la evolución demográfica de 2000, debido a la cercanía con la Ciudad de México, el área urbana comenzó a invadir otros municipios, ocupando zonas agrícolas y ejidales, creando la Zona Metropolitana de Pachuca.
El Reloj Monumental de Pachuca fue restaurado desde finales de 2007, reinaugurándose  el 15 de septiembre de 2008. De 2008 a 2010 se inicia la construcción y remodelación de vialidades en toda la ciudad, así como el entubamiento del Río de las Avenidas.

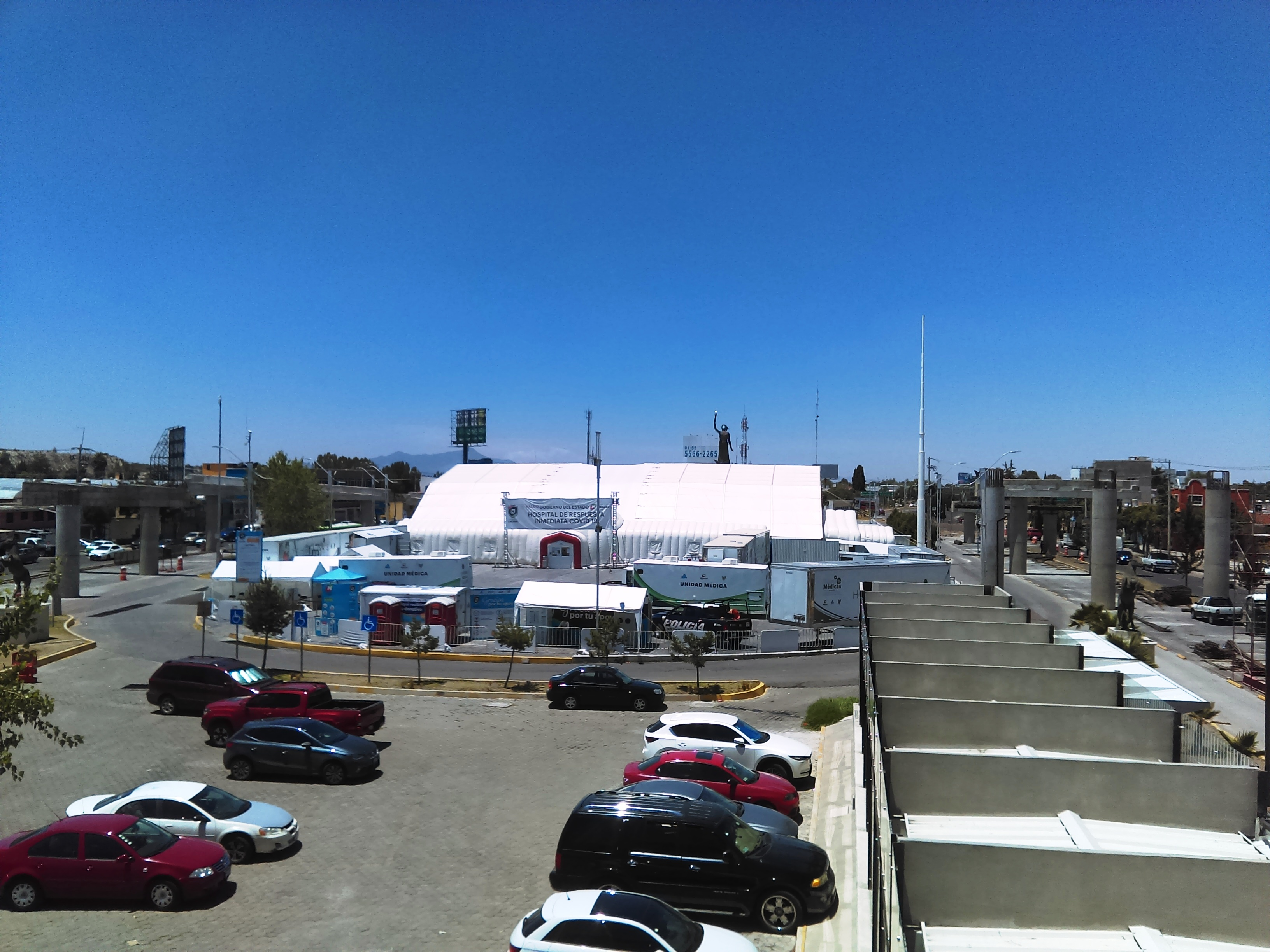
Hospital de Respuesta Inmediata COVID-19 de Pachuca de Soto.

En 2017 el terremoto del 19 de septiembre en México se sintió en la ciudad, aunque no hubo daños personales. Sin embargo, fueron reportadas cuarteaduras y fisuras en distintos sitios de la ciudad. El día 21 de septiembre de 2017 a las 11:40 a. m. el Palacio de Gobierno, Palacio Municipal y los hospitales del IMSS y del ISSSTE fueron evacuados después de que se activaran las alertas sísmicas de dichos lugares.
El 18 de marzo de 2020 se puso en funcionamiento el Hospital de respuesta inmediata COVID-19 en Pachuca de Soto, para manejar la pandemia de COVID-19 en el estado. El 19 de marzo de 2020, se confirmaron los primeros dos casos de COVID-19 en el estado de Hidalgo, detectados en Pachuca y Mineral de la Reforma. El 27 de marzo se reportó la primera muerte en Pachuca de Soto.
El 28 de febrero de 2023, el barrio El Arbolito recibió la distinción de Barrio Mágico, nombre que otorga la Secretaría de Turismo de México de con el objetivo de impulsar a las zonas urbanas y favorecer a los destinos turísticos.

## Geografía

### Ubicación
Se ubica en la región oriente de México; y al centro sur del estado de Hidalgo, dentro de la región geográfica del estado de Hidalgo denominada como Comarca Minera. Le corresponden las coordenadas geográficas 20°7′18″ de latitud norte y 98°44′9″ de longitud oeste; además de contar una altitud promedio de 2382 y 2400 metros sobre el nivel del mar.
De acuerdo al INEGI el municipio de Pachuca cuenta con una superficie total de 154.01 km². Según  datos del Instituto Municipal de Investigación y Planeación de Pachuca la superficie urbana utilizada es de 39 %, dejando un 60.06 km² aproximado de superficie urbana de la ciudad.
Está ubicada a 96 km al norte de la Ciudad de México, a 165 km de Puebla de Zaragoza, a 417 km de Tampico, a 479 km de Veracruz.

### Relieve e hidrografía

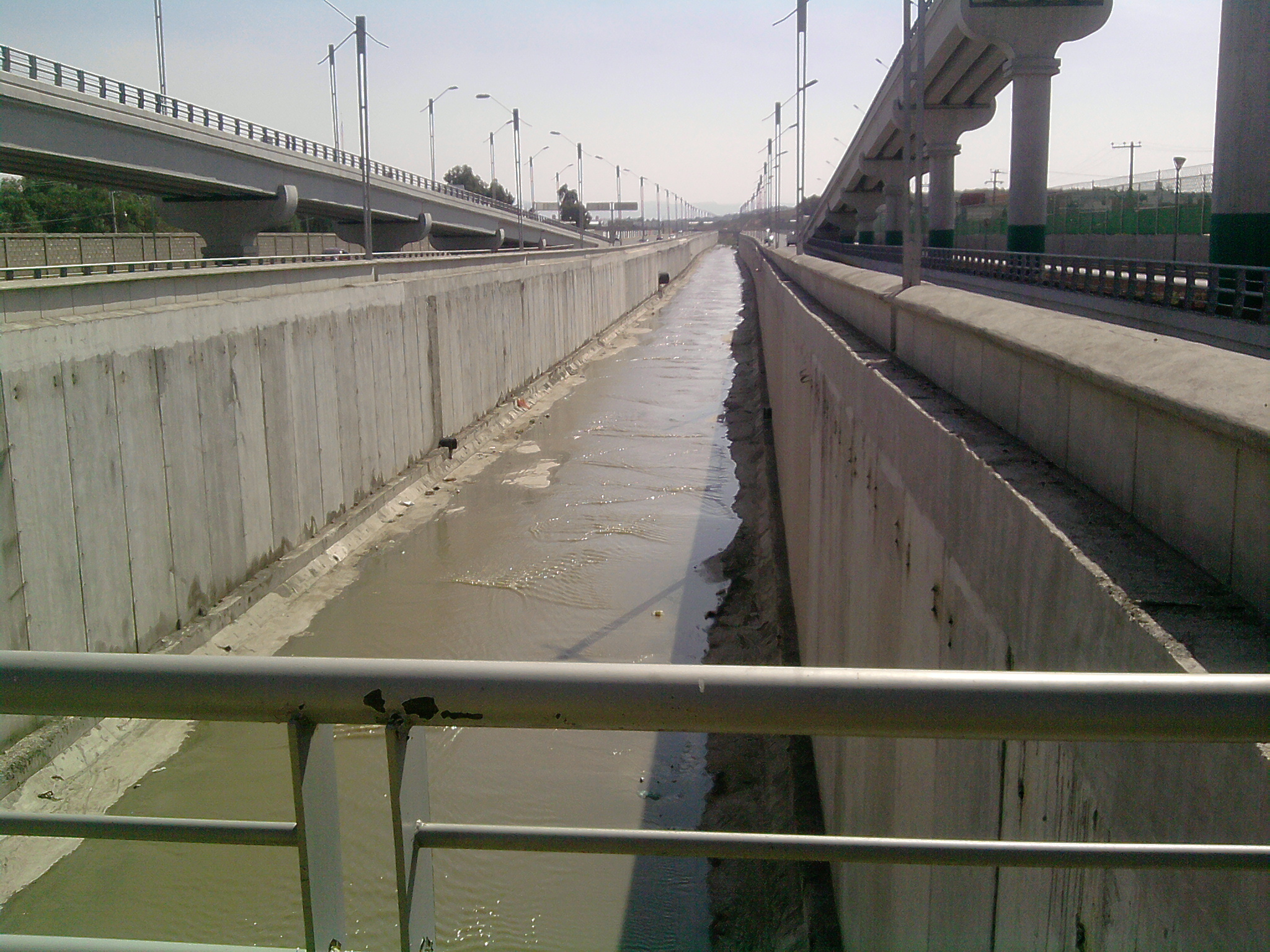
Río de las Avenidas, sección sin entubar.

Se encuentra dentro de la provincia fisiográfica del Eje Neovolcánico, principalmente en la subprovincia de “Lagos y Volcanes de Anáhuac”, con pequeñas secciones al norte que pertenecen a la subprovincia de “Llanuras y Sierras de Querétaro e Hidalgo”.
En cuanto a relieve terrestre, está conformado por evidentes contrastes, al norte hay zonas montañosas, así como lomeríos en la parte noroeste-noreste, formados por la Sierra de Pachuca; y llanuras que se extienden desde la porción central hacia el sur, pertenecientes al Valle Pachuca-Tizayuca.
En cuanto a edafología, al sur se encuentra suelo phaeozem, al norte regosol y al poniente litosol. En cuanto a geología se tiene rocas del periodo neógeno y cuaternario, principalmente y del tipo ígneas extrusivas.
En cuanto a hidrografía la ciudad se encuentra dentro de la región hidrológica del río Pánuco, en la cuenca del río Moctezuma y en la subcuenca del río Tezontepec. El río de las Avenidas es un canal natural de eventual uso para contener torrentes en los días de mayor precipitación pluvial y utilizado como colector de los drenes de aguas negras.

### Clima

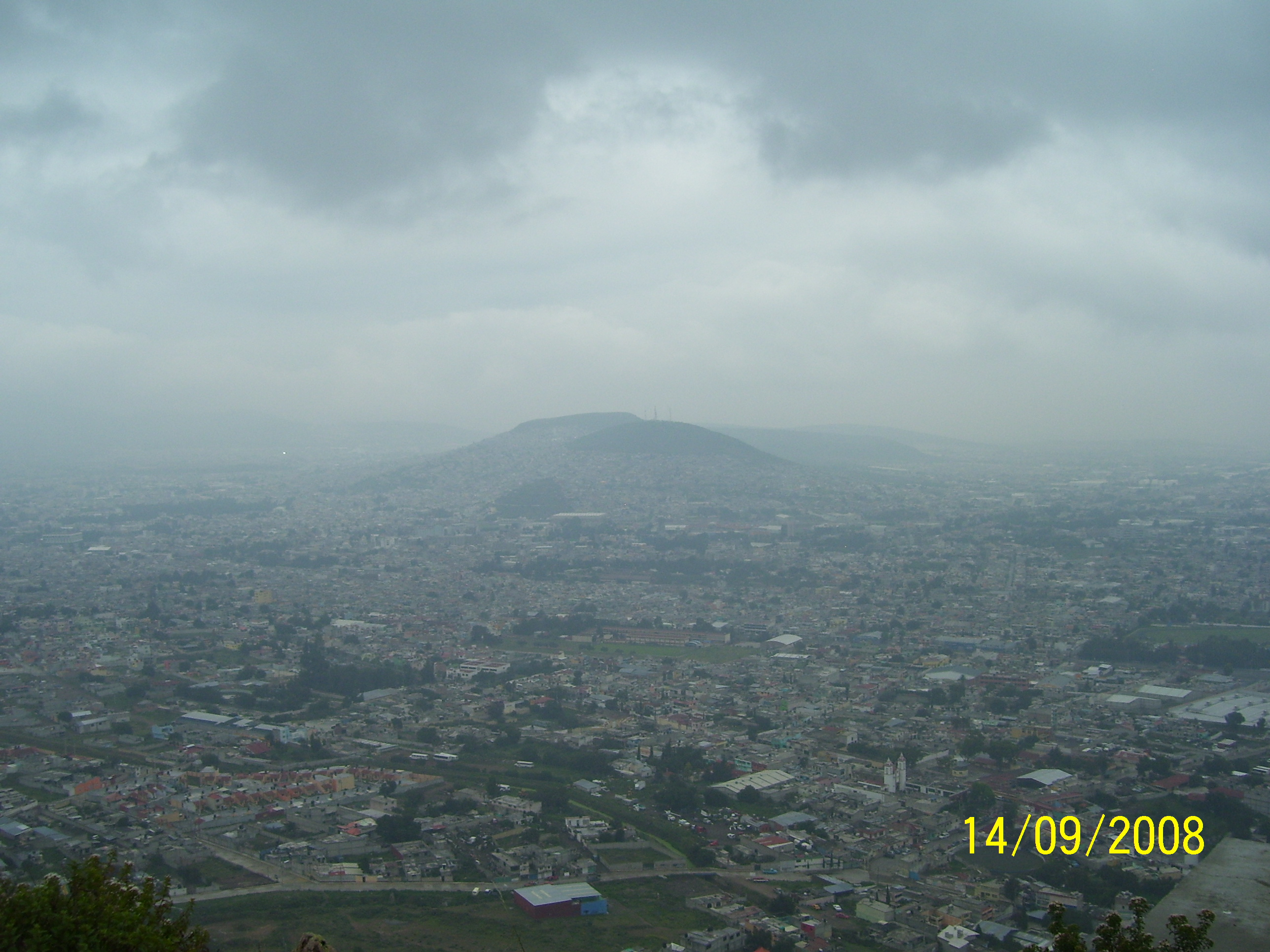
Panorámica de Pachuca, durante un día nublado.

La ciudad presenta en la mayor parte de su territorio un clima semiseco templado. La temperatura atmosférica promedio es de entre 10 y 16 °C, siendo abril y mayo los meses con la máxima temperatura promedio y diciembre y enero los meses con la mínima temperatura promedio. Su precipitación pluvial se ubica entre los 400 a 900 mm anual en promedio, de los cuales más del 70 % se pierde por evaporación. Tiene fuertes lluvias y granizo ocasional durante los meses de verano y condiciones secas durante el invierno. Se considera como una ciudad con temperatura templada.
El periodo lluvioso comprende los meses de mayo a octubre y el tiempo seco comprende de noviembre a abril, aunque frecuentemente la ciudad es afectada por frentes fríos y las tormentas tropicales que afectan al golfo de México, debido a su cercanía con este. Las heladas se presentan en rangos de 40 a 70 días al año, principalmente durante los meses de diciembre y enero, en tanto que las neblinas y las tormentas eléctricas se observan con mayor intensidad en los meses de junio a octubre.
La Sierra de Pachuca forma un imponente conjunto montañoso, que es un obstáculo natural que favorece los vientos catabáticos, masas de aire frío y seco que descienden del noreste y afectan de manera persistente a la ciudad. Los vientos son dominantes durante 8 o 9 meses del año, con dirección norte a sur y de noreste a suroeste; con una velocidad promedio de 22 a 24 km/h y teniendo una velocidad extrema de 60 a 75 km/h.
| Parámetros climáticos promedio de Pachuca (1951-2010) | Parámetros climáticos promedio de Pachuca (1951-2010) | Parámetros climáticos promedio de Pachuca (1951-2010) | Parámetros climáticos promedio de Pachuca (1951-2010) | Parámetros climáticos promedio de Pachuca (1951-2010) | Parámetros climáticos promedio de Pachuca (1951-2010) | Parámetros climáticos promedio de Pachuca (1951-2010) | Parámetros climáticos promedio de Pachuca (1951-2010) | Parámetros climáticos promedio de Pachuca (1951-2010) | Parámetros climáticos promedio de Pachuca (1951-2010) | Parámetros climáticos promedio de Pachuca (1951-2010) | Parámetros climáticos promedio de Pachuca (1951-2010) | Parámetros climáticos promedio de Pachuca (1951-2010) | Parámetros climáticos promedio de Pachuca (1951-2010) |
| Mes                                                   | Ene.                                                  | Feb.                                                  | Mar.                                                  | Abr.                                                  | May.                                                  | Jun.                                                  | Jul.                                                  | Ago.                                                  | Sep.                                                  | Oct.                                                  | Nov.                                                  | Dic.                                                  | Anual                                                 |
| ----------------------------------------------------- | ----------------------------------------------------- | ----------------------------------------------------- | ----------------------------------------------------- | ----------------------------------------------------- | ----------------------------------------------------- | ----------------------------------------------------- | ----------------------------------------------------- | ----------------------------------------------------- | ----------------------------------------------------- | ----------------------------------------------------- | ----------------------------------------------------- | ----------------------------------------------------- | ----------------------------------------------------- |
| Temp. máx. abs. (°C)                                  | 35.0                                                  | 29.0                                                  | 28.4                                                  | 40.0                                                  | 32.0                                                  | 33.0                                                  | 27.0                                                  | 27.0                                                  | 27.0                                                  | 27.0                                                  | 26.0                                                  | 26.0                                                  | 40.0                                                  |
| Temp. máx. media (°C)                                 | 19.8                                                  | 20.7                                                  | 23.0                                                  | 24.6                                                  | 24.1                                                  | 22.0                                                  | 20.7                                                  | 20.8                                                  | 20.5                                                  | 20.4                                                  | 20.0                                                  | 19.7                                                  | 21.4                                                  |
| Temp. media (°C)                                      | 11.3                                                  | 12.1                                                  | 14.3                                                  | 16.2                                                  | 16.6                                                  | 15.7                                                  | 15.0                                                  | 14.8                                                  | 14.5                                                  | 13.6                                                  | 12.1                                                  | 11.6                                                  | 14.0                                                  |
| Temp. mín. media (°C)                                 | 2.8                                                   | 3.4                                                   | 5.6                                                   | 7.8                                                   | 9.2                                                   | 9.4                                                   | 9.2                                                   | 8.8                                                   | 8.4                                                   | 6.9                                                   | 4.2                                                   | 3.5                                                   | 6.6                                                   |
| Temp. mín. abs. (°C)                                  | -9.0                                                  | -6.0                                                  | -7.0                                                  | -2.0                                                  | 1.0                                                   | 0                                                     | 2.0                                                   | 3.0                                                   | -2.0                                                  | -3.0                                                  | -6.0                                                  | -7.0                                                  | -9.0                                                  |
| Precipitación total (mm)                              | 8.7                                                   | 8.4                                                   | 13.6                                                  | 32.9                                                  | 58.3                                                  | 70.0                                                  | 69.7                                                  | 49.3                                                  | 58.3                                                  | 24.8                                                  | 11.3                                                  | 6.6                                                   | 411.9                                                 |
| Días de precipitaciones (≥ 0.1)                       | 1.5                                                   | 1.4                                                   | 2.2                                                   | 3.3                                                   | 6.5                                                   | 5.6                                                   | 5.5                                                   | 3.8                                                   | 6.2                                                   | 2.8                                                   | 1.6                                                   | 1.6                                                   | 42                                                    |
| Días de lluvias (≥ 0.1)                               | 2.6                                                   | 2.6                                                   | 3.3                                                   | 7.1                                                   | 9.5                                                   | 11.9                                                  | 12.6                                                  | 9.7                                                   | 10.2                                                  | 5.5                                                   | 3.4                                                   | 1.9                                                   | 80.3                                                  |
| Horas de sol                                          | 245.6                                                 | 233.7                                                 | 244.9                                                 | 223.8                                                 | 247.1                                                 | 206.7                                                 | 210.0                                                 | 222.7                                                 | 179.2                                                 | 223.5                                                 | 230.3                                                 | 226.7                                                 | 2694.2                                                |
| Humedad relativa (%)                                  | 57                                                    | 53                                                    | 50                                                    | 52                                                    | 58                                                    | 68                                                    | 72                                                    | 72                                                    | 74                                                    | 69                                                    | 63                                                    | 61                                                    | 62                                                    |
| Fuente: Servicio Meteorológico Nacional.              |                                                       |                                                       |                                                       |                                                       |                                                       |                                                       |                                                       |                                                       |                                                       |                                                       |                                                       |                                                       |                                                       |

### Ecología y zonas verdes

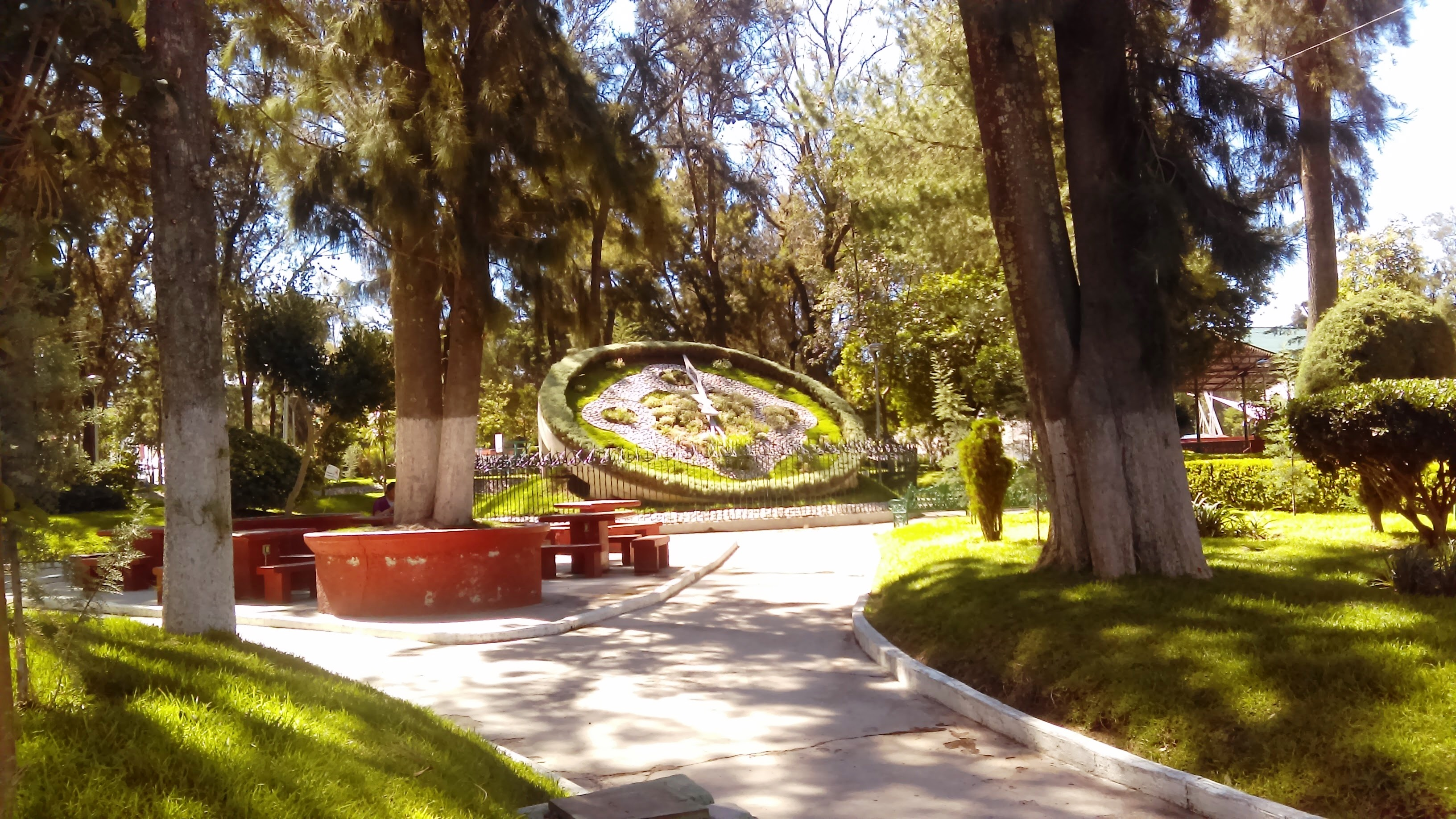
Reloj Floral ubicado en el Parque Hidalgo.

En cuanto a la flora, alrededor de la ciudad solo se puede encontrar vegetación correspondiente al matorral xerófilo, abundan especies como agave lechuguilla, biznaga partida chiche de burro (Coryphantha pycnacantha), biznaga Ondulada de Espinas Planas (Stenocactus phyllacanthus), palo loco (Senecios praecox), nopal cardón (Opuntia streptacantha), nopal ardilla (Opuntia spinulifera), nopal camueso (Opuntia robusta), pirul (Schinus molle), cardón (Cylindropuntia imbricata), hierba blanca (Zaluzania augusta), entre otros. En cuanto a la fauna se encuentra el cacomixtle, tuzas, ratones de campo, armadillos, ardilla.  En cuanto a la avifauna se encuentran el pinzón mexicano (Haemorhous mexicanus), la tortolita cola larga (Columbina inca), y el cuitlacoche pico curvo (Toxostoma curvirostre).
En Pachuca hay una superficie total de áreas verdes de 490 407.07 m²; que se distribuyen en veinticuatro parques con 194 525.84 m², siete jardines con 15 700.97 m², siete plazas 44 771.90 m², tres unidades deportivas 203 136.47 m² y otros con 32 271.89 m². Uno de los parques más importantes de la ciudad es el Parque Hidalgo, inaugurado con el nombre de “Parque Porfirio Díaz”, cambiando el  14 de junio de 1911 a su nombre actual.  El Bioparque de Convivencia Pachuca, fundado en 1978, es un parque dedicado a la recuperación y salvamento de especies animales en situación de riesgo y en graves condiciones de maltrato y abandono.
Otros parques públicos de importancia en la ciudad son el Parque de la Familia, el Parque Pasteur, el Jardín de los Niños Héroes, el Jardín del Maestro y el Jardín del Arte. En la ciudad se encuentra el Parque Ecológico Cubitos que fue decretado parque estatal el 30 de diciembre de 2002, en una superficie de 90.45 ha. Cuenta con una casa ecológica, el tuzuario, el herpetario, granja interactiva, área de biopreservación, un jardín botánico, un laberinto, un arboretum, diecisiete viveros, tirolesa, un área de eco juegos, ciclopista, calzadas. También en el parque se encuentran el Centro de Educación y Capacitación Ambiental, el Banco de Germoplasma Forestal, el Centro Estatal de Vigilancia y Análisis Ambiental y el Centro Laboratorio de Servicio del Sistema de Monitoreo Atmosférico. En el parque se desarrolla un conjunto de actividades culturales relacionadas con la sustentabilidad ambiental, el manejo y reciclado de la basura.
Otra zona protegida en la ciudad es la Zona de Preservación Ecológica Cerro del Lobo; decretado el 18 de julio de 1988, esta zona comprende 25.85 ha. Dentro de los límites de Pachuca se encuentran algunos geositios del Geoparque Comarca Minera. Estos son el Cerro de San Cristóbal,  el  Cristo Rey, los Depósitos tobáceos de Cubitos, la exhacienda La Purísima, el Mirador Cerro del Lobo, además del Museo de la Mineralogía y el Reloj Monumental.

### Contaminación

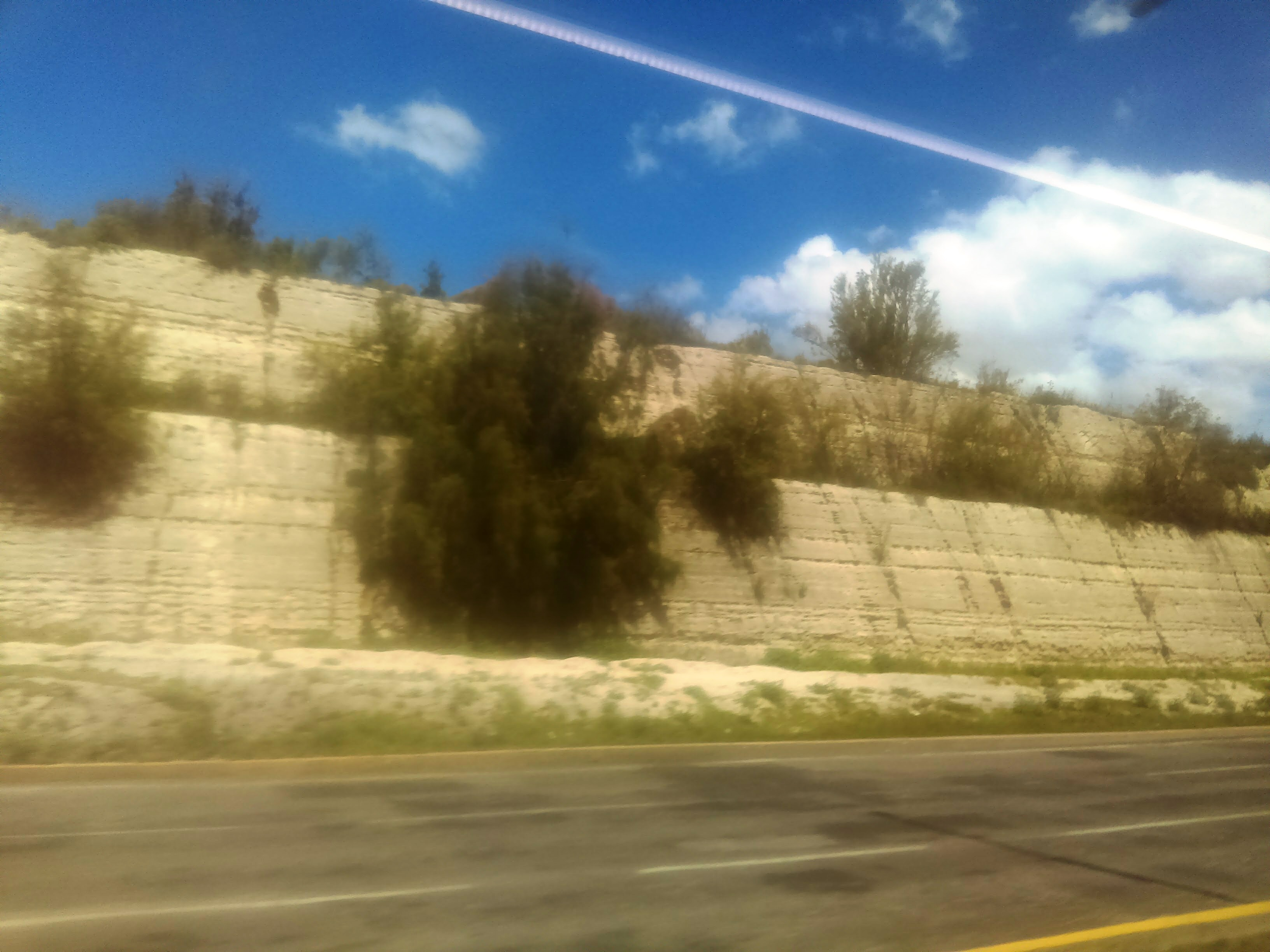
A los lodos y residuos minerales de la actividad minera se les conoce como jales. Imagen de los jales loalizados a un costado del Bulevar Nuevo Hidalgo.

La explotación de los fundos mineros de Pachuca de Soto y Mineral del Monte generó durante 500 años más de ochenta millones de toneladas de lodos conocidos como jales. Estos están diseminados de manera inmediata a la mancha urbana. La presencia de metales pesados como el mercurio y el cobre reflejan la posible infiltración hacia los mantos acuíferos originando su contaminación y generan en algunas zonas el arrastre de partículas por medio del viento.
Se ubican dos grandes extensiones de jales: una detrás de la Plaza Gran Patio, a un costado del Bulevar Nuevo Hidalgo y la otra en Mineral de la Reforma, a unos pasos del CEUNI. En estas zonas se construyeron viviendas, centros comerciales, la terminal de autobuses, la central de abasto y el Estadio Hidalgo.
En Pachuca se cuenta con dos estaciones incorporadas a los Sistemas de Monitoreo de Calidad del Aire (SMCA) ubicadas en el Jardín del Maestro y en el Museo del Rehilete. La cuenca atmosférica de Pachuca está formada por 12 municipios, aporta entre el 8 y 6 % de las emisiones de partículas PM10 y PM2.5, respectivamente; el 23 % de monóxido de carbono (CO) y el 20 % de óxidos de nitrógeno (NOx) del total generado en la entidad. En Pachuca de Soto, el 96 % de las emisiones municipales de NOx provienen de fuentes vehiculares. La ciudad de Pachuca se mantiene por los 70 puntos del Índice Metropolitano de la Calidad del Aire (IMECAS). Uno de los mayores problemas de contaminación ambiental en la ciudad lo constituye el abundante polvo. La cantidad de partículas suspendidas son provenientes de los jales mineros, así como de los cerros que rodean a la ciudad.
Por las mañanas una densa capa de smog se puede observar sobre la ciudad, particularmente entre semana. Las cargas contaminantes que se llegan a observar en algunas zonas se dispersan por la velocidad y dirección de los vientos característicos de Pachuca, a lo que contribuye la radiación solar. Asimismo, los cerros de Santa Polonia, San Cristóbal y El Lobo tienen tal disposición geográfica que permiten darle dirección a los vientos para evitar la concentración de gases. En el Río de las Avenidas se cuenta con la existencia de un elevado grado de contaminación, ya que se encuentra conectado con los canales generados por descargas de tipo industrial y aguas negras de los asentamientos ubicados en los márgenes de los mismos.

## Política

### Capital del estado de Hidalgo

Palacio de Gobierno del Estado de Hidalgo, edificio que se inauguró el 15 de septiembre de 1970.

La designación como capital es un hecho tácito, pues no se menciona en el decreto que crea la entidad. Distintos poblados se propusieron, Actopan fue rechazada por no contar con la infraestructura necesaria, Tula en razón de su ubicación, lejana de la mayor parte de los centros de población y Tulancingo, por ser sede de la diócesis de Tulancingo.
La ciudad fue reconocida tácitamente como la capital del estado cuando Juan Crisóstomo Doria González, primer gobernador del estado de Hidalgo se presentó en la ciudad a tomar posesión de cargo, el 27 de enero de 1869. El primer documento en el que se asienta oficialmente el reconocimiento como capital es suscrito el 24 de marzo de 1869, cuyo contenido es la convocatoria para las primeras elecciones estatales realizadas el 2 de mayo de 1869. La Constitución Política para el Estado de Hidalgo promulgada el 21 de mayo de 1870 define la capital en el artículo 27: Los Poderes Legislativo, Ejecutivo y Judicial residirán en la ciudad capital, Pachuca de Soto.
Al ser la capital, la ciudad es sede de los distintos organismos y dependencias del Gobierno del estado de Hidalgo, así como de la residencia oficial del Gobernador Constitucional del Estado de Hidalgo.

### Ayuntamiento

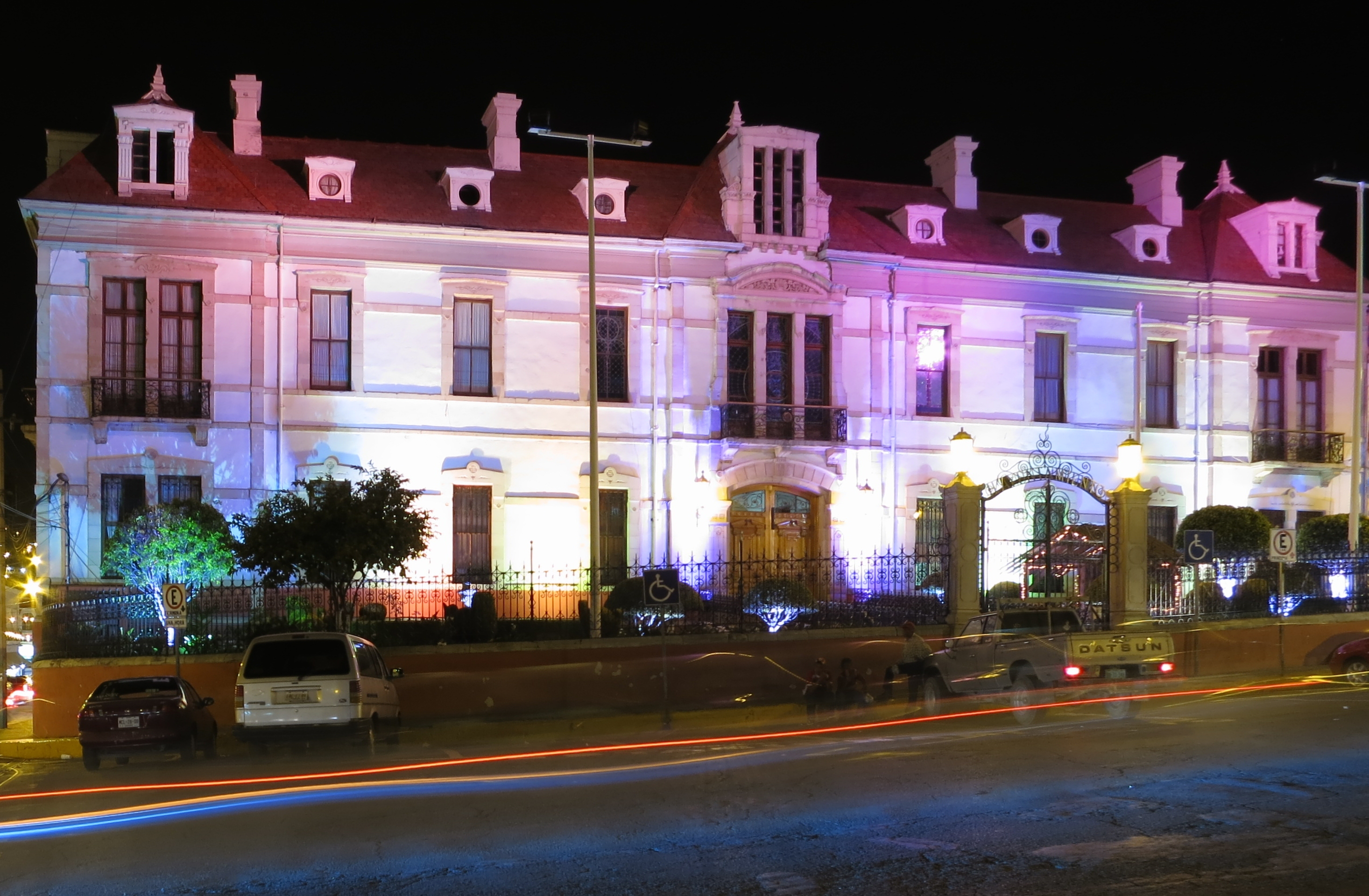
Palacio Municipal de Pachuca.

Los municipios de México son la forma de división territorial a nivel estatal; el municipio de Pachuca de Soto, se localiza entre los paralelos 20°1′ y 20°12′ de latitud norte; los meridianos 98°41′ y 98°52′ de longitud oeste; Colinda al norte con los municipios de Mineral del Chico y Mineral del Monte; al sur con Zempoala y Zapotlán de Juárez; al este con Mineral de la Reforma y Epazoyucan, y al oeste con San Agustín Tlaxiaca. Cuenta con una superficie total de 154.1 km² y representa el 0.74 % de la superficie del estado y ocupa el 56.º lugar entre los municipios de Hidalgo por superficie.
El municipio de Pachuca de Soto está administrado por un ayuntamiento, oficialmente denominado Honorable Ayuntamiento Constitucional del Municipio de Pachuca de Soto; el cual se compone de un presidente municipal, dos síndicos (síndico procurador y síndico hacendario), diecinueve regidores, diecisiete comisiones, ciento quince delegados y ocho comisariados ejidales.
Pachuca de Soto es la cabecera municipal, por lo que es la sede del ayuntamiento. La ejecución de las políticas y el ejercicio de las funciones administrativas del Ayuntamiento de Pachuca se deposita en el presidente municipal, electo en los términos de la Ley Electoral del Estado de Hidalgo. El titular en el cargo es Jorge Alberto Reyes Hernández, quien inicio su mandato el 5 de septiembre de 2020, y concluirá el 4 de septiembre de 2027.

### Distritos y regiones
Pachuca de Soto a nivel estatal pertenece a los distritos electorales Locales 12 y 13, denominados Pachuca Oriente y Pachuca Poniente respectivamente; y a nivel federal pertenece al Distrito electoral federal 6 de Hidalgo. De acuerdo con el Instituto Nacional Electoral (INE) y el Instituto Estatal Electoral de Hidalgo (IEEH) en abril de 2014, el padrón electoral es de 218 408 personas, con una lista nominal de votantes de 193 910 personas, es decir, 10.51 % del total estatal. Está compuesto por 129 secciones electorales, 96 pertenecientes a Pachuca Oriente y 33 a Pachuca Poniente.
En cuanto a nivel estatal administrativo regional de Hidalgo, Pachuca pertenece a la Macrorregión I y a la Microrregión V, además es la sede de a la Región Operativa I Pachuca. Por otra parte, pertenece al XI Distrito Judicial de Hidalgo, donde se arreglan trámites judiciales del Poder Judicial del Estado de Hidalgo. En 2015 existían veintisiete Notarías públicas.

### Símbolos
Los símbolos representativos y de identidad oficiales son el nombre y el escudo. El nombre oficial es Pachuca de Soto. La ciudad cuenta con dos escudos, ambas representaciones que se toman como oficiales: el Escudo del Municipio de Pachuca y el Escudo del Ayuntamiento de Pachuca. La ciudad carece de himno y bandera.

#### Escudo del Ayuntamiento de Pachuca

Escudo del Ayuntamiento de Pachuca.

El escudo oficial del Ayuntamiento de Pachuca es utilizado por los órganos de Gobierno del Municipio, en todo tipo de documentos oficiales y bienes del Patrimonio Público Municipal. Esta representación es también utilizada como el sello y emblema del Ayuntamiento de Pachuca.
Su descripción es: Como figura central el busto de Miguel Hidalgo y Costilla de perfil derecho, orlado con laureles y guirnaldas en la base y circundado por dos aros en disposición concéntrica, ubicado entre estos en la parte superior la leyenda “H. Ayuntamiento” y en la parte inferior “Pachuca de Soto, Hidalgo”.

#### Escudo del Municipio de Pachuca

Escudo del Municipio de Pachuca.

Está formado por el glifo de la palabra Pachuca. Actualmente se reconoce al glifo de Pachuca, como una representación prehispánica que obedece a la topografía del lugar: Un cerro cortado por un río.Es decir, una cañada que se asocia a uno de los posibles orígenes de la ciudad, probablemente se trate del Río de las Avenidas que parte de los cerros de la Magdalena y San Cristóbal, en una cañada que es la parte más estrecha de la ciudad.  Esta representación es utilizada comúnmente como el Escudo del Municipio de Pachuca.

#### Logotipo y eslogan
Durante cada periodo de administración del Ayuntamiento de Pachuca se tiene un eslogan (a veces denominado lema) y logotipo oficial. Algunos de estos han sido: 
- Periodo 2006-2009: en el logotipo se observa el tejado del Palacio Municipal y el lema es Ciudad en movimiento.[13]
- Periodo 2009-2010: en el logotipo se puede apreciar el carrillón del Reloj Monumental y el lema es Más Pachuca para todos.[14]
- Periodo 2010-2012: en el logotipo se puede ver el monumento la Victoria del Viento sobre un fondo rojo y el lema es el El Pachuca de la Gente.[14]
- Periodo 2012-2016: en el logotipo se observa un mosaico de colores en forma de abanico, donde se aprecian la siluetas del Palacio Municipal (Azul), Reloj Monumental (Rojo), el Monumento la Victoria del Viento (verde); y el lema es Vive tu Ciudad.[15]
- Periodo 2016-2020: en el logotipo se observa la fachada del Palacio Municipal rodeada con líneas en tono azul; y el lema es La Casa de Todos.[16]
- Periodo 2020-2024: en el logotipo se observan edificios como el Palacio Municipal, Reloj Monumental, el Monumento la Victoria del Viento, el Edificio Bancomer y el Complejo Vía Dorada; y el lema es Avanza contigo.

### Relaciones internacionales
El 18 de junio de 2012 en la ciudad, funcionarios del Gobierno del estado de Hidalgo recibieron a una delegación de la República Popular China y se llevó la firma de renovación del Acuerdo de Hermanamiento entre el estado de Hidalgo y la provincia de Henan.
Hermanamientos
Los hermanamiento de ciudades se realizan para intercambiar, mediante el diálogo, experiencias que ayuden al progreso y fortalecimiento de sus instituciones; en los ámbitos económicos, sociales y culturales. Oficialmente la ciudad de Pachuca de Soto ha firmado acuerdos de hermanamiento con las siguientes ciudades alrededor del mundo:
- Ponferrada, España; hermanamiento firmado desde el 4 de junio de 1998, ratificado el 16 de octubre del 2004.[133][134]
- Little Rock, Estados Unidos; hermanamiento firmado el 25 de abril de 2007, con vigencia hasta el 24 de abril de 2012 (Acuerdo).[135][136]
- Camborne, Reino Unido; hermanamiento firmado el 3 de julio de 2008, con vigencia indefinida (Acuerdo).[136][137]
- Eagle Pass, Estados Unidos; hermanamiento firmado el 23 de octubre de 2009, con vigencia no especificada (Acuerdo).[136][138]
- Paute, Ecuador; hermanamiento firmado el 6 de julio de 2021.[139][140]
- Urdaneta, Ecuador; hermanamiento firmado el 6 de julio de 2021.[139][140]
- Pichincha, Ecuador; hermanamiento firmado el 6 de julio de 2021.[139][140]
- Oviedo, España; hermanamiento firmado el 16 de diciembre de 2022.[141][142]

Convenios
Pachuca de Soto cuenta con convenios de cooperación específica para fortalecer áreas como turismo, gobierno, seguridad, etc. El 12 de diciembre de 2008, la ciudad firmó un convenio de colaboración con el Ayuntamiento de Castellbisbal, España, para la obtención de recursos para el albergue temporal para indigentes y damnificados (Acuerdo).

## Demografía

### Dinámica poblacional

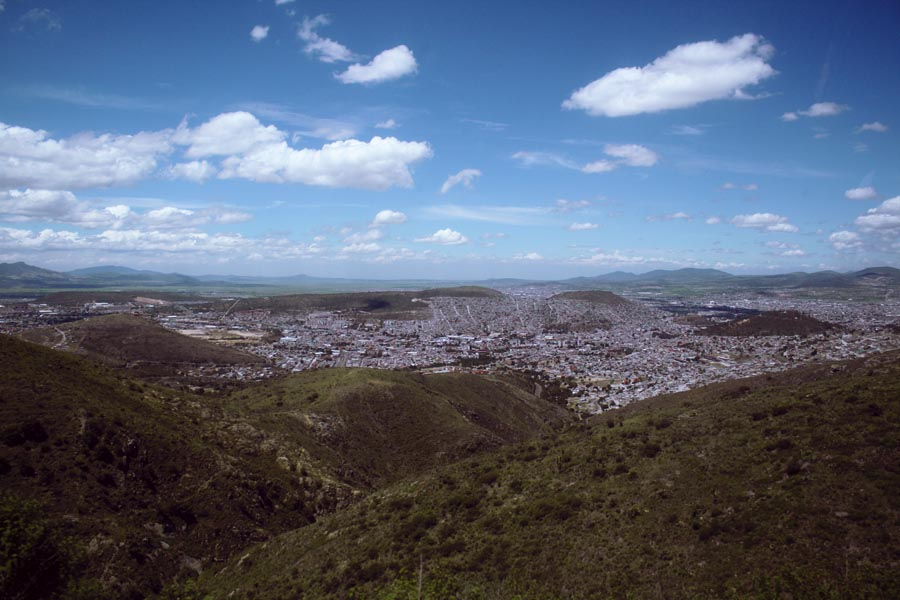
Panorámica de Pachuca de Soto.

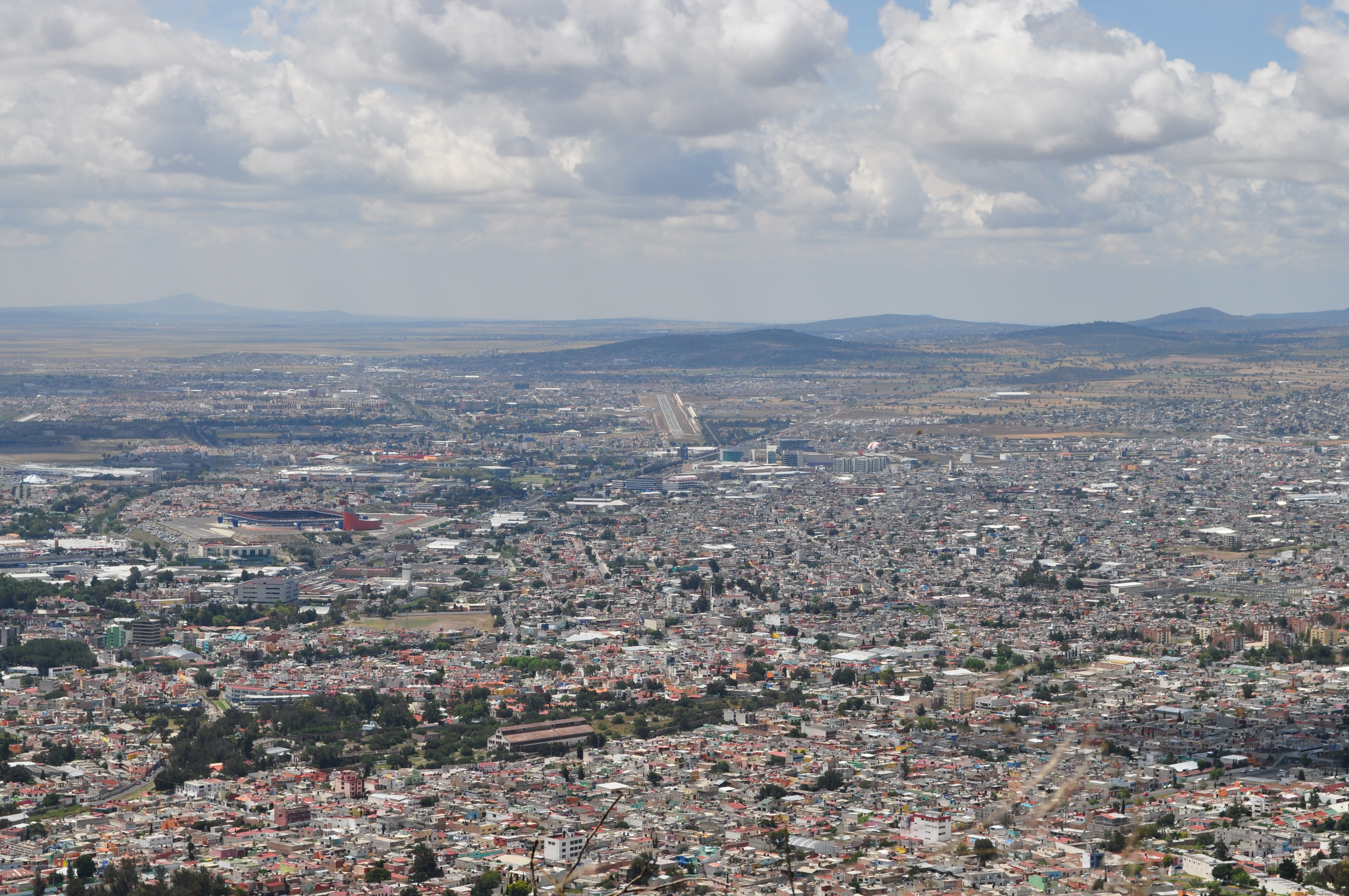
Panorámica de la zona sur.

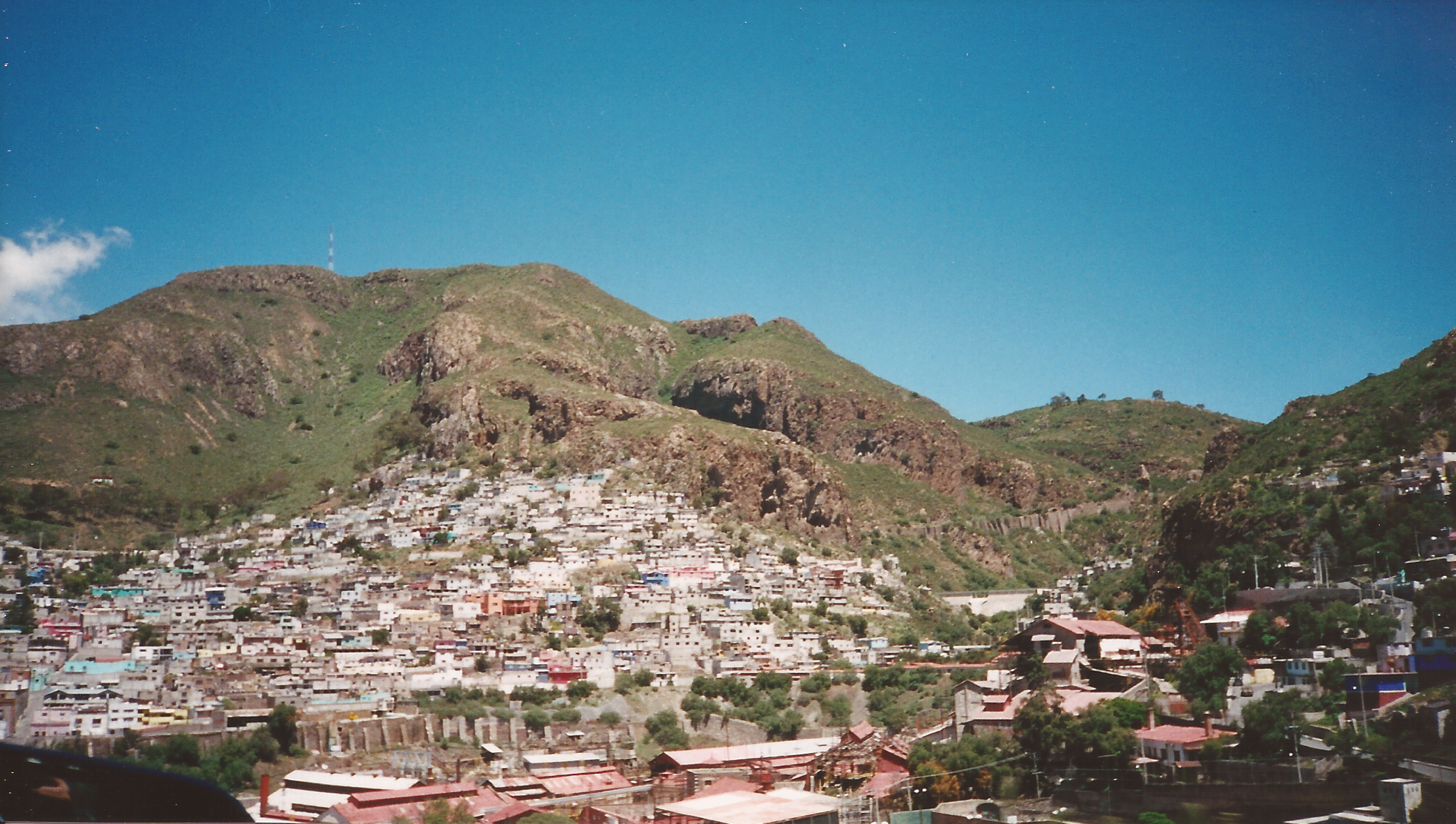
Panorámica de la zona norte.

De acuerdo con el Censo de Población y Vivienda 2020 del INEGI la ciudad tiene una población de 297 848 habitantes, lo que representa el 94.76 % de la población municipal. De la población 156 299 son mujeres y 141 549 son hombres, con una relación de 90.56 hombres por 100 mujeres. El 20.49 % de la población tiene menos de 14 años de edad; el 70.30 % de la población tiene entre 15 a 64 años de edad; y el 9.21 % de la población tiene más de 65 años.
Para 2020 unas 69 187 personas han nacido en otra entidad federativa; entre los estados de donde mayormente provienen los inmigrantes nacionales se encuentran la Ciudad de México, el estado de México, Veracruz, Puebla y Michoacán. En comparación con el censo de 2015 y 2020, unas 16 929 personas residían en otra entidad federativa. Durante el siglo XIX por la bonanza minera llegan algunos grupos de inmigrantes internacionales a la ciudad: judíos, sirio, libaneses, chinos, españoles e incluso armenios. En la actualidad hay grupos extranjeros de estadounidenses, venezolanos, colombianos, cubanos y haitianos, entre otros.
La ciudad concentra una población indígena principalmente grupos nahua y otomí. La gran mayoría de esta población es inmigrante de las zonas indígenas del estado, como la región Huasteca, el Valle del Mezquital, y la Sierra de Tenango. Las personas que hablan alguna lengua indígenaes de 9387 personas, alrededor del 3.15 % de la población de la ciudad. El náhuatl y el otomí son las lenguas más habladas, pero también se han registrado en menor medida hablantes de totonaca, tepehua, zapoteco y huasteco.
En la ciudad hay 5985 personas que se consideran afromexicanos o afrodescendientes, alrededor del 2.01 % de la población de la ciudad. De estos 3113 son mujeres y 2872 son hombres.
| Gráfica de evolución demográfica de Pachuca de Soto entre 1900 y 2020                                       |
| |
| Población de los censos y conteos del Instituto Nacional de Estadística y Geografía (INEGI) de 1900 a 2020. |

### Religión

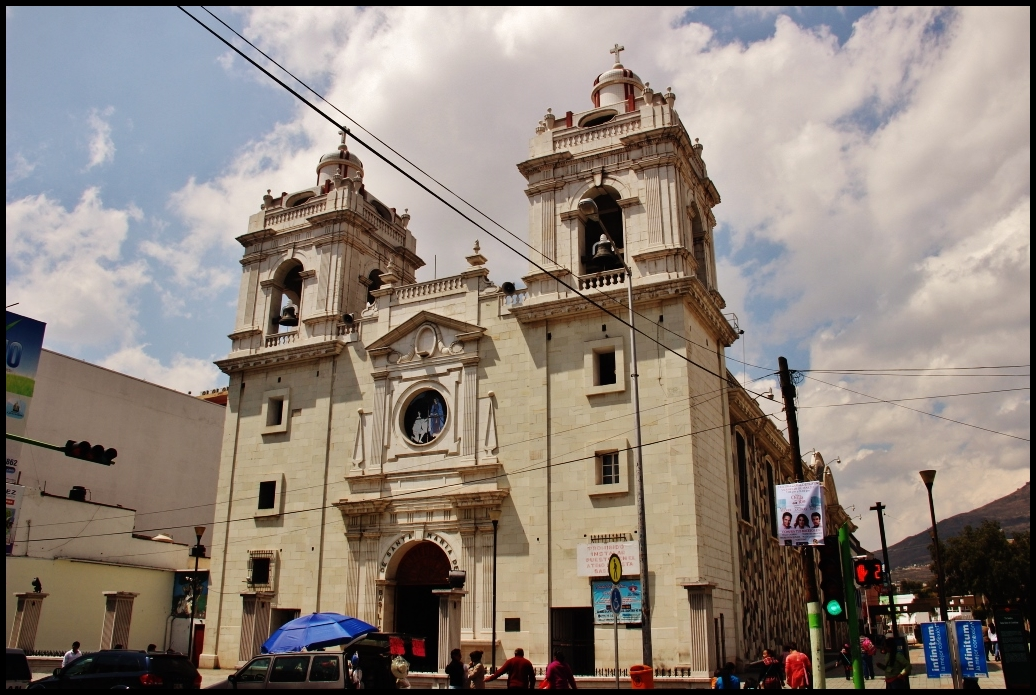
La Basílica Menor de Nuestra Señora de Guadalupe (La Villita), en el año 2004 por anuencia del Papa Juan Pablo II, fue consagrada como Basílica Menor en honor a Nuestra Señora de Guadalupe.

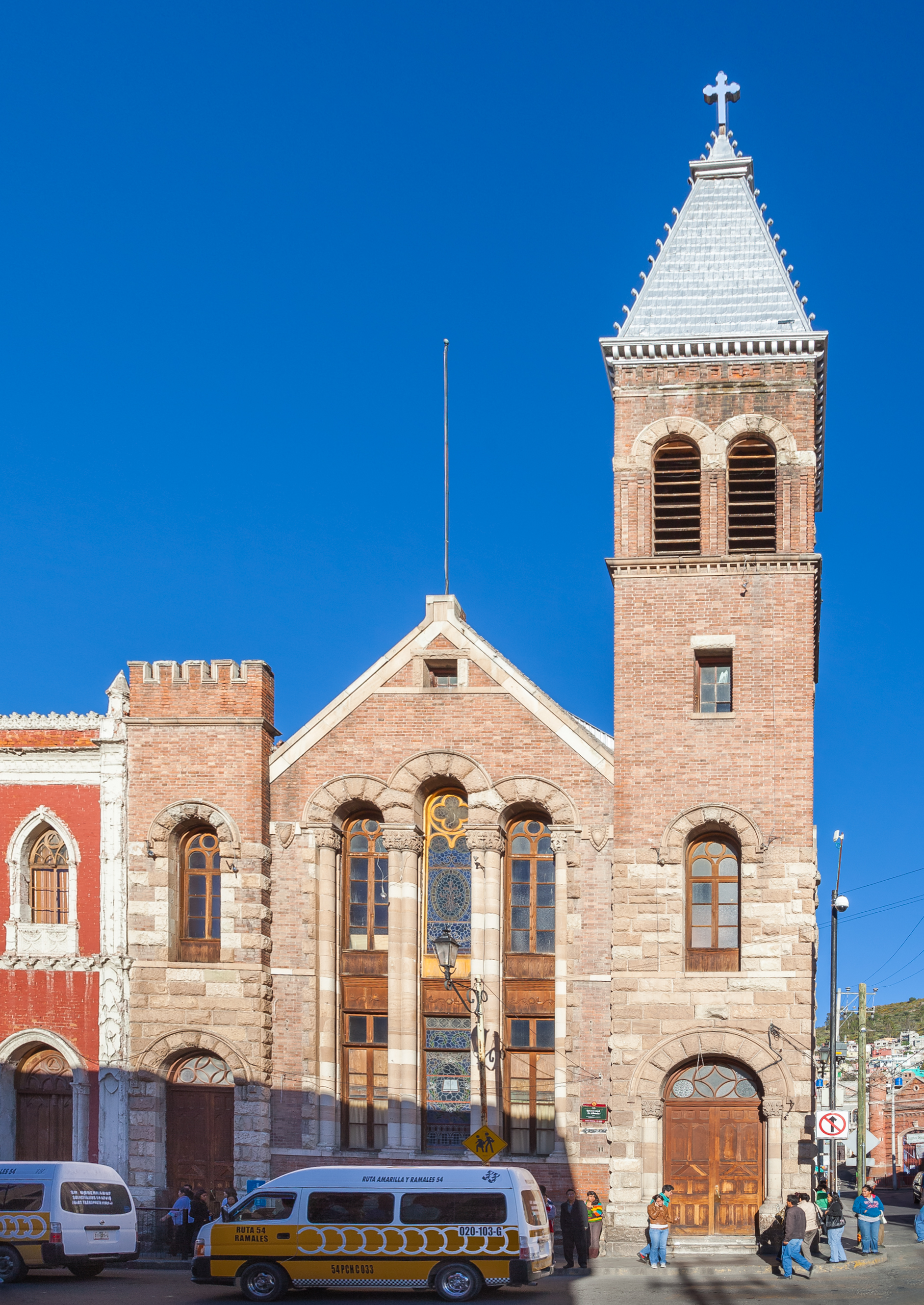
Iglesia Metodista del Divino Salvador, su construcción data de 1870 a 1900. El 18 de agosto de 1901, se inauguró de manera oficial.

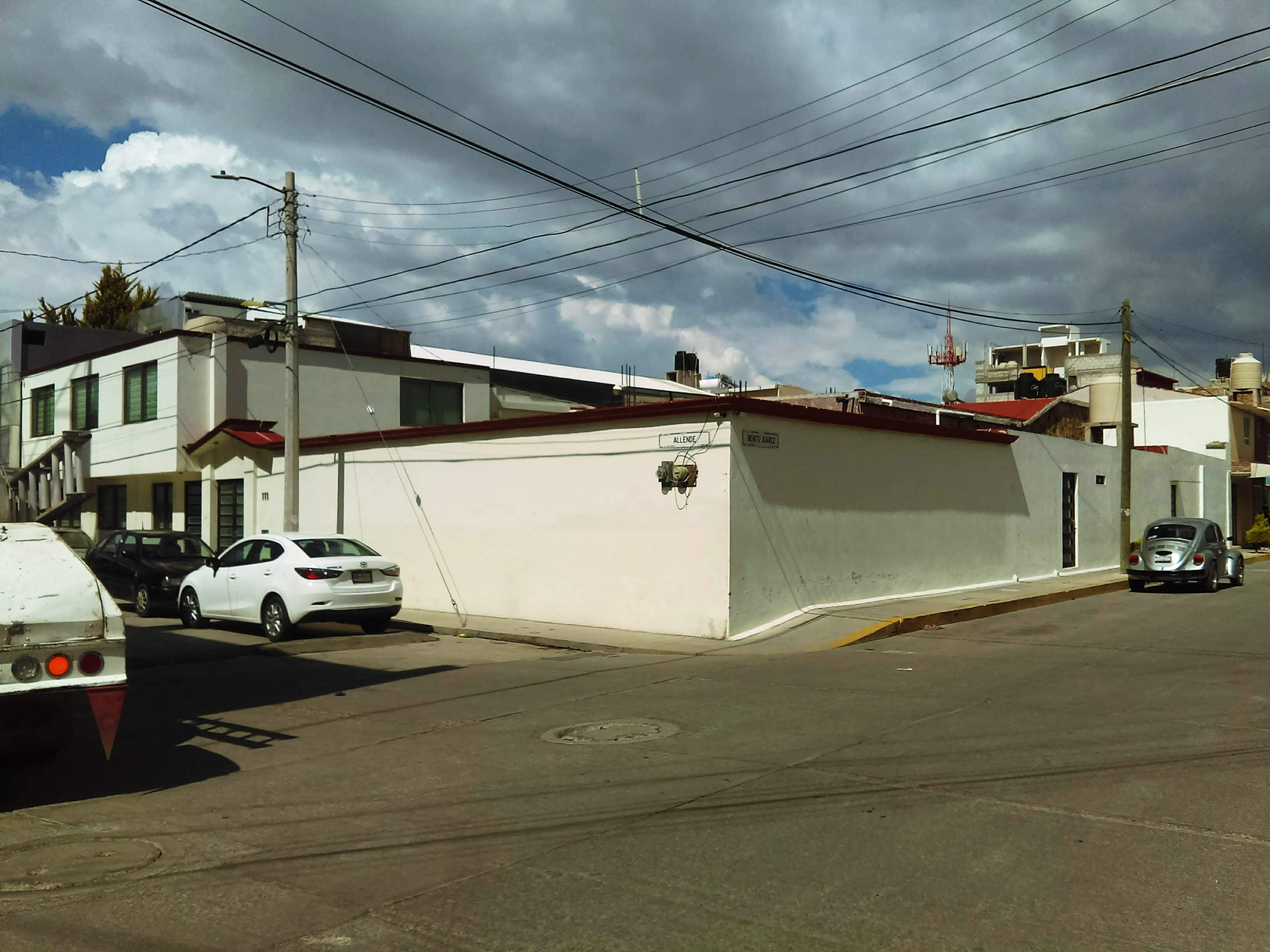
Sinagoga El Neguev.

De acuerdo al censo de 2020, alrededor de 215 337 es profesa lareligión católica, unas 36 297 personas profesan denominaciones religiosas como pentecostales, evangélicos, mormones u otros cristianos, y unas 1033 personas declararon profesar una religión diferente, y unas 42413 se declaran sin religión, ateos o agnósticos.
La evangelización católica en la región se inició cuando los misioneros franciscanos procedentes de Tulancingo y Tepeapulco formalizaron su presencia en el estado de Hidalgo. Poco tiempo después llegaron los sacerdotes del clero secular, quienes se encargarían de la jurisdicción religiosa católica. En 1534 se da la primera construcción religiosa católica de la región, la capilla de la Virgen de la Magdalena, en terrenos de la República de indios de Pachuca ubicada cerca de Pachuquilla.
En la ciudad se construyó en 1553 la Parroquia de la Asunción, El convento de San Francisco se convirtió en Colegio Apostólico en el año de 1732, cuando alcanzó su mayor esplendor. En 1905 la ciudad fue anexada a la diócesis de Tulancingo. La Iglesia católica cuenta en la ciudad con dieciséis parroquias, una cuasiparroquia, una capellanía y dos santuarios; San Francisco de Asís es el santo patrono de la ciudad.
El judaísmo llegó a la ciudad en el siglo XVI, mediante los criptojudíos Manuel de Lucena y Beatriz Enríquez, de origen portugués, quienes fundan una venta o mesón a las afueras de la ciudad. En la década de 1920 se crea la primera congregación judía de la ciudad. El 14 de junio de 2011 se dio registro de la agrupación religiosa denominada Comunidad Israelita Mexicana El Neguev, para constituirse en asociación religiosa.
A partir de la segunda década del siglo XIX, por la presencia de numerosos directivos y técnicos mineros de origen córnico e inglés, llegaron a Pachuca diversas ramas del Protestantismo, entre ellas el Luteranismo, Calvinismo, Anglicanismo y Metodismo. En 1840 establecieron la primera congregación protestante de habla inglesa, y en 1850 llegó a Pachuca el primer pastor protestante, el reverendo Henry Davis, quien ofició los cultos en inglés en la Finca San Lunes.
La Iglesia de Jesucristo de los Santos de los Últimos Días llegó a la ciudad en 1923, cuando las primeras personas fueron bautizadas en la zona; actualmente cuenta con doce edificios en la ciudad. En la ciudad hay cerca de 80 iglesias dedicadas al cristianismo ya sea Evangélico, Adventista Pentecostal, o Bautista como: Testigos de Jehová, la Iglesia de Dios Israelita, Iglesia adventista del séptimo día, Iglesia Universal del Reino de Dios y la Iglesia La Luz del Mundo.
La Santa Muerte se venera en el estado de Hidalgo desde 1965. En la ciudad existe un lugar dedicado a la Santa Muerte, denominada "la Niña Blanca" el santuario es llamado Mercado Sonorita "Catedral de la Santa Muerte". 

### Vivienda y urbanismo
En general, para la construcción de la vivienda se usan el techo, las paredes y pisos de cemento, aunque no dejan de existir algunos barrios cuyas construcciones tienen, en su mayoría, techos de lámina y pisos de tierra. La vivienda es 63,4 % propia, el 20,3 % es alquilada, el 14,7 % es familiar o prestada, el 1,3 % se encuentra en otra situación y el 0,3 % no se especifica.
En cuanto a urbanismo, en el Centro histórico se encuentran las edificaciones más antiguas de la ciudad que se desarrollaron durante los siglos XVII y XVIII. Alrededor de este destacan los asentamientos que surgieron a mediados del siglo XIX y que se desarrollaron en las zonas altas y en los alrededores de los centros mineros, denominados Barrios Altos.  En  el área desarrollada en el siglo XX se encuentran las zonas habitacionales, comerciales e industriales localizadas al sur, oriente y noreste principalmente.
De acuerdo a las actividades la superficie urbana utilizada es de 39 %, debido a la utilidad extensiva e intensiva de la tierra que gradualmente ha ido incrementándose por la demanda de vivienda, lo que corresponde a un aspecto demográfico que vincula la ocupación de áreas anteriormente destinadas al cultivo. En seguida el 27 % es de uso agrícola, donde principalmente predominan las tierras de temporal y los pastos naturales, y en menor importancia, las tierras de riego. Se tiene un 31 % para conservación y un 3 % de área protegida.
De la superficie urbana la utilizada es: 63 % tiene un uso habitacional, el 7 % corresponde al uso de infraestructura de servicios o área de equipamiento urbano. Los terrenos baldíos ocupan el 18 % del área, al uso comercial se destina 5 %, los jales ocupan el 4 %, los espacios abiertos el 2 % y la cantidad destinada a uso industrial representa el 1 %. De acuerdo al Ayuntamiento de Pachuca, el territorio se integra por cincuenta y un colonias, treinta y tres barrios, veintidós fraccionamientos, y once comunidades.

### Pobreza y marginación social

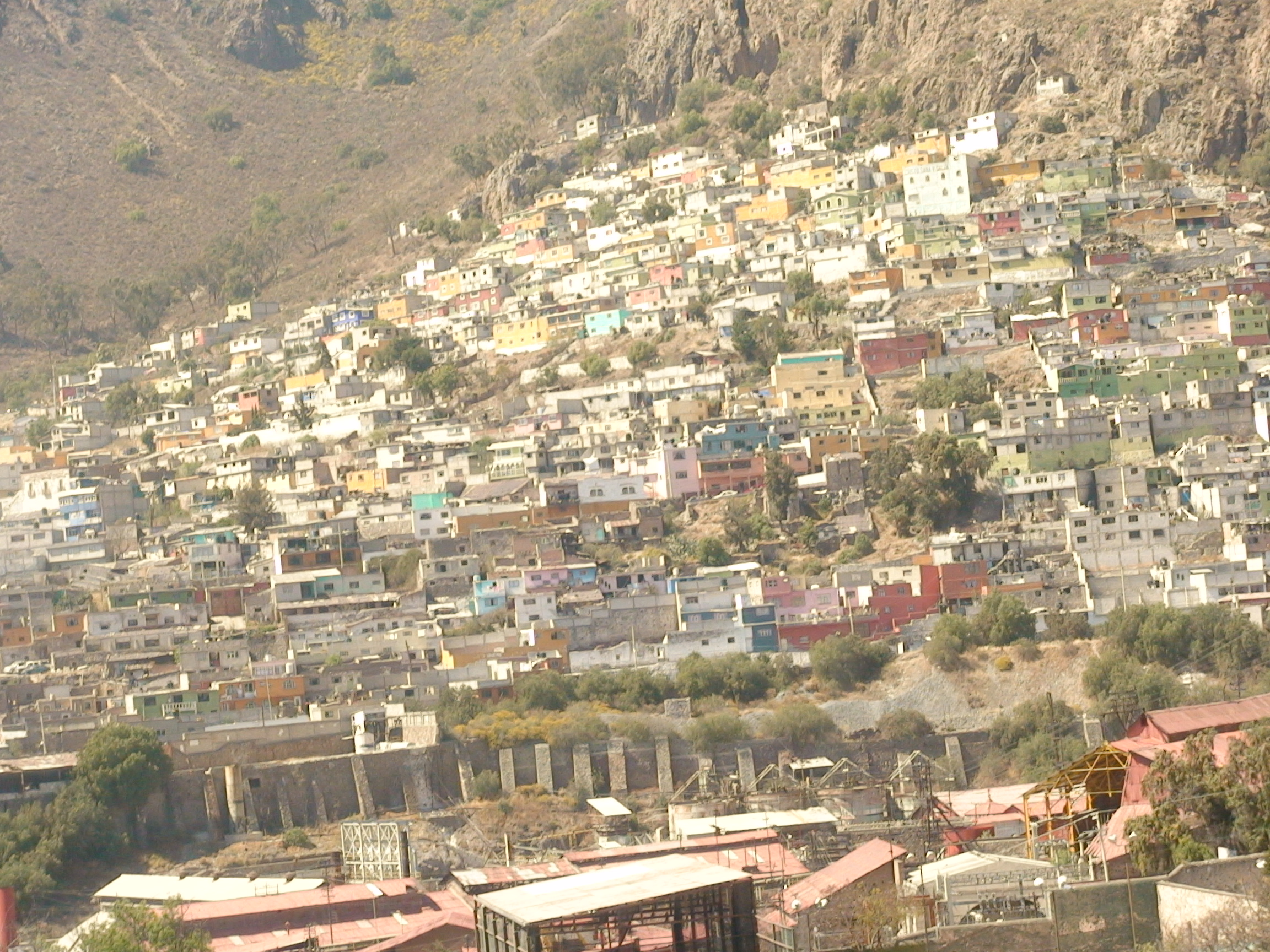
Barrios Altos de Pachuca.

En 2015 el municipio de Pachuca ocupó el segundo lugar de 84 municipios en la escala estatal de rezago social. El 32,3 % de la población se encontraban en pobreza, de los cuales 29,0 % presentaban pobreza moderada y 3,3 % estaban en pobreza extrema. El 19,1 % de población presenta carencia de acceso a los servicios de salud, el 1 % carencia a material de pisos en la vivienda, el 2,70 % hacinamiento en la vivienda, el 3,10 % carencia al acceso de agua entubada en la vivienda, 0,90 % carencia al acceso de servicio de drenaje, 0.30 % carencia al acceso del servicio de electricidad. Se estima que cuatro de cada diez personas que radican en Pachuca y su zona metropolitana viven en pobreza alimentaria.
En 2010 el Padrón de Beneficiarios de la Secretaría de Desarrollo Social contempla a cerca de 67 000 habitantes inscritos en distintos programas de la dependencia federal. En 2010, cerca de 8000 viviendas se calificaron por la Secretaría Desarrollo Social como “hogares pobres”. De acuerdo a esta información, son treinta y un los barrios y colonias que presentan casos de rezago social, pobreza y marginación entre los que se encuentran los denominados Barrios Altos de Pachuca.

### Zona metropolitana

La Zona Metropolitana de Pachuca forma parte de la Corona regional del centro de México.

La zona metropolitana está conformada por siete municipios del Estado de Hidalgo, los cuales son Pachuca de Soto, Mineral del Monte, Mineral de la Reforma, San Agustín Tlaxiaca, Epazoyucan, Zapotlán de Juárez y Zempoala. Además de estos, por su relación funcional, también en ocasiones se le ha incorporado Mineral del Chico.
Para 2010 la zona metropolitana tenía 512 196 habitantes, con una proyección de 557 093 habitantes para 2015. El 19.2 % de la población del estado de Hidalgo vive en esta zona metropolitana, y en esta zona habitan dos de cada diez hidalguenses.
Los municipios centrales son Pachuca de Soto y Mineral de la Reforma. Estos dos municipios mantienen una estrecha conurbación física.
El 15 de octubre de 2009, se creó la Comisión Metropolitana de Pachuca con el fin de buscar mecanismos eficaces de coordinación para una adecuada planeación, regulación del crecimiento físico, la provisión de servicios públicos y cuidado al medio ambiente.

## Educación

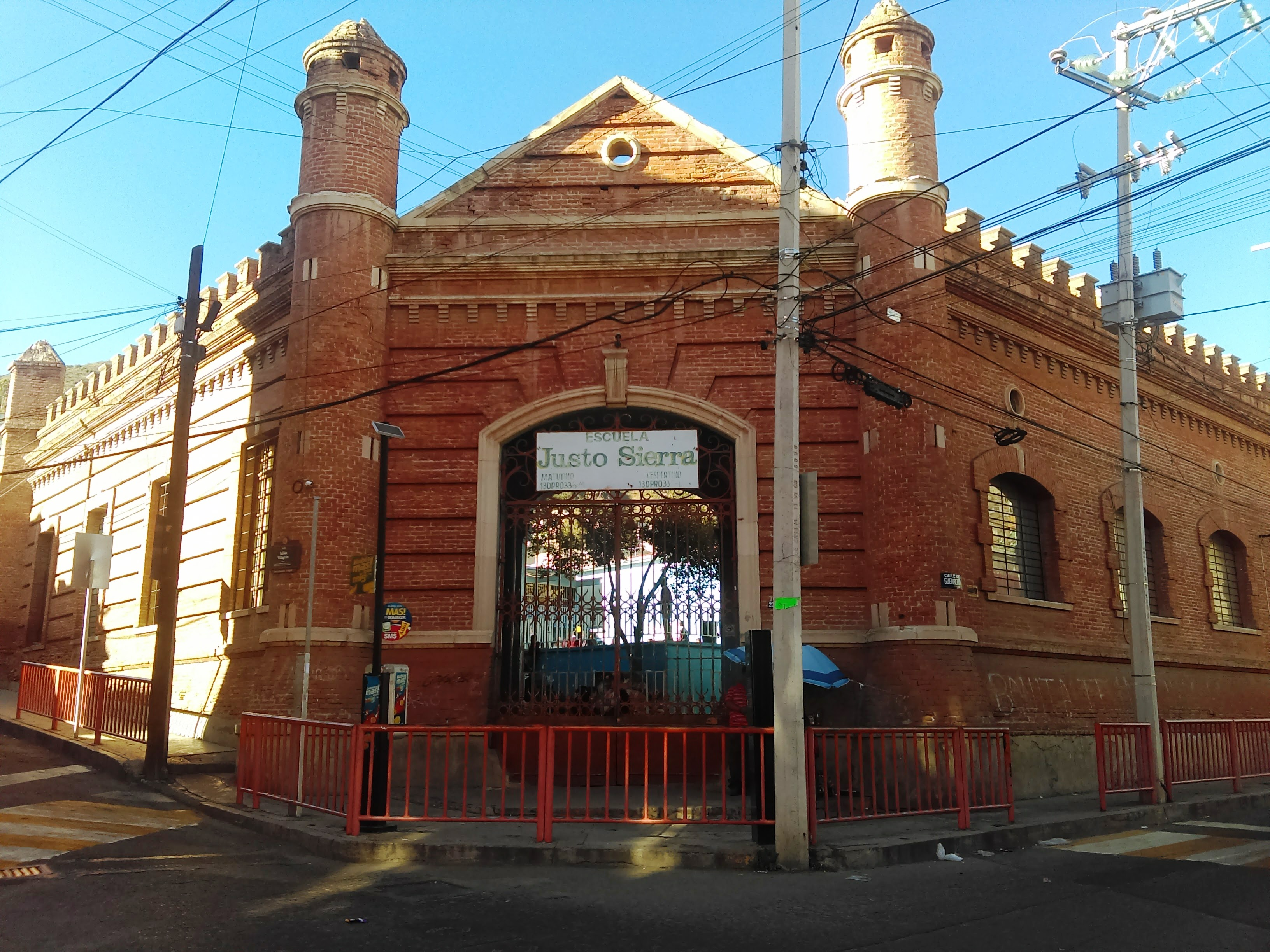
Escuela Primaria Justo Sierra edificación del donde se colocaban los minerales extraídos de las minas. Durante la Revolución mexicana funcionó como cuartel militar y, después fue sede del Instituto Politécnico de Hidalgo.

### Educación básica
La tasa de alfabetización de la ciudad es de es de 97.95 %, y el analfabetismo es de 2.05 %. Para el rango de personas de 15 a 24 años la alfabetización es de 99.5 % y para con 25 años y más, es de 97.0 %. En cuanto al nivel de escolaridad, el 40.1 % de la población cuenta con educación básica, el 26.1 % media superior, el 31.3 % educación superior, el 24.0 % sin escolaridad y el 0.1 % no especificó.
Para el ciclo escolar 2023-2024, la ciudad cuenta con educación especial, centros de capacitación, orientación y evaluación, así como centros psicopedagógicos; como Centros de Atención Múltiple (CAM) y Unidad de Servicios de Apoyo a la Educación Regular (USAER). Por otro lado también se cuenta con centros de capacitación para el trabajo.
La ciudad cuenta con 57 escuelas de nivel inicial, 191 escuelas de educación preescolar, y 168 escuelas de educación primaria. En educación secundaria se cuenta con 63 escuelas de secundaria general, 11 de secundaria técnica, y 8 de telesecundaria.

### Educación media superior

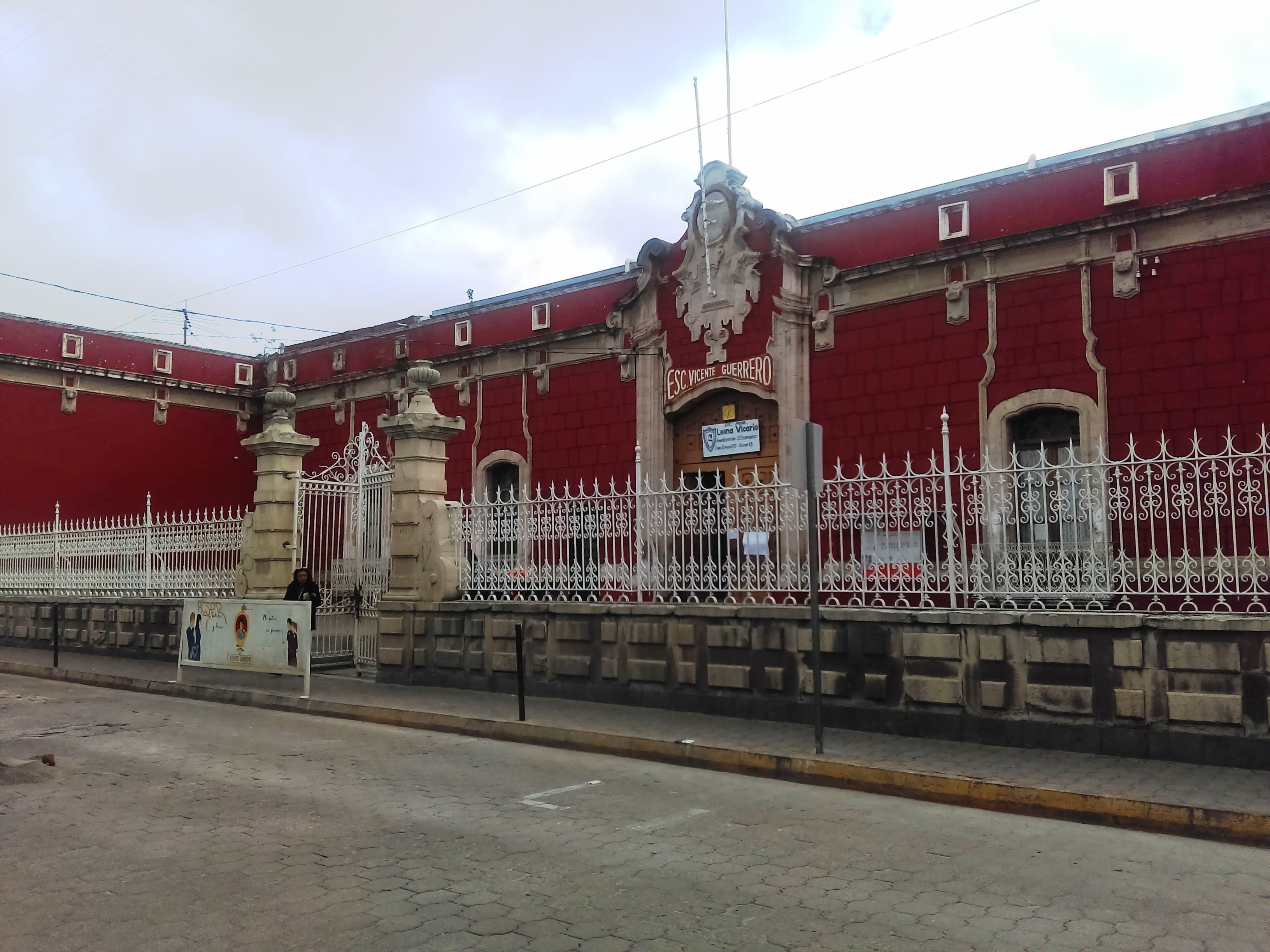
Casa Colorada, que fuera la hacienda del II Conde de Regla; cuya construcción data del. Manuel Sánchez Vite estableció una escuela pública en 1971; la primaria Vicente Guerrero (mañana) y la primaria Leona Vicario (tarde).

En educación medio superior se cuenta con 45 escuelas de bachillerato general, 13 de bachillerato técnico y 2 de profesional técnico. En la educación medio superior sobresale la Escuela Preparatoria n.º 1, primera institución en Hidalgo de educación de nivel medio superior; inaugurada el 3 de marzo de 1869, junto con la UAEH, e inicio actividades el 8 de marzo de 1869; la Escuela Preparatoria n.º 3 que inicio actividades el 10 de octubre de 1977; y a la Escuela Preparatoria n.º 4 que inicio actividades el 8 de agosto de 1983; estas tres escuelas son dependientes de la Universidad Autónoma del Estado de Hidalgo.
También se encuentran el Centro de Bachillerato Tecnológico Industrial y de Servicios n.º 222 Felipe Ángeles (CBTis 222), que inicia sus actividades el 23 de septiembre de 1985; el Colegio de Estudios Científicos y Tecnológicos del Estado de Hidalgo (Cecyteh Pachuca), inició sus servicio educativo el 21 de agosto del año 2000; y el Colegio Nacional de Educación Profesional Técnica (CONALEP Plantel Pachuca II), que fue creado en 2004.
Además, a pesar de que se encuentran geográficamente en el municipio de Mineral de la Reforma, debido a su cercanía con la ciudad y a que brindan servicio a jóvenes de la misma sobresalen el CONALEP Plantel Pachuca I, el CBTis 8, el Colegio de Bachilleres del Estado de Hidalgo (COBAEH). También el Centro de Estudios Científicos y Tecnológicos n.º 16 Hidalgo (CECyT n.º 16) del Instituto Politécnico Nacional, que inició actividades el 20 de agosto de 2012; localizado en los límites municipales de Pachuca y San Agustín Tlaxiaca. Dentro del carácter privado se encuentran las Prepas del ITESM y de la ULSA.

### Educación superior
La ciudad cuenta con 50 escuelas de nivel superior. Pachuca es la principal sede de la Universidad Autónoma del Estado de Hidalgo (UAEH), que es la institución pública de educación superior más importante y antigua del estado de Hidalgo. Cuenta con aproximadamente 50 000 alumnos entre nivel medio superior, nivel superior y posgrado. Se fundó el 3 de marzo de 1869 con el nombre de Instituto Literario y Escuela de Artes y Oficios; para el 24 de febrero de 1961, se promulga el decreto con el que se crea la UAEH.
El Instituto Tecnológico de Pachuca (ITP) es una institución pública de educación a nivel superior con sede en la ciudad con cerca de 4000 alumnos. Se fundó en 1938 como el Instituto Politécnico de Hidalgo, el 4 de septiembre de 1970 se autoriza la construcción del "Instituto Tecnológico Regional No.20" y el 21 de septiembre de 1971 inicia sus actividades, convirtiéndose en el ITP.
La ciudad es sede del Centro Regional de Educación Normal Benito Juárez (CREN), destinado a la formación de maestros docentes, con cerca de 750 alumnos. Se fundó el 2 de julio de 1913 como la Escuela Normal Benito Juárez y el 10 de diciembre de 1971, se trasforma en el actual CREN. También lo es de la Universidad Politécnica de Pachuca (UPP) institución pública de educación a niveles superior y postgrado fundada el 15 de marzo de 2004 y con cerca de 2000 alumnos.
El 11 de agosto de 2014 se inauguró de forma oficial la Ciudad del Conocimiento y de la Cultura, complejo destinado a la educación, desarrollo, tecnología e investigación, en el municipio de San Agustín Tlaxiaca. Dentro de este complejo 60 ha están destinadas al Instituto Politécnico Nacional. Entre otros centros de carácter público con sede en la ciudad se encuentra la Universidad Pedagógica Nacional Unidad 131 Pachuca (UPN).
También alberga al Centro Hidalguense de Estudios Superiores (CENHIES), institución privada de educación de niveles básico a superioe, y la Universidad del Fútbol y Ciencias del Deporte, con un modelo de enseñanza en torno al deporte. También sobresalen la Universidad La Salle, Campus Pachuca (ULSA) y el Instituto Tecnológico de Estudios Superiores de Monterrey, Campus Hidalgo (ITESM).

## Cultura

### Influencia córnica e inglesa

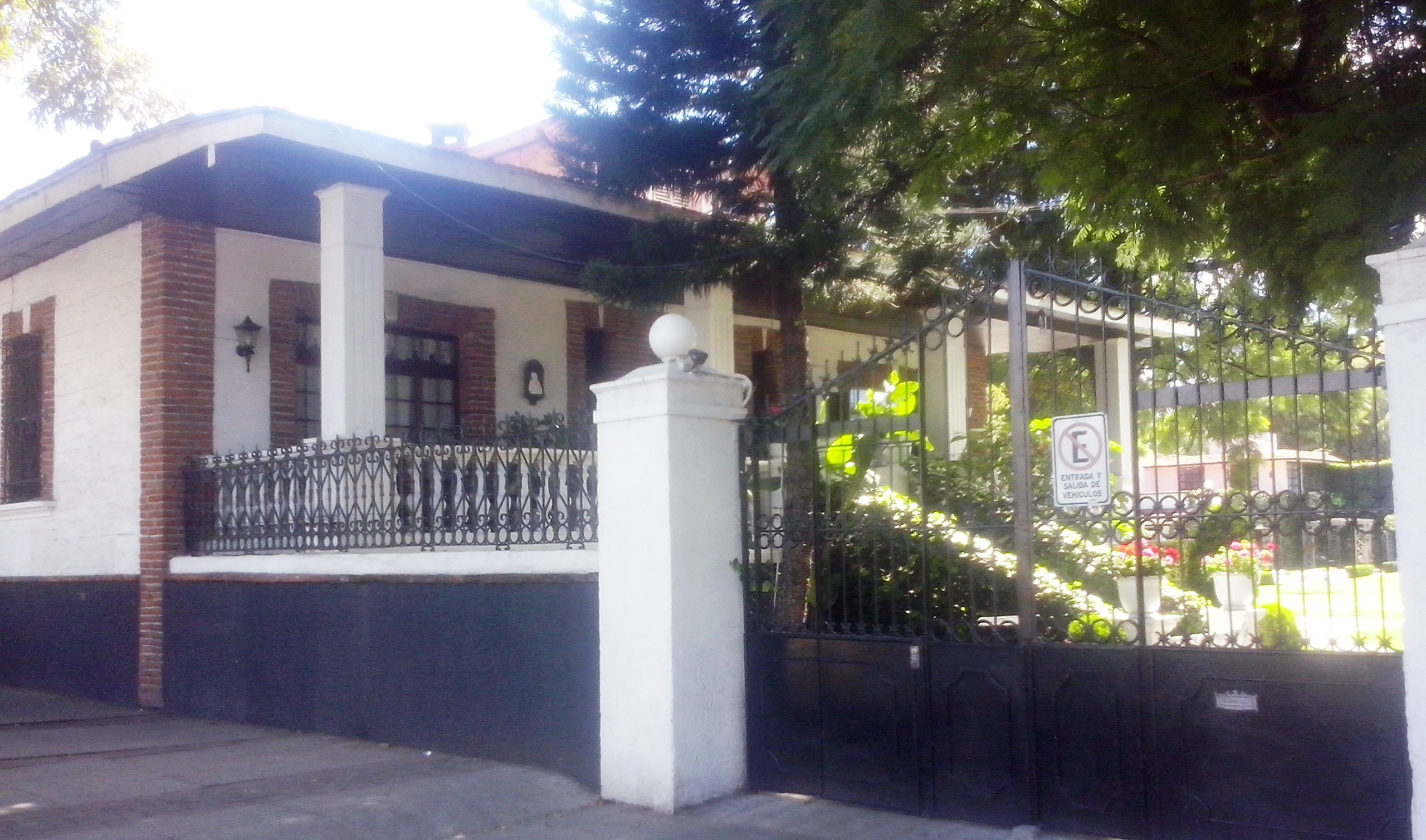
Casa Pengelly residencia que fue sede del viceconsulado honorario de Inglaterra en México.

De 1824 a 1906, Pachuca y Mineral del Monte tuvieron un periodo de asociación con Cornualles, Inglaterra. La  comunidad córnica se estableció a lo largo del siglo XIX, disminuyendo solamente durante la primera mitad del siglo XX. Después de la Independencia de México las minas fueron abandonadas, por tal motivo se pusieron en práctica varios proyectos de inversión en el extranjero a fin de atraer capitales para rehabilitar y trabajar las minas. En 1824 José María Romero de Terreros III Conde de Regla dirigió su atención hacia Inglaterra. El 16 de agosto de 1824 fue firmado en Londres el protocolo de venta de las minas de Pachuca y Mineral del Monte.
Los principales lugares de trabajo serían las minas de Guadalupe, Santa Teresa, San Cayetano, Dolores, Santa Brígida, Acosta, San Pedro y Corteza. Había 3500 mineros córnicos e ingleses y sus familias viviendo en Pachuca y Mineral del Monte. Explotarían las minas hasta 1848-1849, año en que se vendieron sus posesiones a la negociación mexicana de Mackintoch, Escandón, Beistegui, y John Rule. En 1848 se crea la Sociedad Aviadora de Minas de Real del Monte y Pachuca. Esta compañía mantuvo una política favorable a la preservación de la planta de trabajadores córnicos e ingleses. A partir de 1875 el personal extranjero que arribó fue cada vez menor y para 1906 esta política de asociación se termina. En 1906, las minas del distrito son adquiridas por la United States Smelting Refining and Mining Company, de origen estadounidense.
Las influencias sociales, culturales, de religión, idioma, arquitectura y las costumbres se hicieron pronto patentes en el paisaje y la conducta de los pobladores. La presencia e inversión córnica en la Comarca Minera proporcionó un patrimonio único en México por lo que algunas veces es llamado “El pequeño Cornwall de México”.
Esta presencia trajo diversas ramas religiosas protestantes, entre ellas el luteranismo, el calvinismo, el anglicanismo y la metodista. En cuanto influencia arquitectónica, resaltan la Iglesia Metodista del Divino Salvador, el Reloj Monumental de Pachuca donde su maquinaria y carillón austriaco, es similar al del Big Ben de Londres. La residencia de Francisco Rule, el último de los gerentes córnicos de Mineral del Monte, cuyo edificio fue donado al Gobierno del estado de Hidalgo a su retiro, y desde 1985 es el Palacio Municipal de Pachuca. En la gastronomía sobresale el Paste similar al Cornish pasty.
Entre los deportes traídos por los mineros y técnicos de origen inglés de la Compañía Real del Monte y Pachuca, estuvieron el fútbol, tenis, golf, rugby, críquet y el ajedrez. A fines del siglo XIX se organizaron y empezaron a practicar fútbol en los patios de las minas de Mineral del Monte y Pachuca; tiempo después formaron el "Pachuca Atletic Club", que se transformaría en el Club de Fútbol Pachuca. El poblado de Mineral del Monte donde la comunidad córnica se estableció, localizado a 12 km de Pachuca, es considerado el lugar del nacimiento histórico de la relación entre el Reino Unido y México. El 2 de noviembre de 2014, el Príncipe Carlos de Gales y su esposa Camila de Cornualles visitaron Pachuca de Soto y Mineral del Monte, donde visitaron el Museo del Paste y el Panteón Inglés.

### Arquitectura

#### Centro histórico

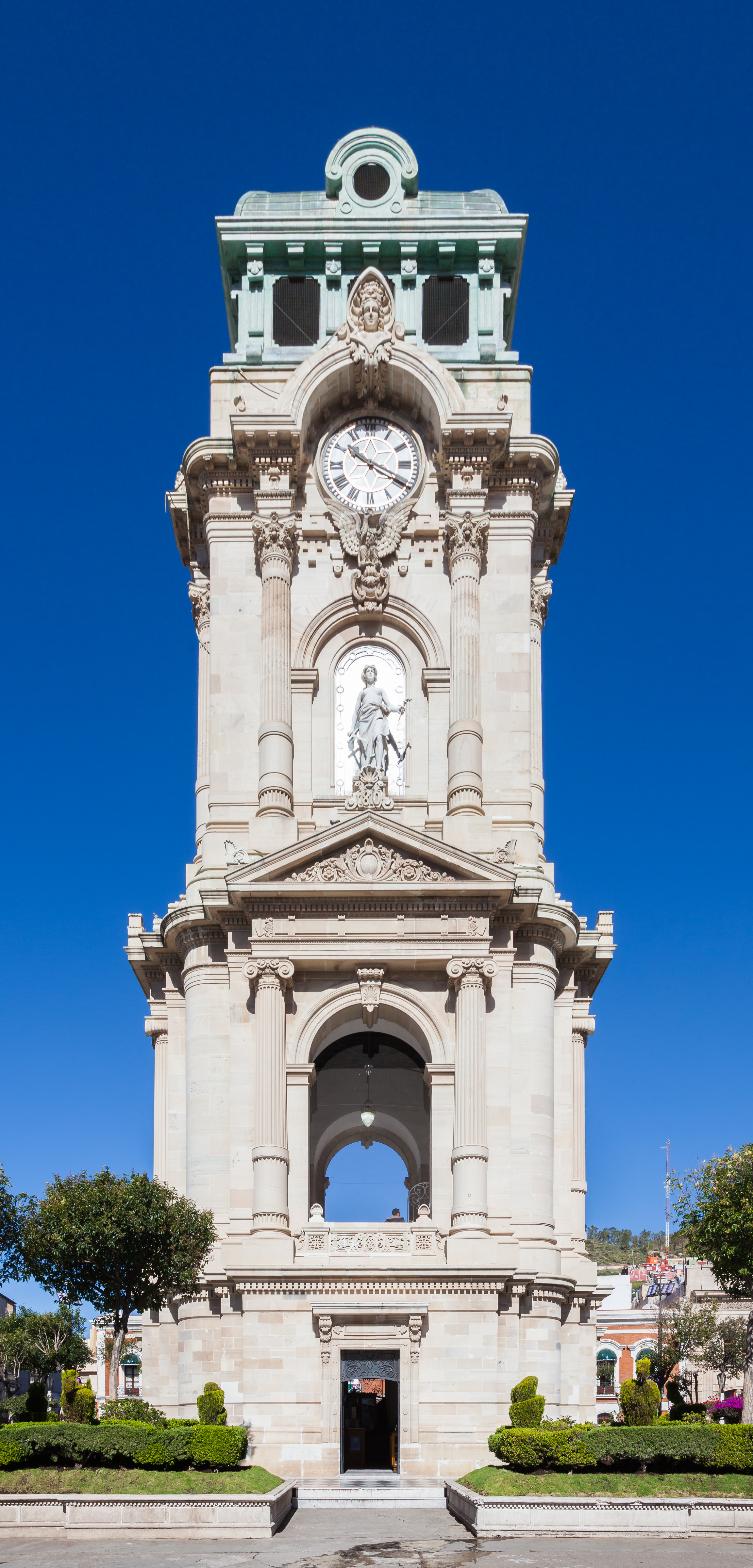
Reloj Monumental de Pachuca, construido para celebrar el Centenario de la Independencia Mexicana.

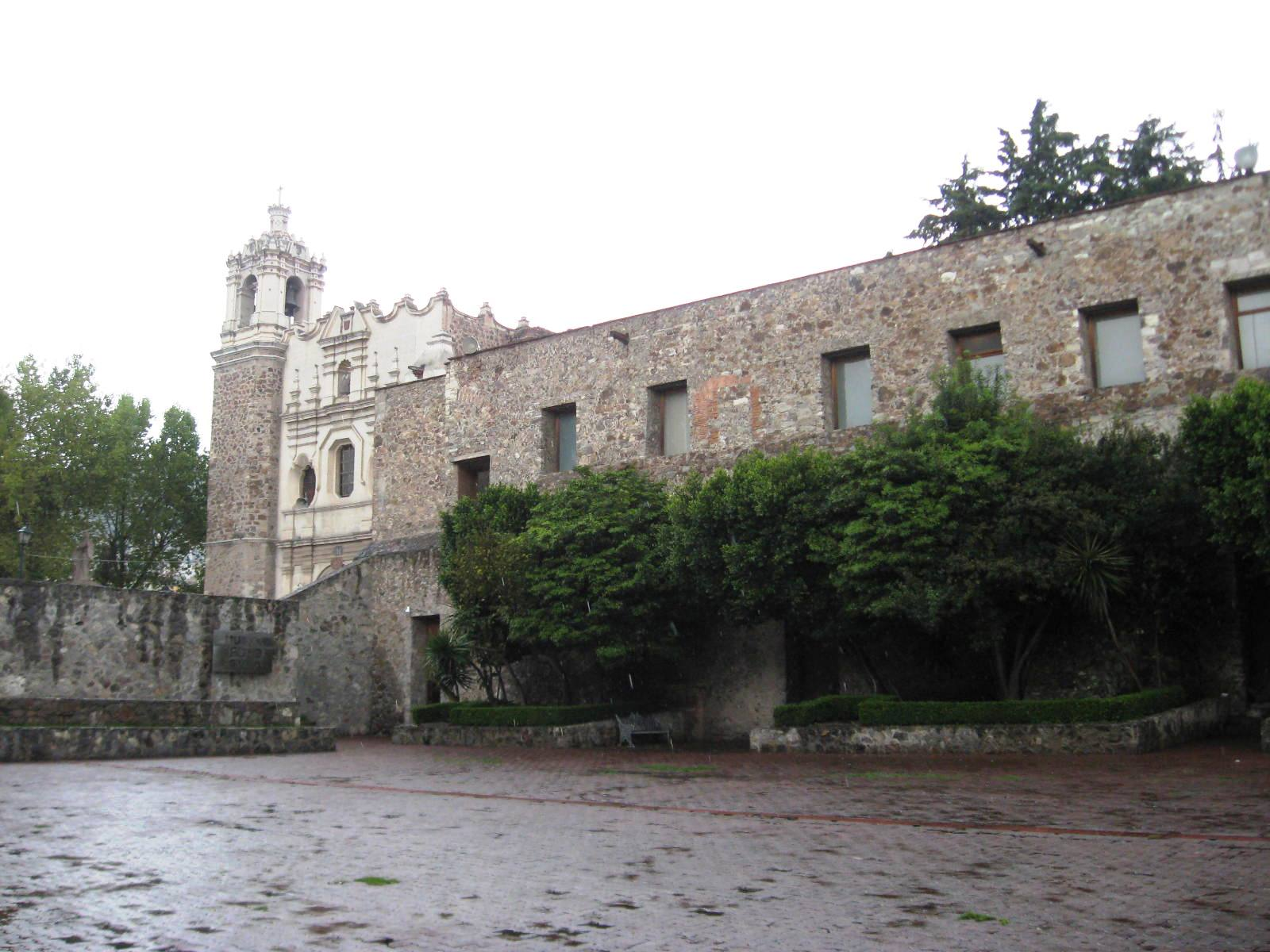
Templo y exconvento de San Francisco, donde se encuentra el Museo Nacional de la Fotografía, la Fototeca Nacional, el Centro INAH Hidalgo y el Centro Estatal de las Artes de Hidalgo.

El centro histórico de Pachuca de Soto cuenta con una superficie aproximada de 12 km². Tiene calles inclinadas y estrechos callejones; es en esta zona donde se encuentran los antiguos edificios mineros, de los cuales cerca de 500 están valorados en el catálogo histórico de la ciudad, para su restauración y preservación.
Del periodo virreinal sobresalen el Edificio las Cajas Reales, cuya construcción data de 1675, por órdenes del virrey Antonio Sebastián de Toledo Molina y Salazar; en este lugar se recogía el impuesto que los dueños de las minas pagaban. Es un edificio de dos niveles, en la fachada dos torres flanqueando la puerta principal y una en la parte norte que servía para la vigilancia del edificio.
El Edificio central de la UAEH, también denominado Centro Cultural Universitario La Garza, es una edificación del siglo XVIII y fue fundado como el Hospital de San Juan de Dios, institución hospitalaria a cargo de la orden Juanina. Se sostuvo hasta 1834, en 1869 pasa a albergar el Instituto Literario y Escuela de Artes y Oficios y para 1961 la UAEH. Es un edificio de dos plantas con amplios corredores, patios y jardines, destaca la fachada de la antigua capilla de Nuestra Señora de Guadalupe; alberga las instalaciones administrativas de la UAEH, la Sala de Exrectores, el Área de Galería, el Teatro La Garza, el Museo de Mineralogía, Sala J. Pilar Licona Olvera y el Salón de actos Baltasar Muñoz Lumbier.
Del Porfiriato sobresale el Palacio Municipal de Pachuca o Casa Rule, construida en 1896 por el minero Francisco Rule. Se trata de una mansión de tres niveles, dos pisos y una mansarda. La casa fue adquirida por el gobierno estatal en 1942 y sirvió como Palacio de Gobierno hasta 1971, cuando se instaló aquí el Tribunal Superior de Justicia. Desde 1985 es la sede del Ayuntamiento de Pachuca. El Edificio Bancomer es una edificación de corte neoclásico inaugurada en 1905, en cantera de color café y en su entrada principal se encuentra rematado por un arco de medio punto. Desde 1943 alberga una sucursal bancaria del BBVA Bancomer.
El Reloj Monumental de Pachuca fue construido de 1904 a 1910 de 40 metros de altura con cantera blanca. Este reloj de tres cuerpos tiene cuatro carátulas y está ornamentado con figuras femeninas en mármol de Carrara que representan el inicio (1810) y la consumación (1821) de la independencia de México, la constitución de 1857 y las Leyes de Reforma de 1859. En 2011 fue declarado zona protegida por el Ayuntamiento de Pachuca y en 2012 se declaró patrimonio artístico por parte del Instituto Nacional de Bellas Artes.
Las principales construcciones religiosas de la ciudad son el Templo y exconvento de San Francisco. La obra del templo fue iniciada en 1596 y se concluyó alrededor del año de 1660;  fue dirigida por Fray Francisco de Torantos, quien eligió el estilo barroco para su portada y ventanas. La Parroquia de la Asunción fue de las primeras edificaciones de la ciudad; su fachada se compone de dos cuerpos, uno de ellos presenta una ventana coral y un nicho rematado por un frontón, el otro tiene la entrada al templo con arco de medio punto franqueado por dos pilastras y una arquitectura barroca.
La Iglesia Metodista del Divino Salvador consta de dos pisos con fachadas al norte y oriente, de estilo neorrománico, con dos plantas y con vitrales que corresponden a la iconografía de herencia anglicana.
La Basílica Menor de Nuestra Señora de Guadalupe, es una iglesia construida en 1907 como una pequeña ermita dedicada a la virgen de Guadalupe; el 2 de febrero de 1952 el arzobispo de la región decide emprender la construcción de la actual basílica con una fachada monumental delimitada por dos torres simétricas de un solo cuerpo en cantera banca. La Parroquia del Carmen es una pequeña parroquia localizada en el centro histórico.

#### Plazas
La principal plaza de la ciudad es la Plaza Independencia, y data de 1746, cuando se le denominaba Plaza de toros de Avendaño. Durante el siglo XVIII se transforma en un centro comercial y cultural. A partir de 1841, al establecerse un terminal de diligencias, se le conoce como Plaza de las Diligencias. A medidos del siglo XIX diversos vendedores se asentaron en la parte sur de la plaza; esa porción terminó llamándose Plazuela del Carbón. Con la erección del estado de Hidalgo y la construcción del Reloj Monumental cambia de nombre a su nombre actual. En 1992 se construye la Pérgola Abundio Martínez. La remodelación más reciente es en 2015 con la construcción del Centro Cultural El Reloj.
Otra plaza con relevancia en la ciudad es Plaza Juárez, que surge al ser demolido el edificio de la estación del Ferrocarril Hidalgo en 1957. En ella se encuentra el Palacio de Gobierno del Estado de Hidalgo, el Teatro Hidalgo Bartolomé de Medina y el Jardín de los Hombres Ilustres En esta plaza se coloca el altar de muertos y árbol navideño de la ciudad, y también se da el grito de independencia por parte del gobernador del estado. Esta plaza debe su nombre a Benito Juárez, creador del estado de Hidalgo, en esta plaza se localiza una estatua del mismo.
La Plaza Constitución se denominó en sus orígenes Plaza Real o Plaza Mayor por los españoles que la crearon en 1550. El nombre de la plaza se debe a la Constitución de Cádiz de 1812.
La Plaza Juan C. Doria es un pequeño espacio rodeado de bares, cafeterías y locales comerciales ubicada en la calle Guerrero y está dedicada el primer gobernador de Hidalgo, Juan C. Doria. La Plaza Pedro María Anaya, pese a sus escasas dimensiones, conserva su jerarquía por servir de acceso a la Palacio Municipal en su lado norte, el inmueble de oficinas ubicado al oriente de la plaza, de aristas de ladrillo y arco de medio punto como acceso, complementa el conjunto.
Cerca del Templo y exconvento de San Francisco se encuentran la Plaza Aniceto Ortega, entre el Cuartel del Arte y el Museo Nacional de la Fotografía; y la Plaza Bartolomé de Medina enfrente del Centro de las Artes de Hidalgo, esta última construida en 1957. También en 1957 se demolió el Edificio de la Colecturía (conocido así por ser donde se encontraba la colecturía de los diezmos de la Parroquia de la Asunción), que en ese momento albergaba una primaria. En este lugar se construyó el Jardín de los Niños Héroes, por el monumento dedicado a los Niños Héroes que se encuentra en este lugar.
La Plaza Bicentenario fue construida para conmemorar el Bicentenario de la Independencia Mexicana. Ubicada en el Bulevar Felipe Ángeles, a la altura de la colonia Venta Prieta, mide 22 500 m², de los cuales 12 500 m² están recubiertos con concreto estampado, cuenta con 900 m² de jardín; esta plaza se ubica el monumento la Victoria del Viento. Además se encuentra de la Plaza Huasteca Nicandro Castillo llamada así en honor al compositor Nicandro Castillo, se ubica en el viaducto Nuevo Hidalgo a espaldas del Parián de Pachuca.

#### Fuentes

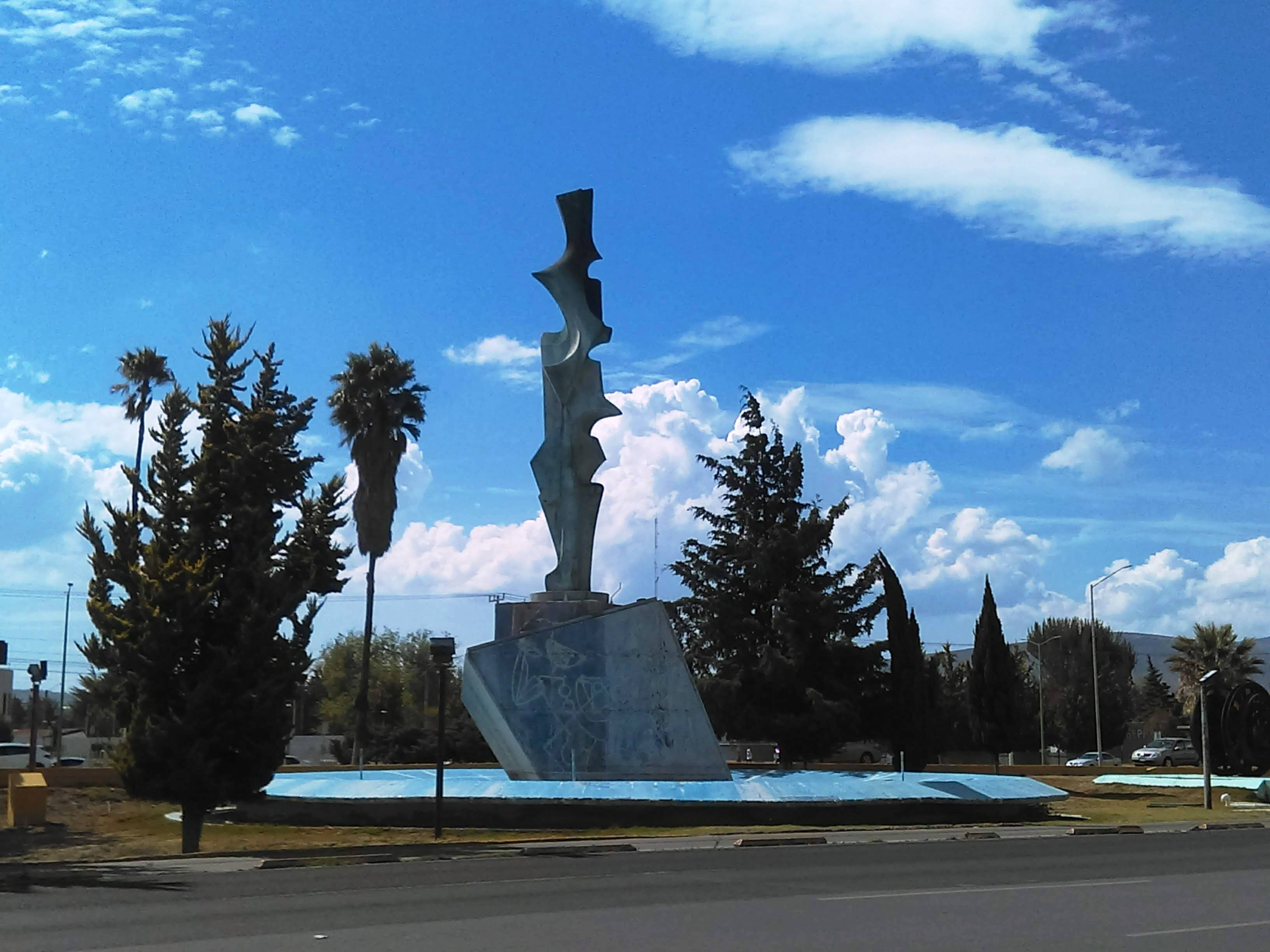
Fuente Milenio, obra de Byron Gálvez.

#### Edificios contemporáneos

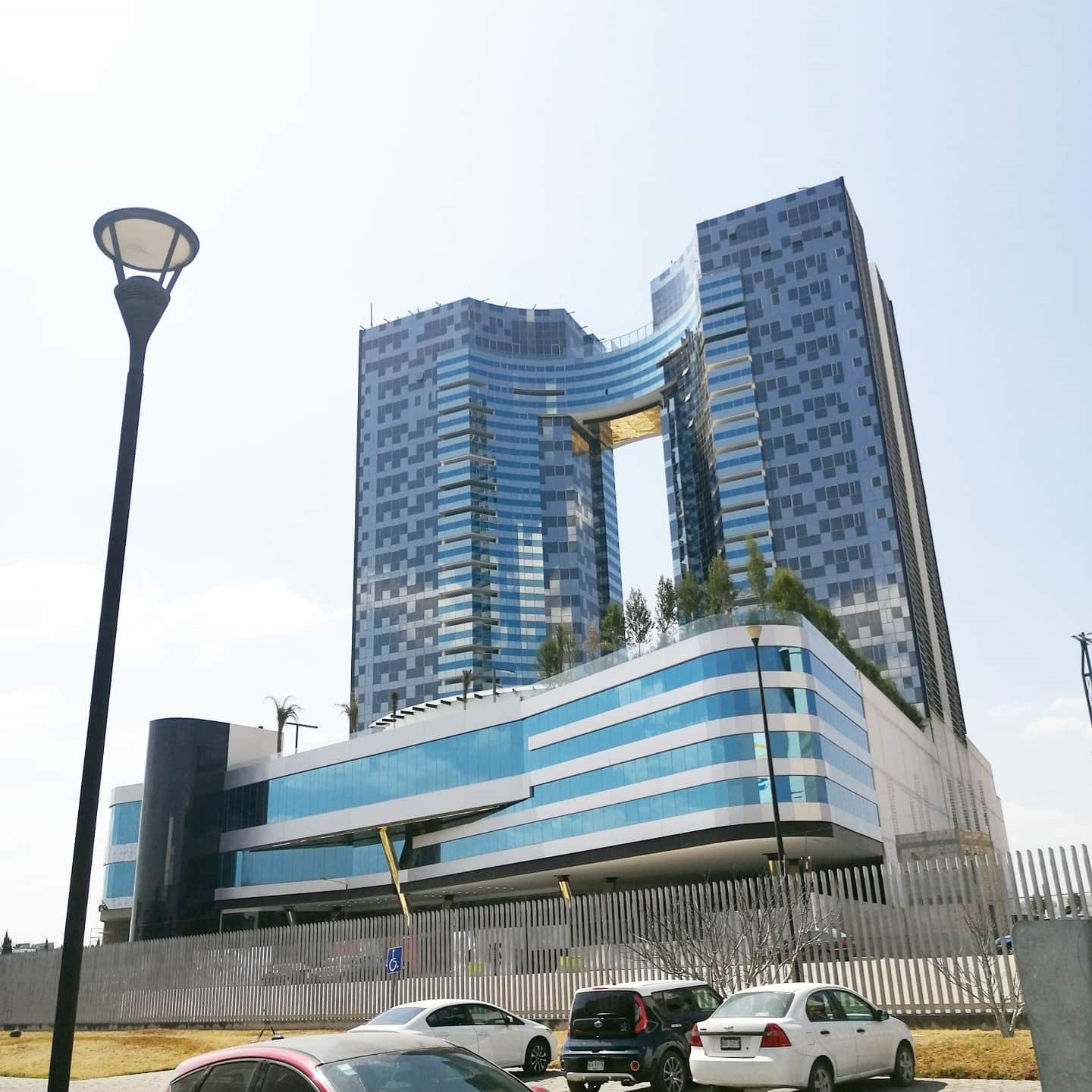
Vía Dorada en la Zona Plateada, edificio más alto de la ciudad y segundo más alto en Hidalgo.

Los edificios contemporáneos de la ciudad se encuentran a lo largo del Blvd. Luis Donaldo Colosio y al sur de la ciudad en el Blvd. Felipe Ángeles; y principalmente en la Zona Plateada. La Zona Plateada es un complejo habitacional y comercial localizado en el antiguo ejido de Venta Prieta con unas 124 ha. En esta zona sobresale el Hotel Camino Real, que cuenta con 45 m de altura y cuya construcción fue terminada en 2005.
En esta zona también se encuentra el complejo residencial Urban Flats Platino el cual cuenta con cinco edificios de ocho pisos en un área de 8000 m². Las Torres de Plata, que cuentan 46 m de altura. La Torre Prisma cuenta con 12 pisos, con  53 metros de altura y fue terminada en 2007.
También se encuentra la Torre Dioon Residencial con una altura de 60 metros (estimada). Finalmente se encuentra el complejo Vía Dorada, conjunto de dos torres habitacionales y centro comercial; con 77 m en su Torre "B",  y 81 m de altura en su Torre "A", siendo este el edificio más alto de la ciudad, y el segundo más alto del estado.

### Esculturas y monumentos
Existen más de cien monumentos en la ciudad construidos para conmemorar hechos históricos o sociales. Dos de los principales monumentos de a ciudad se construyeron durante el porfiriato el Portón del Panteón Municipal y monumento de Miguel Hidalgo, ambas obras de estilo neoclásico.
El Portón del Panteón Municipal fue diseñado diseñado por Porfirio Díaz Ortega, hijo de Porfirio Díaz. Las obras dieron principio el 19 de febrero de 1900 y fue inaugurado el 1 de enero de 1901. Fue realizado con cantera traída de Tezoantla, municipio de Mineral del Monte. El Monumento a Miguel Hidalgo está ubicado en Plaza Constitución, y su diseño fue encargado al escultor y arquitecto de origen italiano Cayetano Tangassi; su construcción empezó en el año 1886 y fue inaugurado el 16 de septiembre de 1888.
Entre los principales monumentos de la ciudad se encuentran el Monumento a los Insurgentes (1954); el Monumento a la Revolución mexicana (1955); el Monumento a los Niños Héroes (1957); el Monumento a Benito Juárez (1957); el Obelisco al Municipio Libre (1998). En el camellón del Bulevar Felipe Ángeles, se encuentra el denominado "Corredor Minero"; el cual es una serie de monumentos, esculturas, y antiguo equipo minero, colocado para resaltar el pasado minero de la región.
El Cristo Rey de Pachuca dedicado a la solemnidad de Cristo Rey, inaugurado el 17 de abril de 1996. En 1940 un grupo de mineros de la Mina del Paricutín cuando iban de salida, se les atoró el malacate y sin poder moverlo, llenos de espanto y fe gritaron: "Cristo Rey, si nos salvas, te haremos un monumento"; al salir ilesos, cumplieron con su promesa el 3 de agosto de 1982 al iniciar la construcción. Está construida con mármol y el responsable del proyecto fue el José Luis Lugo Vera y en coproyecto con César C. Narváez Benítez, la escultura mide 33 m de altura.

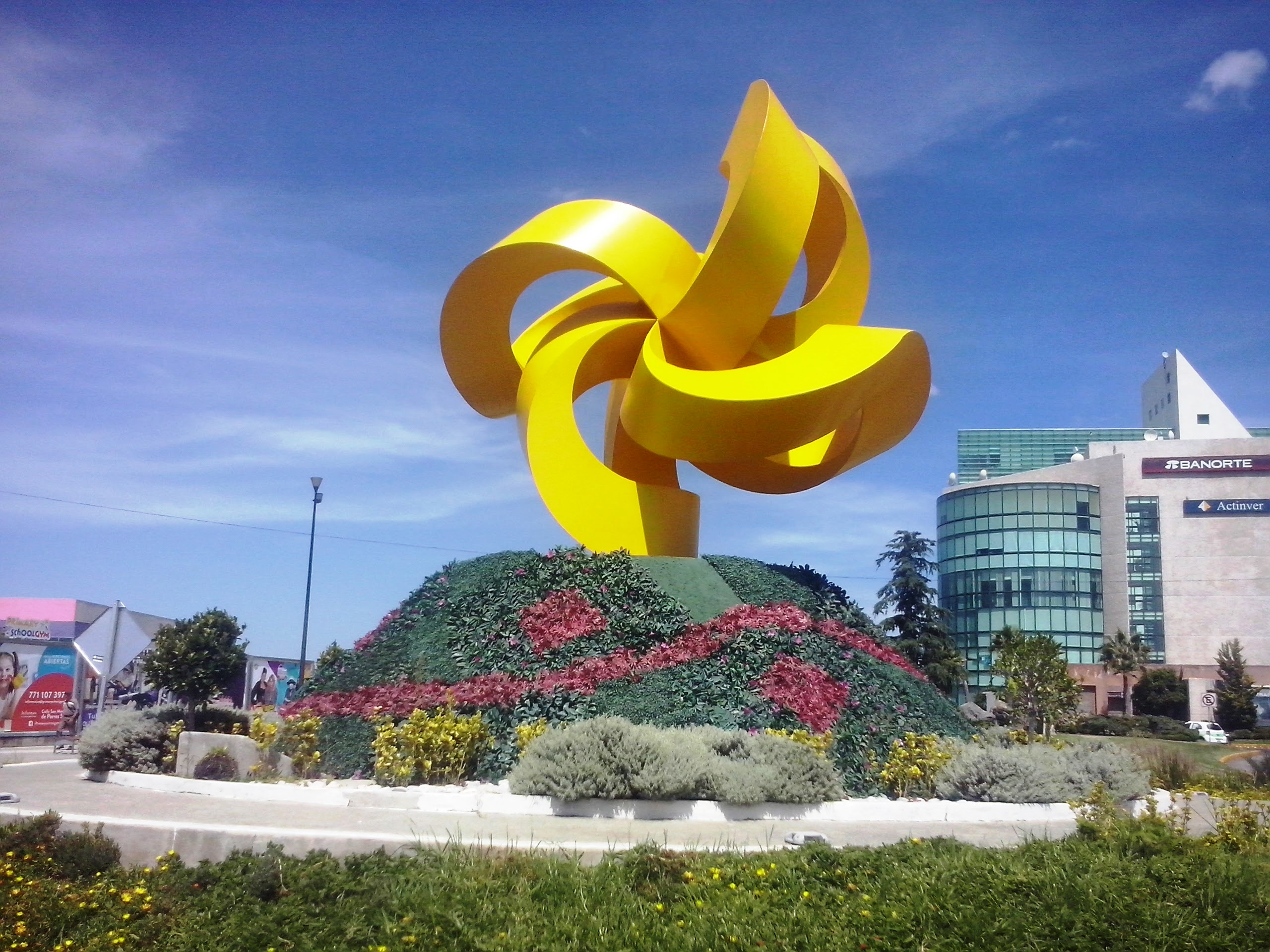
Escultura "Rehilete de la Vida" ubicada en la Zona Plateada, obra de Enrique Carbajal.

Durante los festejos del Bicentenario de la Independencia de México y el Centenario de la Revolución Mexicana, se inauguraron el Monumento la Victoria del Viento y la Rotonda de los Hidalguenses Ilustres. El Monumento la Victoria del Viento, cuya escultura mide 19 m de altura, contiene la antorcha de la libertad, las efigies de Miguel Hidalgo, José María Morelos, Ignacio López Rayón, Andrés Quintana Roo, junto a escenas de la toma de Pachuca de 1812. La Rotonda de los Hidalguenses Ilustres cuenta con una superficie de 1628 m² y veinte nichos; el monumento tiene un estilo jónico y está labrado en cantera originaria de Huichapan.
En 2014 se instalaron cinco esculturas monumentales en diversos puntos de la ciudad, que fueron edificadas por Enrique Carbajal. Las esculturas, tienen como tema el "aire", haciendo alusión a la Bella Airosa. El 4 de octubre de 2014 se inauguró el Reloj Atrial de San Francisco, que tuvo un costo aproximado de 400 00 pesos y se construyó como sustituto de un antiguo reloj del siglo XVIII. En el Teatro San Francisco se encuentra una escultura en bronce, las cual fue labrada por Gabriel Ponzanelli. En el Parque ecológico Cubitos se encuentra una serie de esculturas, obras de Gustavo Martínez Bermúdez, María Estella Campos Castañeda, Xerxex Días Loya, Enrique Garnica Ortega, Adolfo Mexiac, Ariosto Otero Reyes, Patricia Salas, José Luis Soto González y Eloy Trejo Trejo.

### Pintura

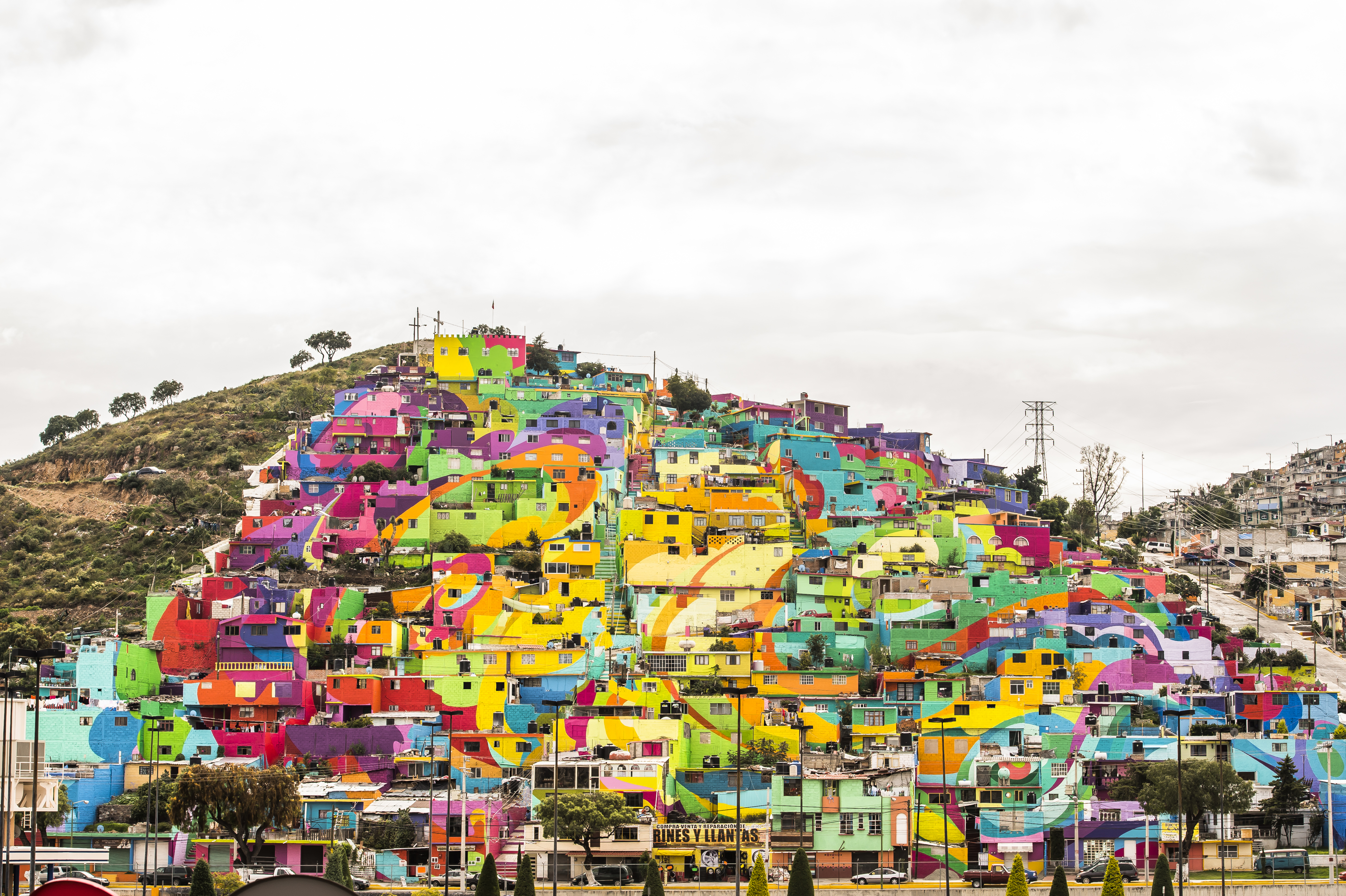
Macromural de Pachuca obra de Germen Crew en la Colonia Palmitas.

Durante el siglo XX y principios del siglo XXI se han desarrollado distintos murales y grafitis, localizados en espacios públicos. Un mural de Roberto Cueva del Río se encuentra en el Centro de las Artes de Hidalgo realizado en 1957;  el título de este mural es: “Fundación de Tula, la Colonia, la Independencia, la Revolución y la transformación del Valle del Mezquital”. El mural tiene 200 m² y representa una síntesis de la Historia del estado de Hidalgo. En la Plaza Huasteca Nicandro Castillo se encuentra un mural realizado por Ildefonso Maya Hernández, en el que el artista hace homenaje a la cultura huasteca.
Entre los murales de Jesús Becerril Martínez se encuentran los realizados en el Palacio de Gobierno del Estado de Hidalgo, el Centro Regional de Educación Normal Benito Juárez, la antigua sede de la Casa de la Mujer Hidalguense y el Teatro Hidalgo Bartolomé de Medina. Obras pictóricas religiosas realizadas por Becerril son los realizados en la Casa Hogar Ciudad de los Niños, la parroquia del Espíritu Santo, la parroquia de la Resurrección en la colonia del ISSSTE, y la Parroquia de la Asunción.
De Arturo Moyers Villena se encuentra "Nacionalismo revolucionario" realizado en 1985 y ubicado en la sede del Congreso de Hidalgo, "El origen de la vida" realizado en 1986 y ubicado en el Convento de San Francisco y "Educación mexicana" realizado en 1988, en la sede de la Secretaría de Educación Pública de Hidalgo.
En la ciudad se encuentran murales de Medardo Anaya, el mural "Pachuca Minero" se encuentra en el interior del Restaurante La Blanca en la Plaza Independencia; además dos murales con temáticas revolucionarias, realizados entre 1938 y 1940 en el pórtico del antiguo Hospital Civil de Pachuca. También dos murales ubicados en el Edificio central de la UAEH, el primero un mural que representa a la Nueva España en el salón de actos Baltasar Muñoz Lumbier y el otro que refleja la vida sindicalista, ubicado en las escalinata del edificio, ambos realizados entre 1955 y 1957.
Otros murales sobresalientes son los de José Hernández Delgadillo, elaborados en colaboración con Eloy Trejo Trejo. El mural "Contradicciones y lucha en Hidalgo" pintado en 1986 consta de 200 m² y se encuentra frente al Jardín del Arte y en la contra esquina del viaducto Nuevo Hidalgo. El mural "Por la democracia, el trabajo y la soberanía nacional" consta de 2 m de altura por 12 m de largo ubicado en la pared de la Primaria Miguel Alemán, en la Avenida Revolución; pintado en los años 1980, en 1995 se borró para poner publicidad y se tuvo que restaurar. En ellos se encuentra representado un ideario de organización obrera y social.
En el Parque David Ben Gurión se encuentra la losa pictórica "Homenaje a la Mujer del Mundo" diseñada por Byron Gálvez y elaborada entre 2001 y 2005. Sus dimensiones son de 80 m de ancho por 400 m de largo y está dividido en dieciséis módulos que contienen dos mil ochenta figuras elaboradas con aproximadamente siete millones de mosaicos de doce distintos tamaños, y cuarenta y cinco diferentes tonos de color. El 1 de junio de 2018 se pintó un mural en las escaleras del Estadio Hidalgo representando a cinco jugadores de la selección de fútbol de México: Hirving Lozano, Héctor Herrera, Erick Gutiérrez, Rafael Márquez y Javier Hernández.
El 31 de agosto de 2015 fue inaugurada la primera etapa del "Macromural de Pachuca", ubicado en la Colonia Palmitas. En esta etapa doscientas nueve casas habitación fueron pintadas, en un área de 20 000 m². El 13 de noviembre de 2017 se inauguró la segunda etapa y el 23 de marzo de 2018 la tercera etapa. El mural cuenta con una superficie total de 40 000 m², con 190 colores, que a lo lejos los colores se ven como olas de aire. Se pintó bajo la técnica de grafiti, la elaboración estuvo a cargo de Germen Crew y los habitantes de la zona.

### Música y danza

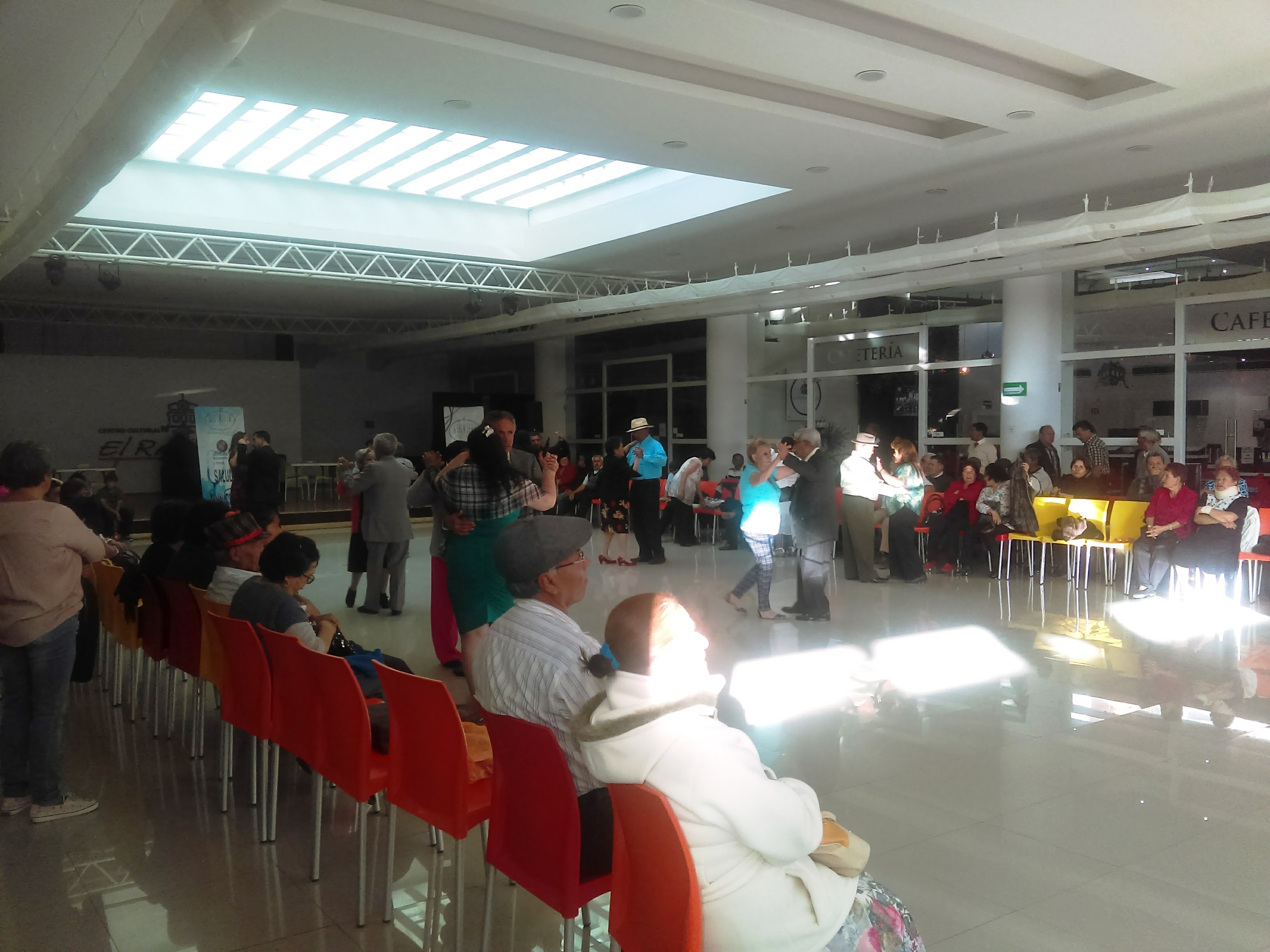
Tardes de Danzón en el Centro Cultural El Reloj.

En cuanto a música, es tradición la celebración de fiestas populares en las cuales no puede faltar la música en sus distintas modalidades, destacando entre ellas los tríos huastecos, mariachis y bandas. En la ciudad se encuentra la Banda Sinfónica del Estado de Hidalgo creada en 1901. Anualmente se realiza una temporada de conciertos por parte de la Orquesta Sinfónica de la UAEH (OSUAEH), creada en 1997, que toca en el Aula Magna Alfonso Cravioto con un aforo para 740 personas. También se cuenta con la Orquesta Filarmónica de Pachuca (OFIP).
En cuanto a danza, en la Plaza Independencia los viernes se realizan las denominadas Tardes de Danzón, donde distintas personas, en su mayoría adultos de la tercera edad, se reúnen para bailar. También en la ciudad se encuentra el Ballet Folclórico del Estado de Hidalgo, fundado en 1976. También destacan las compañías de danza, teatro y música de las distintas universidades de la ciudad, como las de la UAEH.
Destaca la Danza de los mineros, la cual es una danza que homenajea a los mineros. La coreografía es creativa, idealizando su trabajo con sus cascos y luces, rindiendo un homenaje a la huelga minera de 1766 realizada en Pachuca y Mineral del Monte el 15 de agosto.
El 10 de noviembre de 2002, Darina Márquez, cantante originaria de la ciudad, se convirtió en la primera triunfadora del reality show musical: Operación Triunfo México.

### Centros culturales

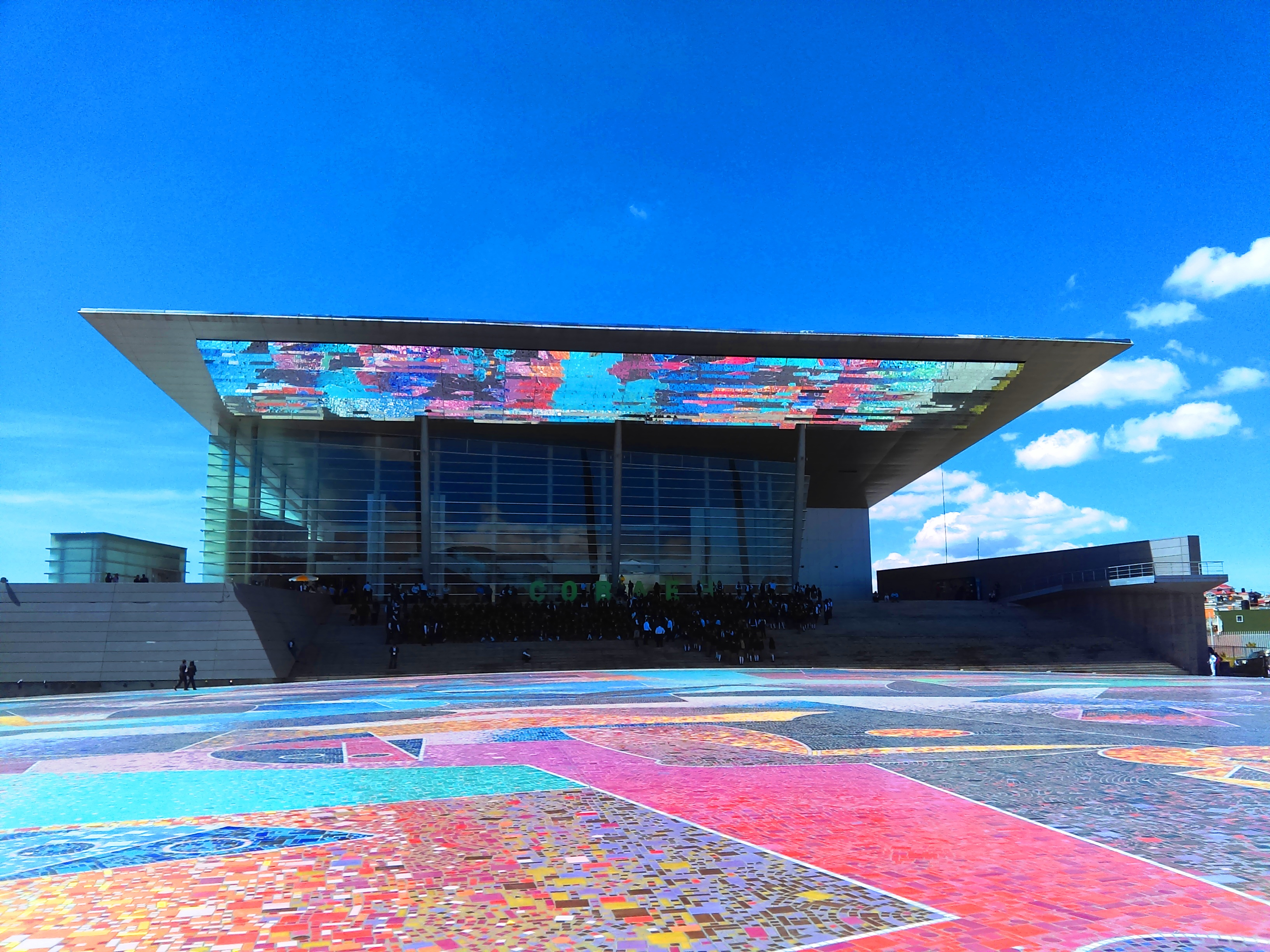
Parque David Ben Gurión, sobresale el Auditorio Gota de Plata y el mosaico "Homenaje a la Mujer del Mundo".

El Centro Cultural del Ferrocarril, antigua estación de ferrocarril, se construyó a finales del siglo XIX, siendo Porfirio Díaz quien la puso en operación. En ella llegaron a operar hasta tres compañías distintas, Ferrocarril de Hidalgo y del Noreste, Ferrocarril Mexicano y Ferrocarril Central Mexicano. El 1 de abril de 1999 se convirtió en un centro cultural.
El Centro Cultural El Reloj contiene ludoteca, librería, zona de exposición de arte, escenario, y un restaurante. Fue inaugurado el 30 de marzo de 2016.
El Parque David Ben Gurión, localizado dentro de la Zona Plateada, es un parque cultural que consta de 26.30 ha y en él se encuentran la Biblioteca Central del Estado Ricardo Garibay, el Tuzoforum, el Auditorio Gota de Plata, el Salón de la Fama del Fútbol y el Centro Interactivo Mundo Fútbol. Fue inaugurado el 13 de marzo de 2005 a iniciativa del gobierno de Hidalgo, la comunidad judía en México y la Fundación Keren Kayemeth L'Israel.
El Foro Cultural Efrén Rebolledo originalmente fue residencia de los gobernadores estatales durante la época porfirista. Después la casa fue sede de las oficinas de la Secretaría de Salubridad y Asistencia Pública del Estado de Hidalgo; en 1963 se instaló la Escuela Secundaria Oficial de Pachuca, que funcionó hasta 1967. Posteriormente se transformó en oficinas administrativas, y, a partir de 1982, se estableció el Foro Cultural Efrén Rebolledo.

### Museos
El Museo El Rehilete, abierto el 28 de febrero de 1997, es un museo científico para niños, el conjunto, es de unos 15 000 m², de los cuales, 12 700 m² son de construcción. Este museo cuenta con un planetario, un paseo arqueológico, Jardín Botánico Maximino Martínez y con el Observatorio Fray Diego Rodríguez puesto en servicio el 5 de enero de 1999. El Dinoparque, inaugurado el 23 de noviembre de 2009 cuenta con cuarenta y dos especies representadas y treinta fósiles, y está dividido en tres etapas cretácico, jurásico y triásico.
En el Archivo Histórico y Museo de Minería se exhiben piezas y maquinaria que en su tiempo sirvieron de herramienta para la extracción de mineral, así como fotografías y minerales. El Museo Nacional de la Fotografía, inaugurado en 1984, permite conocer la historia de la fotografía y cuenta con los primeros inventos y aparatos fotográficos del siglo XIX. Al lado del museo se encuentra la Fototeca Nacional de la INAH, fundada en 1976, y que conserva 900 000 imágenes, incluyendo el Archivo Casasola. El Centro INAH Hidalgo cuenta con el Museo de sitio de San Francisco.
El Museo de Mineralogía de la UAEH surge el 25 de junio de 1879 cuando se obtuvieron las primeras colecciones, y cuenta con más de 1600 muestras de minerales de la región y del mundo, también, algunos fósiles encontrados en el estado de Hidalgo. El Museo Histórico Legislativo se compone de una sala instalada en el Edificio del Poder Legislativo, ubicado en el Centro Cívico del Congreso del Estado.
El 9 de julio de 2011 se inauguró el Salón de la Fama del Fútbol, que contiene un pabellón con imágenes de los Mundiales de Fútbol y todos los presidentes de la FIFA. El edificio consiste en una esfera que emula un enorme balón con una altura de 38 metros y se empleó concreto reforzado. El Centro Interactivo Mundo Fútbol cuenta con 51 exhibiciones interactivas, cuatro icónicas, una al aire libre y una sala de cine 3D. Las exhibiciones están divididas en cuatro temas principales: Historia, preparación (equipo, entrenamiento, el juego), partido (el estadio, los actores, la afición) y promoción (mercadotecnia y medios).
El Archivo General del Estado de Hidalgo fue inaugurado en marzo de 1987. La fototeca cuenta con un catálogo de 3600 fotografías, la biblioteca está conformada por 8619 volúmenes, la hemeroteca cuenta con un total de 120 217 ejemplares de periódicos y revistas. Cuenta también con una Sala de Exposición Fotográfica y un Museo de Documentos Históricos.
El 1 de julio de 2018 se inauguró el Museo de las Miniaturas. el edificio es un castillo con un dragón, y en su interior tiene 3 pisos.  En los dos primeros pisos se alberga la colección del fundador del museo, Álvaro Bardales, y en el último una exhibición temporal. La exhibición muestra más de cien dioramas y maquetas con temática de artes y oficios, fantasía, historias y leyendas y vida cotidiana.
La ciudad cuenta con tres pequeñas galerías de arte, el Cualtel del Arte, la Galería José Hernández Delgadillo y la Galería Leo Acosta. El Cuartel del Arte localizada en el antiguo cuartel del Templo y exconvento de San Francisco. La Galería José Hernández Delgadillo se localiza en el Foro Cultural Efrén Rebolledo, y la Galería Leo Acosta en la Plaza Juárez.

### Teatros

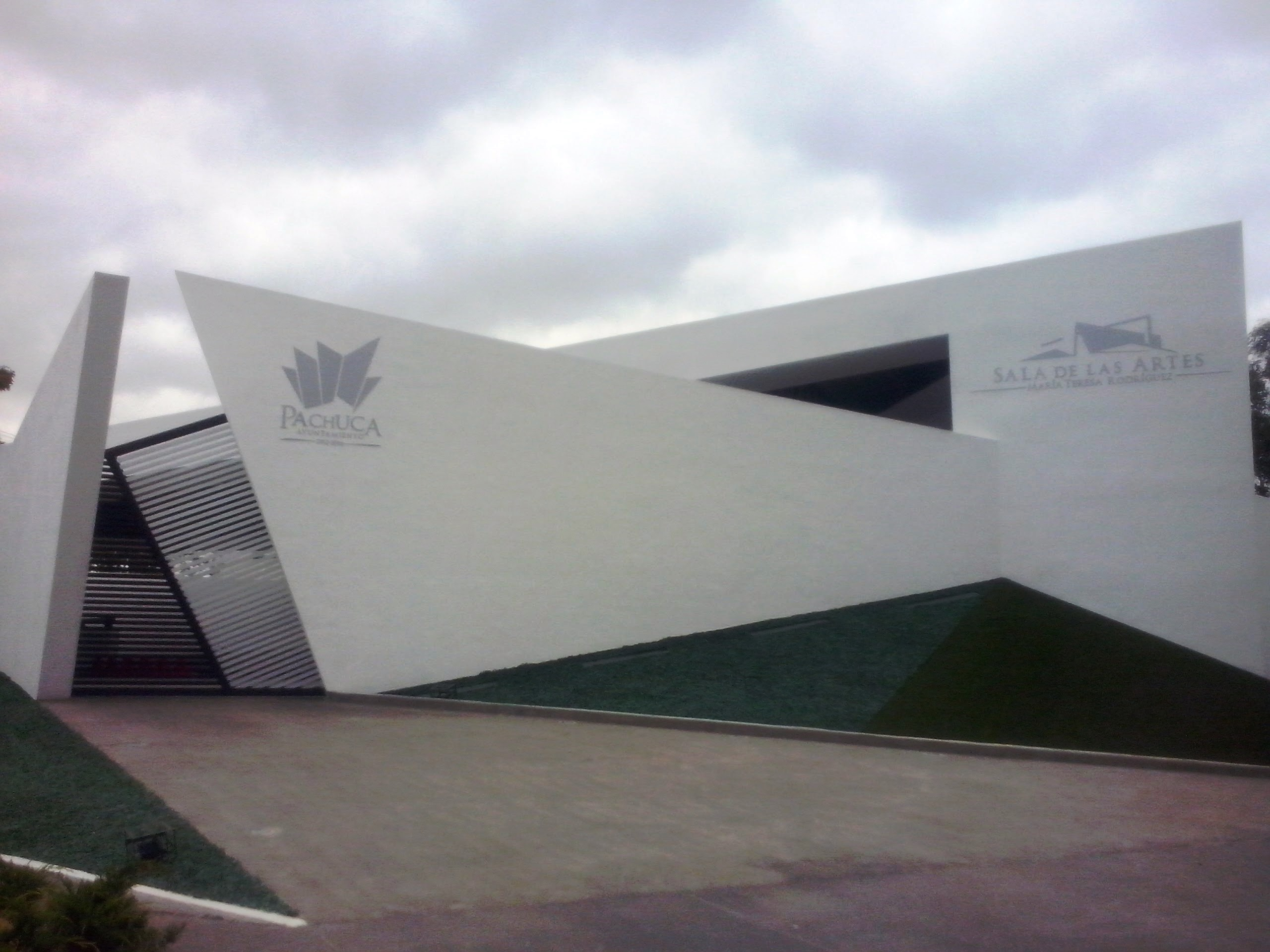
Sala de las Artes María Teresa Rodríguez, ubicada en el Jardín del Maestro.

El Teatro Hidalgo Bartolomé de Medinafue inaugurado en 1957. Es de estilo neoclásico y en su fachada de cantera tiene arcos de medio punto, las ventanas rectangulares con cornisa entrecortada y un frontón rectangular con un escudo en altorrelieve. Su construcción se debe como reemplazo del antiguo Teatro Bartolomé de Medina construido en 1887 y demolido en 1943. El teatro tiene dos plantas y el aforo es de 500 butacas, escenario de ocho por seis metros, dos camerinos, sala de conferencias con capacidad para ochenta personas y tres salones.
El Teatro de la Ciudad San Francisco formaba parte de las instalaciones del exconvento de San Francisco, y fue adaptado como teatro e inaugurado el 15 de marzo de 1993. Realiza obras de teatro, ópera, música, danza, variedades, espectáculos infantiles, festivales y conferencias; el primer evento artístico estuvo a cargo de la Orquesta Filarmónica de Querétaro bajo la dirección de Sergio Cárdenas. Tiene capacidad para 942 personas.
El Auditorio Gota de Plata, proyecto entre el 2003 y 2005 realizado por Migdal Arquitectos, tiene un aforo total de 1853 butacas, 1307 en la planta alta y 346 en mezzanine. El Teatro Cedrus inaugurado el 26 de febrero de 2015 con aforo para 660 personas, fue diseñado por el arquitecto Jorge Galaviz.
El Poliforum José María Morelos y Pavón, inaugurado el 1 de enero de 1987, tiene un aforo para 1000 personas y se encuentra a un costado del Estadio Hidalgo. El Teatro Guillermo Romo de Vivar fue inaugurado el 2 de noviembre de 1958, y reinaugurado el 1 de enero de 1991; tiene una capacidad para 183 personas. El 24 de octubre de 2019 se inauguró el Auditorio de Explanada Pachuca, con capacidad de cinco mil personas.
El 1 de agosto de 2016 se inauguró la Sala de las Artes María Teresa Rodríguez, ubicada en el Jardín del Maestro. La sala lleva el nombre de María Teresa Rodríguez, la primera mujer en dirigir el Conservatorio Nacional de Música. Este sitio sirve como sede de la Orquesta Filarmónica de Pachuca y cuenta con 214 butacas.

### Bibliotecas

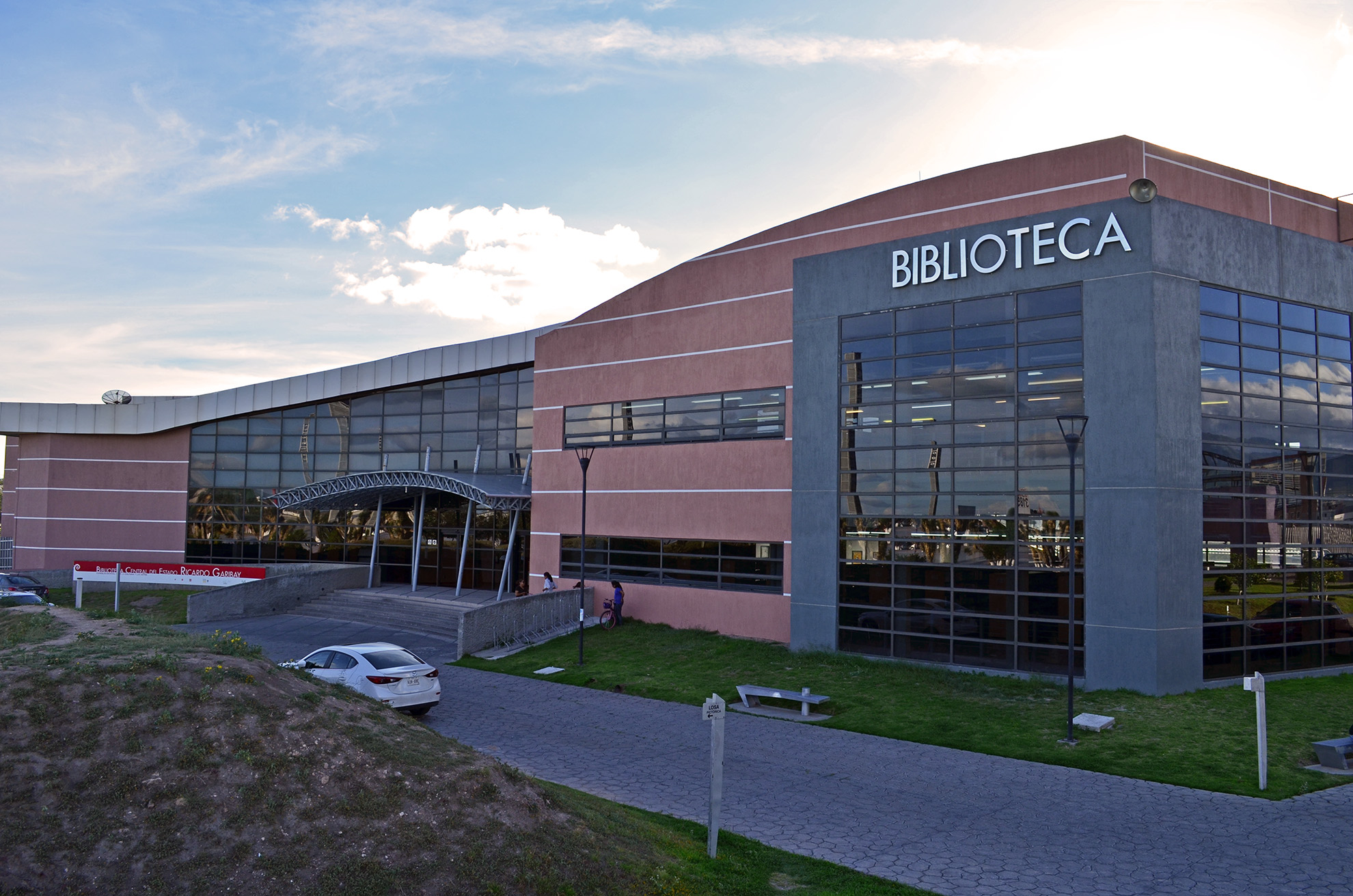
Biblioteca Central del Estado de Hidalgo Ricardo Garibay.

Las biblioteca más importante de la ciudad es la Biblioteca Central del Estado de Hidalgo Ricardo Garibay, inaugurada el 18 de mayo de 2007, ocupa un espacio de 4560 m², y puede atender simultáneamente hasta 700 usuarios. Denominada Ricardo Garibay en homenaje al escritor hidalguense, la biblioteca cuenta con un acervo de más de 65 000 volúmenes, distribuido en las dos plantas del moderno y confortable edificio, y dividido en nueve colecciones: General, Infantil, Didáctico, Silentes, Braille, Multimedia, Hemerográfica y Fondo Hidalgo.
Las bibliotecas públicas de la ciudad tienen una población usuaria de 187 648 en promedio por año. Entre las principales bibliotecas públicas de la ciudad se encuentran: la Biblioteca Pública Municipal Antonio Peñafiel del Centro INAH Hidalgo; la Biblioteca Pública Centro Cultural Elías Calles ISSSTE Hidalgo; la Biblioteca Pública Municipal CERESO; Biblioteca Pública Municipal Efrén Meneses Villagrán; Biblioteca Pública Municipal Lic. Guadencio Morales Hernández; Biblioteca Pública Municipal Casa del Niño DIF; y la Biblioteca Pública Municipal Profra. Manuela Vargas Estrada. En la Biblioteca Memorial Leonor Gutiérrez de Samperio se encuentra el Archivo General de la UAEH.

### Festivales y fiestas populares

#### Festivales culturales

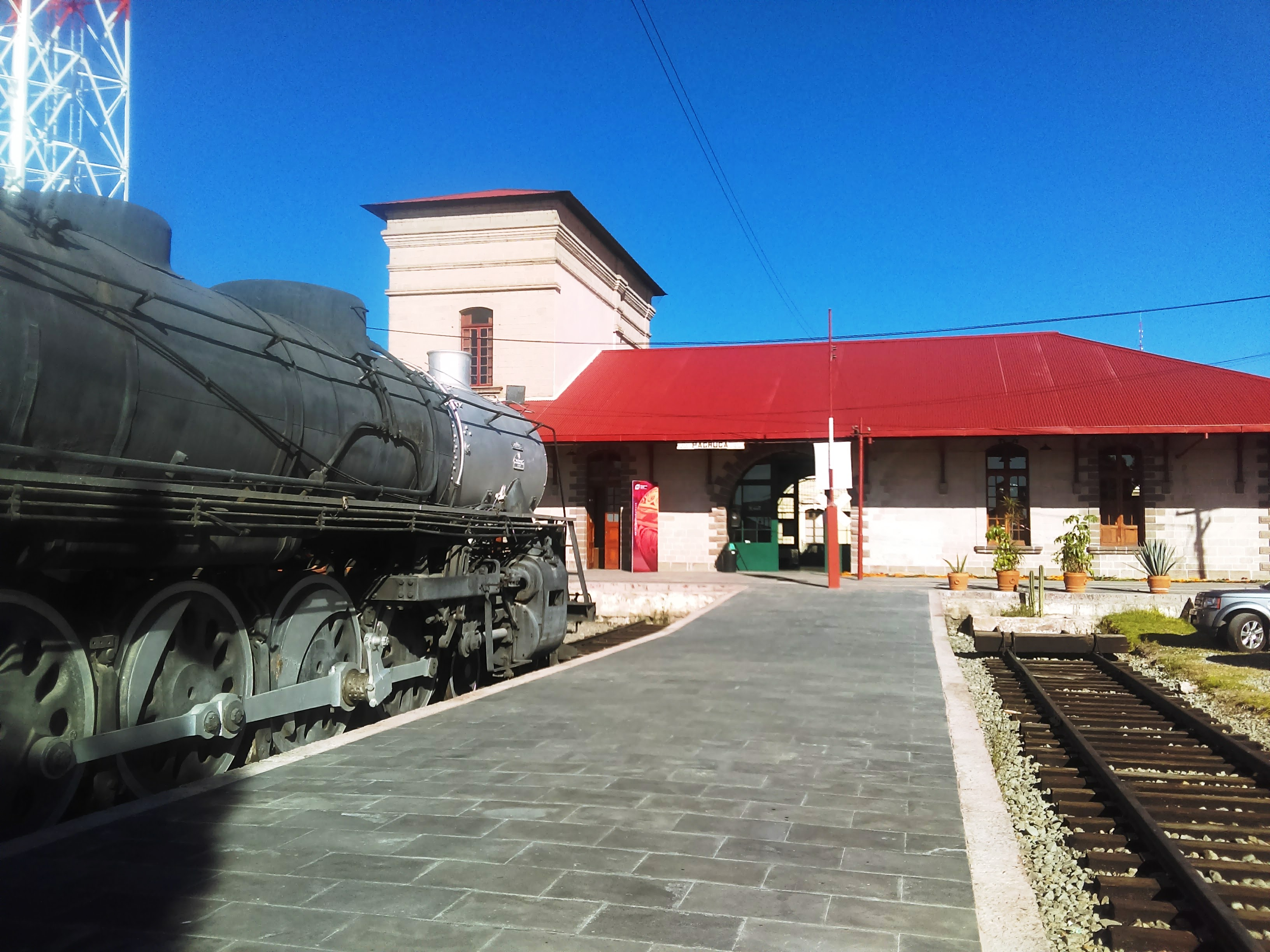
Centro Cultural del Ferrocarril, recinto donde se realiza la Feria del Libro Infantil y Juvenil.

En la ciudad se realiza la Feria del Libro Infantil y Juvenil, creada en el año 2000, y el Festival Internacional de la Imagen (FINI) de la UAEH, creado en 2011.
La Feria Universitaria del Libro de la UAEH fue creada en 1988. Ubicada en un principio en los portales de la Plaza Juárez, a partir de 2011 se cambia de sede al Polideportivo "Carlos Martínez Balmori" en Mineral de la Reforma; aunque algunas actividades todavía se realizan en la ciudad. Uno de los principales desfiles es el conmemorativo de la Revolución mexicana, teniendo como participantes cuerpos policiacos, ejército, brigadistas, escuelas y asociaciones civiles realizado el 20 de noviembre.
Cada año se realizan distintos desfiles entre los más importantes se encuentran el de la llegada de la primavera con estudiantes de nivel preescolar disfrazados de personajes de dibujos animados y carros alegóricos. En febrero se realiza el desfile “La Magia de los Carnavales de Hidalgo”. El 1 de mayo se realiza el que conmemora Día del Trabajo, realizado por integrantes de diferentes sindicatos y organizaciones civiles, sociales y campesinas, provenientes de varios  municipios de Hidalgo. Desde el año 2000 en el mes de junio se realiza una Marcha del Orgullo de la comunidad Lésbico, Gay, Transgénero, Transexual, Travesti e Intersexual (LGBTTTI). El 14 de septiembre se realiza un desfile por el Día del Charro. El 5 de enero se realiza la Cabalgata de los Reyes Magos.

#### Fiestas religiosas y patronales

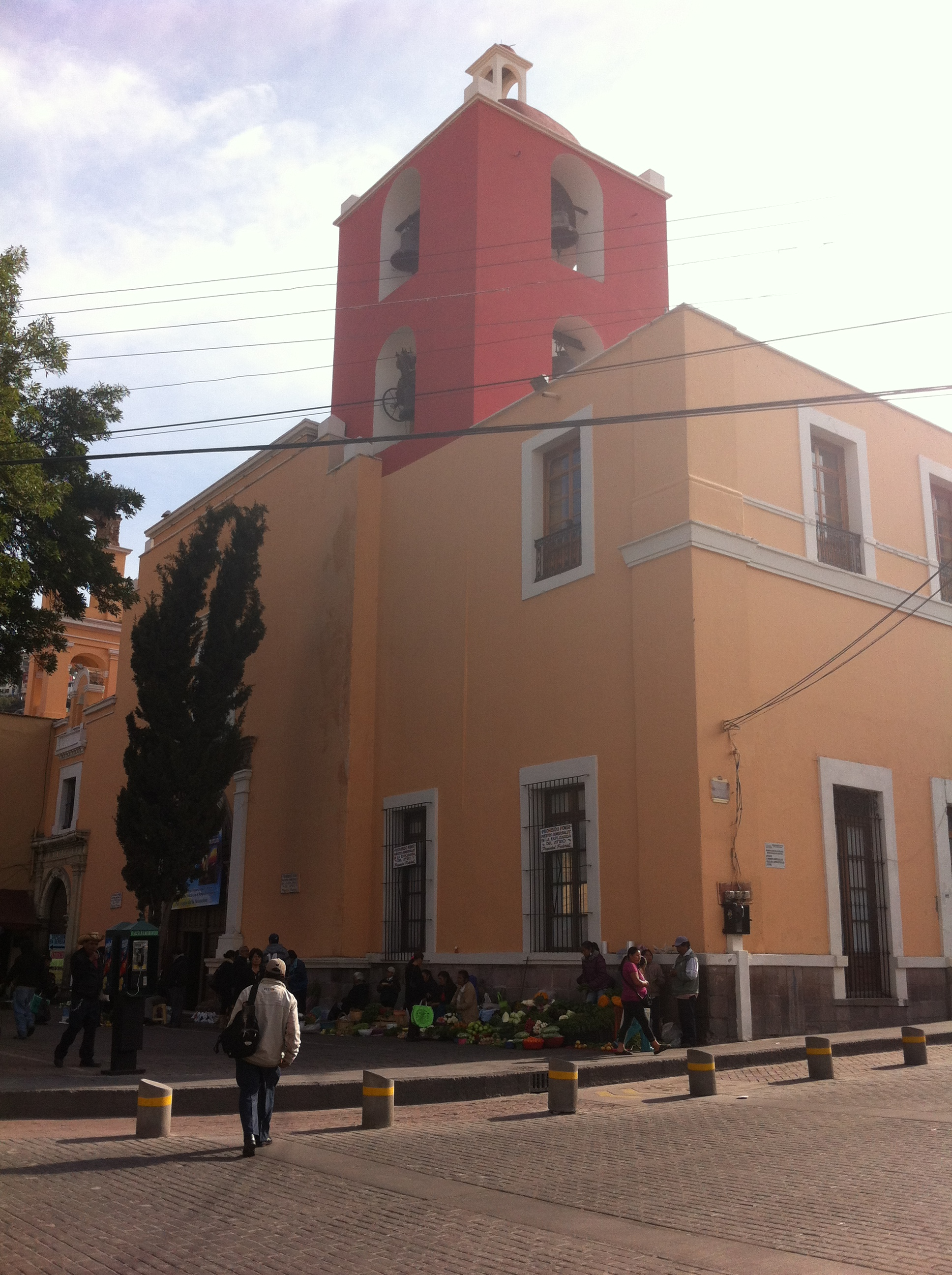
La Parroquia de la Asunción construida en 1553 y erigido en parroquia en el año 1560. Esta parroquia fue de las primeras edificaciones de la ciudad.

Entre las principales fiestas religiosas de la ciudad se encuentran el día de la Candelaria el 2 de febrero, en la Parroquia de la Asunción cientos de personas se dan cita llevando a sus niños dios. La fiesta de la Cruz de Mayo, realizada el 3 de mayo, se da casi en todos los puntos de la ciudad y en obras en construcción.
Todo el año se hacen fiestas patronales rindiéndole culto al santo de cada una de las parroquias en las distintas colonias de la ciudad, destacan las realizadas en la colonia San Antonio el Desmonte el 13 de junio, en honor a San Antonio de Padua; la colonia Plutarco Elías Calles el 24 de junio, en honor a San Juan Bautista; en la colonia San Pedro Nopancalco el 29 de junio, en honor a San Pedro; y la Colonia San Cayetano el 7 de agosto, dedicada a San Cayetano de Thiene.
También se encuentran las realizadas en la Parroquia de la Asunción el 15 de agosto, dedicada a la Asunción de María; en la Colonia San Bartolo el 24 de agosto, dedicada a Bartolomé el Apóstol; en la colonia el Palmar el 28 de octubre, dedicada a San Judas Tadeo; la colonia Céspedes el 3 de noviembre, en honor a Martín de Porres; y en la colonia Santa Julia el 10 de diciembre, en honor a Santa Julia.

#### Carnaval

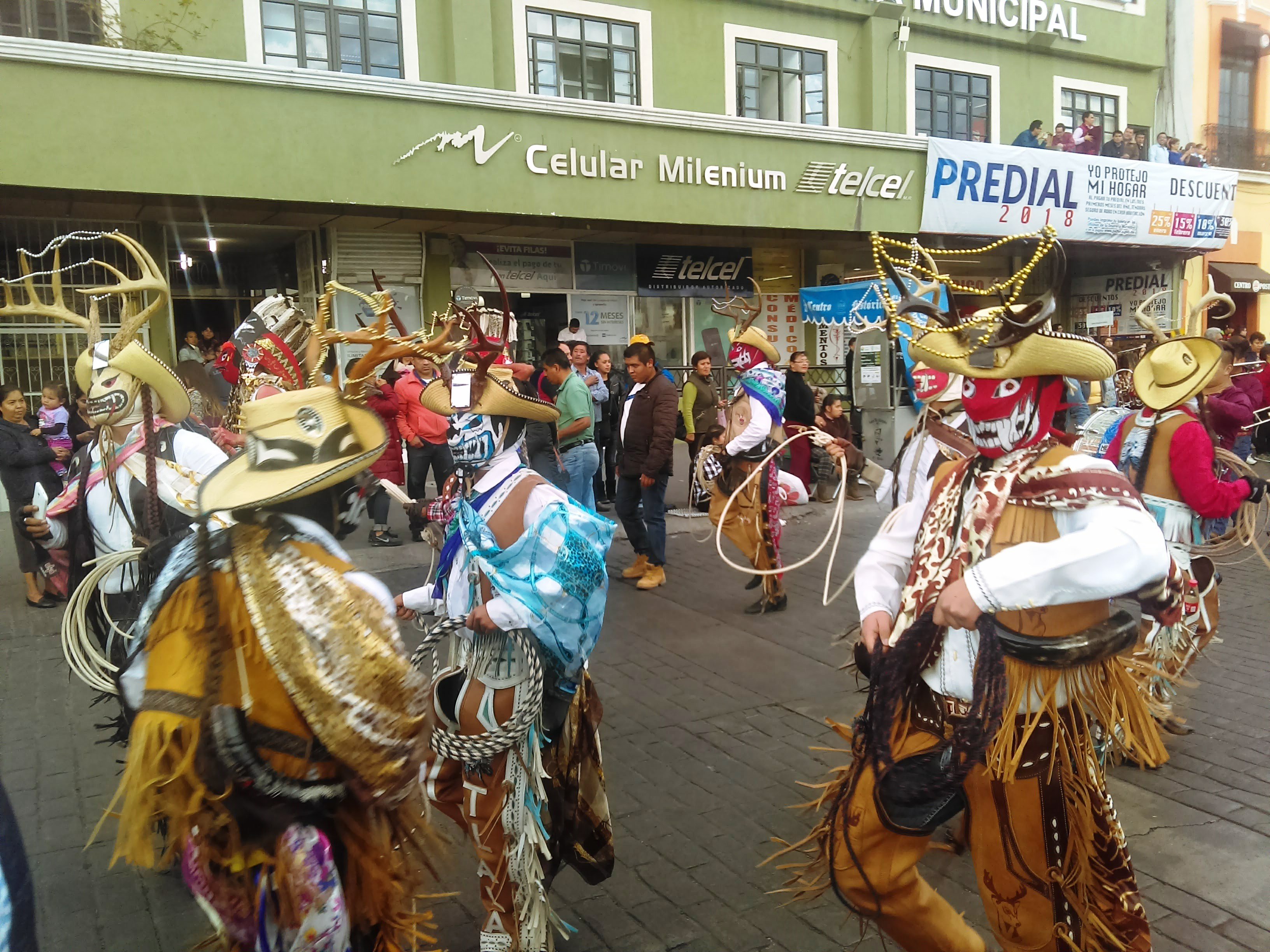
Desfile "Magia de los Carnavales de Hidalgo" en Pachuca.

Previo a los festejos del carnaval, desde 2013 en el mes de febrero, se realiza el desfile “Magia de los Carnavales de Hidalgo en Pachuca”. Donde distintos municipios de Hidalgo hacen demostración de sus respectivos carnavales con música y danzas regionales, vestuarios típicos, comparsas y chicoteros. El desfile empieza en avenida Revolución a la altura del Jardín del Arte, sigue por la calle Allende, da vuelta en la Plaza Independencia, luego por las calles Doria y Guerrero, y finaliza en la Plaza Juárez.
Entre los municipios que participan se encuentran Acaxochitlán, Alfajayucan, Atotonilco el Grande, Atlapexco, Apan, Calnali, Chapulhuacan, Eloxochitlán, Huautla, Huehuetla, Huejutla de Reyes, Jacala de Ledezma, Jaltocán, Metepec, Metztitlán, Mixquiahuala de Juárez, Molango de Escamilla, San Agustín Metzquititlán, San Bartolo Tutotepec, San Felipe Orizatlán, Santiago de Anaya, Tecozautla, Tepeapulco, Tenango de Doria, Tulancingo de Bravo, Tlahuelilpan, y Zacualtipán de Ángeles.
En el barrio La Raza se realiza un carnaval desde 1994, también participan diferentes colonias como El Lobo y El Arbolito. Se realizan actividades como bailes populares, deportes y el tradicional baile de disfraces al ritmo de la Banda de Viento. Su duración es de ocho días y durante estos pasean al Señor de las Maravillas como parte de sus festejos.
Desde 2016 en el Barrio la Camelia se realiza un carnaval, durante el cual se realizan bailes y otras actividades. Este carnaval se realiza como parte del rescate del patrimonio cultural intangible de Pachuca. En la Colonia 20 de noviembre desde 2018 se realiza un carnaval donde los participantes utilizan vestuarios coloridos, recorriendo las calles principales de la colonia.

#### Semana Santa
De 2012 a 2017 el Viernes de Dolores, en el Museo de Sitio San Francisco del Centro INAH Hidalgo, se colocaba un Altar de Dolores en honor a la Virgen de Dolores.  En el altar se coloca una escultura de la Virgen en la parte más alta y céntrica; atrás se cuelgan cortinajes morados, se acompaña de velas o sirios encendidos; también se elaboran frontales y tapetes de aserrín pintado, pétalos de flores y semillasa. En Viernes Santo en la ciudad se llevan a cabo más de veinte representaciones del vía crucis.
Destacan por su antigüedad los realizados en El Arbolito desde 1969; el de La Villita, desde 1970; Cubitos desde 1971; y el de Las Lajas, desde 1980. La Iglesia de San Francisco, realiza hasta tres representaciones, una infantil, una juvenil que culmina en el Cristo Rey de Pachuca, y otro dentro de la misma Iglesia. Los restantes son realizados en las colonias ISSSTE, Céspedes, Cuauhtémoc, Santa Julia, San Cayetano, barrio El Lobo, San Bartolo, San Antonio, Juan C. Doria, El Carmelito, Santa Matilde, La Palma, Buenos Aires, y El Palmar que culmina en el fraccionamiento Campo de Tiro. En la zona metropolitana se realizan en el Barrio la Camelia, San Miguel Cerezo, Santiago Tlapacoya, El Huixmí, Pachuquilla, Los Tuzos, Forjadores, La Providencia, El Saucillo, El Chacón y San Guillermo la Reforma; en la colonia 11 de julio, se caracteriza por ser escenificado por niños.
En la tarde de Viernes Santo se realiza una Procesión del Silencio, se trata de una procesión donde se representa a la Virgen María, como símbolo de su dolor por la muerte de Jesús, la Soledad de María es el último de los Siete Dolores. La Procesión del Silencio de Pachuca se realiza desde 1967, y parte de la Parroquia de la Asunción y llega hasta La Villita. El contingente está conformado por una banda de guerra, una Cruz de guía, el  Santo Cristo Yacente o Santo Entierro, y la Virgen de la Soledad; participan alrededor de tres mil personas en la procesión.
El Sábado de Gloria, se realiza la quema de Judas que tiene como fin representar el triunfo del bien sobre el mal. Esta tradición se lleva a cabo en el barrio El Arbolito, en el arco de entrada, ubicado en la calle Galeana, y se realiza desde el año 1976, participando alrededor de 300 personas. Se queman hasta nueve “traidores” que consisten en una figura de cartón que lleva pirotecnia a su alrededor, y representan a Judas Iscariote, el Diablo, y también políticos, artistas o personajes populares. El muñeco explota, gira al compás del chiflido de los cohetones,y lanza una humareda. Además llevan colgadas latas de productos u otros premios para quienes logren bajarlo y quedarse con ellos después de la quema.

#### Fiestas patrias

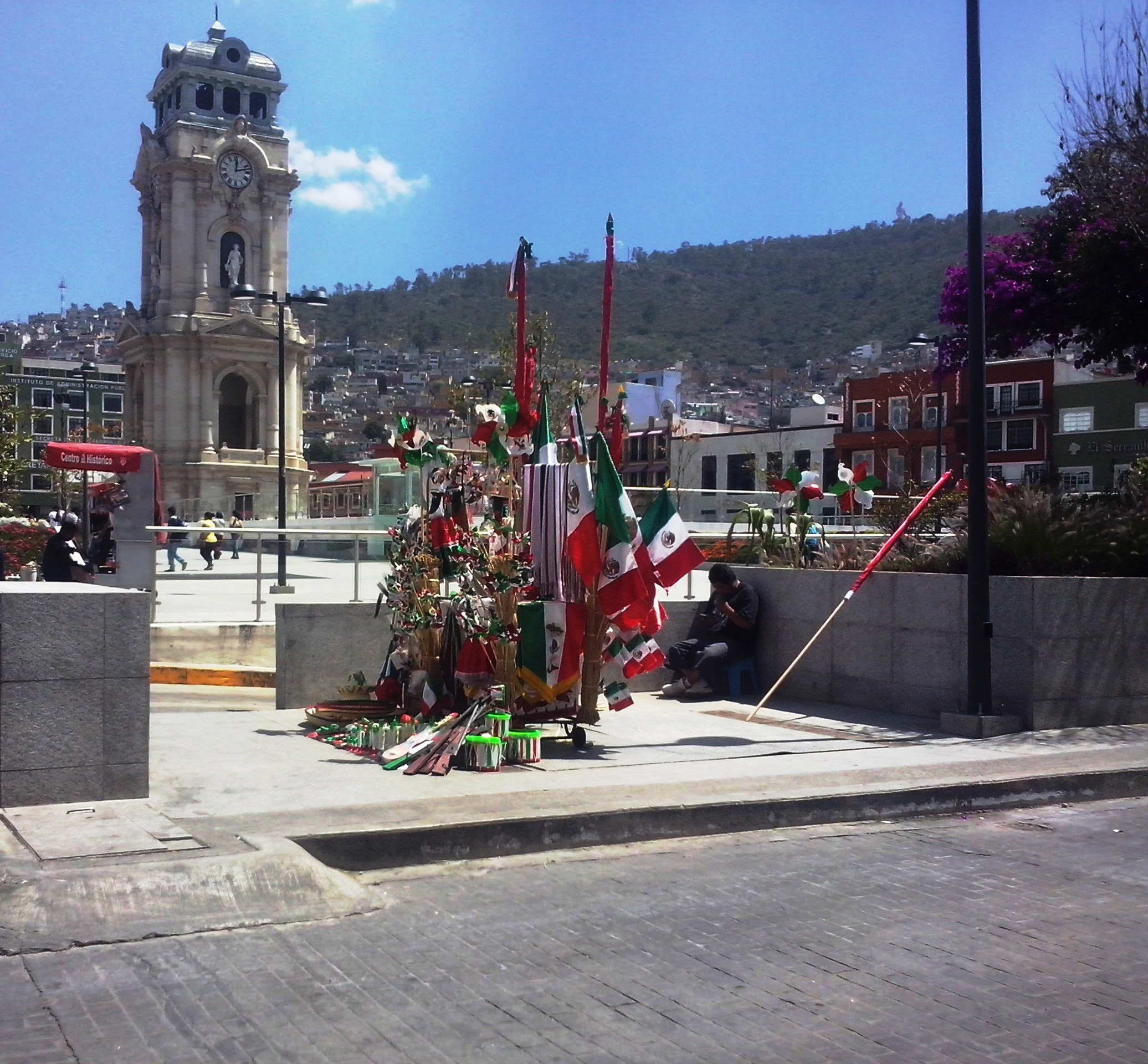
Vendedor ambulante en septiembre.

El 14 de septiembre por el Día del Charro se realiza un desfile con una caravana de charros y escaramuzas; el recorrido parte del Complejo Deportivo Revolución Mexicana pasa por Avenida Revolución, Plaza Independencia, calle Guerrero y avenida Juárez.
El 15 de septiembre se realiza el tradicional grito de dolores, donde se conmemora el aniversario del inicio de la lucha por la Independencia de México, en la Plaza Juárez. Este día se coloca una gran kermés en la calle Guerrero con venta principalmente de antojitos mexicanos. El 16 de septiembre se realiza el desfile del aniversario del inicio de la Independencia de México, con elementos del Ejército Mexicano y de la policía estatal, así como estudiantes de diversas escuelas, cuerpos de emergencia, de seguridad, charros, bandas de guerra, entre otros.

#### Día de muertos
Durante estas fechas tanto el gobierno estatal y municipal promueven el Xantolo, fiesta tradicional de origen prehispánico en honor a los difuntos que se celebra en la región Huasteca. Durante el día de muertos se realizan distintos eventos culturales por parte de diversas instituciones educativas y de gobierno; como concurso y exhibiciones de altar de muertos en distintos lugares.
En estas fechas las familias van a cementerio; mientras unas colocaban flores de cempasúchil en las tumbas, otras se dedican a limpiarlas y arreglarlas. Se estima que alrededor de 35 000 personas visitan alguno de los seis cementerios de la ciudad. El Panteón municipal de Pachuca, cuenta con 32 000 tumbas, 416 nichos, así como un crematorio y velatorio; en una superficie de 32 000 m².
En el Mercado Sonorita se realiza una pequeña feria, con fuegos pirotécnicos, bailes y distintas actividades. Desde 2009, anualmente se realiza una procesión con imágenes de la Santa Muerte en calles de la ciudad.
En 2017 en la Plaza Juárez se colocó un mega altar de muertos con una extensión de 846.48 m², el cual consiguió el récord Guinness al altar de muertos más grande del mundo. Para su realización se requirieron aproximadamente veinte toneladas de flor, más de mil piezas de pan, mil metros de papel picado, y varias toneladas de fruta. En 2019 se colocó otro altar de muertos en la Plaza Juárez de 1044.30 m², con lo cual consiguió nuevamente romper el récord Guinness; para la elaboración de este altar participaron más de 100 hidalguenses, entre creadores, artesanos, diseñadores y ciudadanos.

#### Fiestas Decembrinas

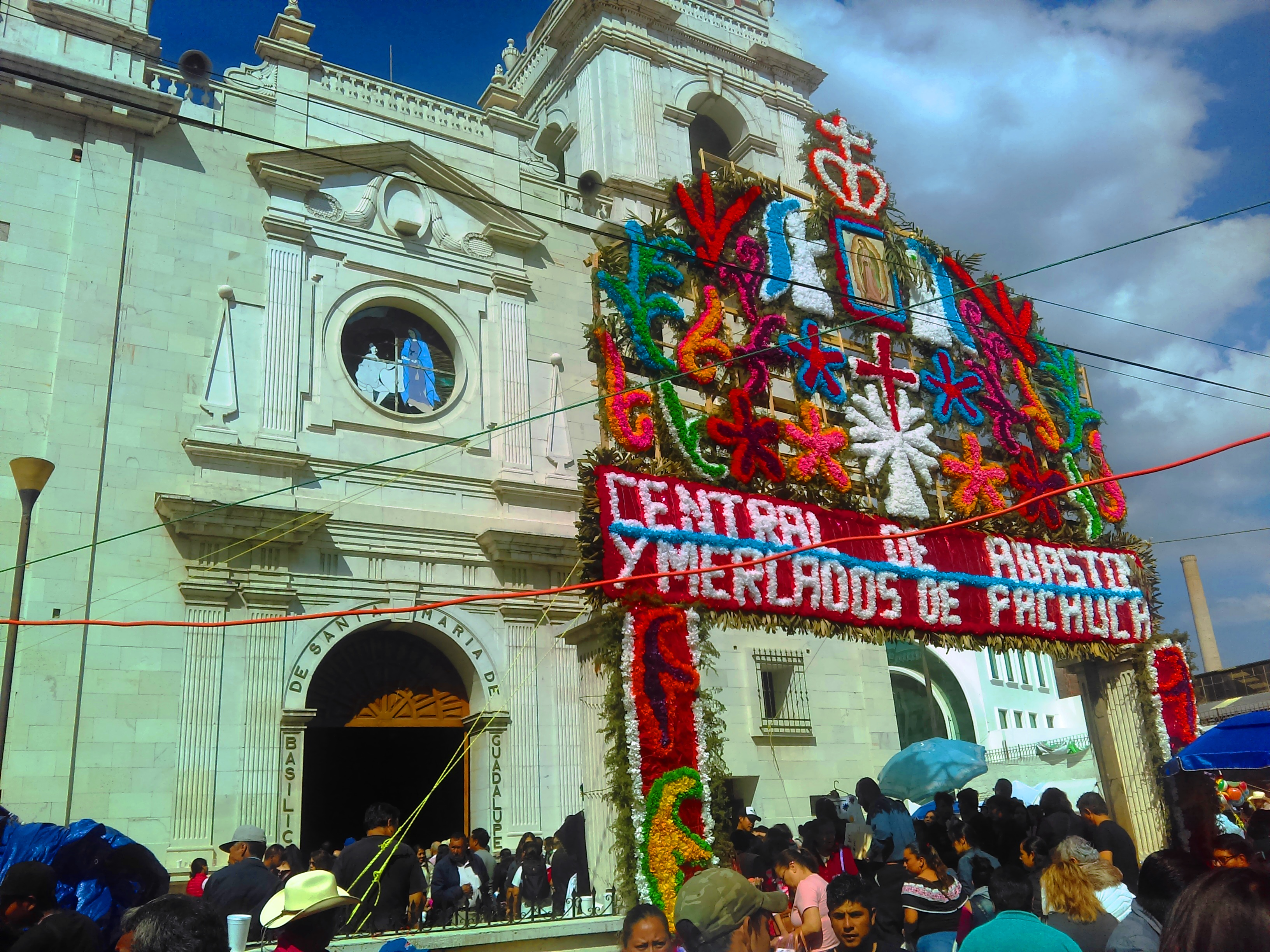
Basílica Menor de Nuestra Señora de Guadalupe el 12 de diciembre.

Las denominadas "Fiestas Decembrinas", empiezan el 1 de diciembre cuando se realiza el encendido del árbol de Navidad de la ciudad; el árbol mide en promedio de 30 a 35 metros de altura, cuenta con una iluminación de 1200 series, 600 estrellas de aluminio y una estrella monumental de 5 metros de altura. Durante el encendido hay fuegos pirotécnicos, música, representaciones de distintas historias sobre la Navidad, pastorelas y villancicos navideños, todo esto se realiza en la Plaza Juárez.
El 12 de diciembre se realiza una pequeña feria en honor a la Virgen de Guadalupe en el atrio y calles aledañas a la Basílica Menor de Nuestra Señora de Guadalupe. Además se realizan distintas procesiones procedentes de las iglesias y poblados cercanos, con un promedio de 40 000 feligreses, acompañados de diversos grupos musicales y juegos pirotécnicos.
El 5 de enero se realiza en las instalaciones de la Feria Hidalgo el denominado tianguis de juguetes, que cuenta con más de 300 puestos que comercializan juguetes, dulces y ropa. El 5 de enero se realiza la Cabalgata de los Reyes Magos, por las principales calles de la ciudad. La primera Cabalgata de Reyes se realizó el 5 de enero de 1945, siendo solo interrumpida en 2021 y 2022. La cabalgata y cuenta con carros antiguos, carros alegóricos, y comparsas.

#### Feria San Francisco

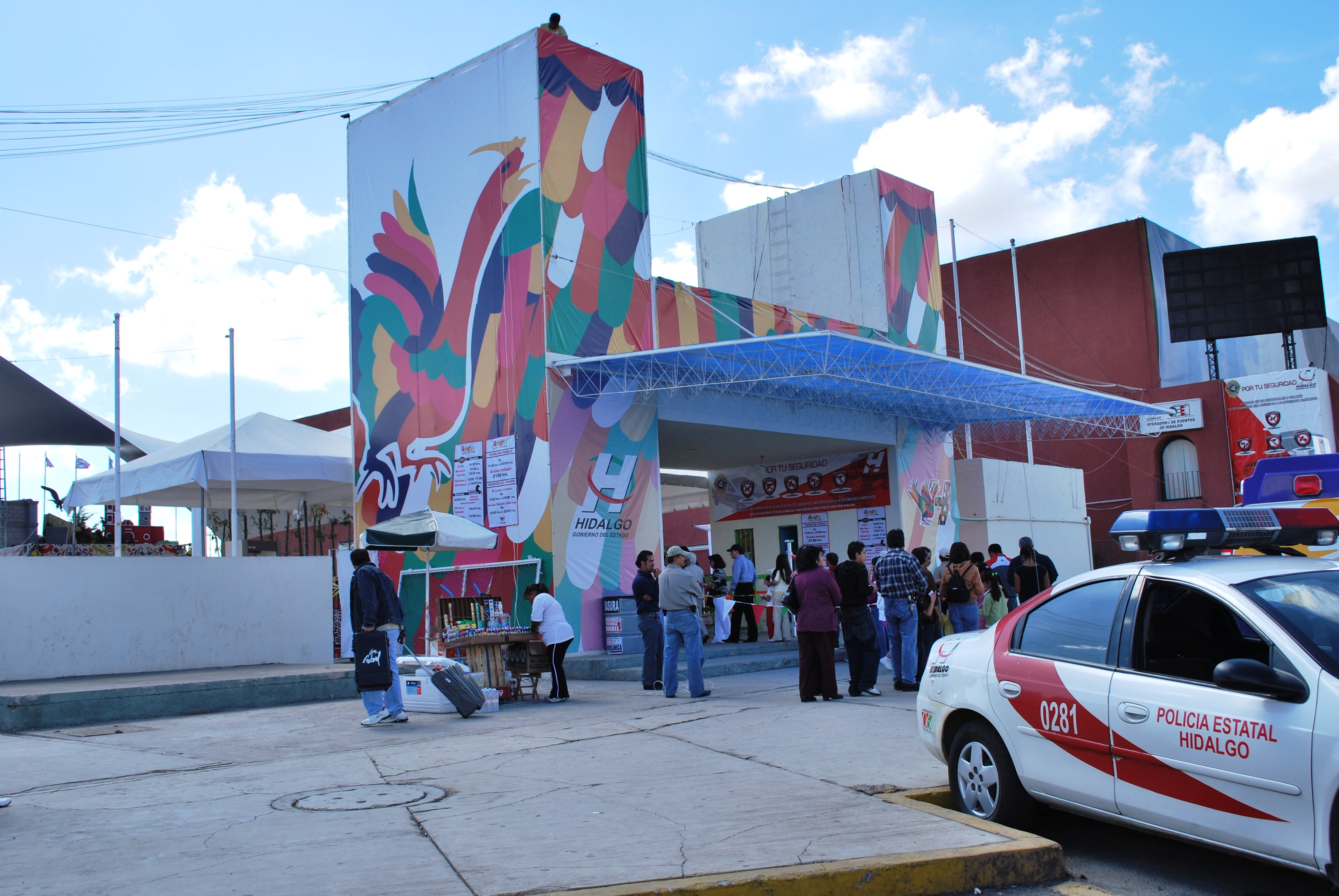
Entrada a las instalaciones de la Feria Internacional de San Francisco (2009).

La Feria de San Francisco es la fiesta más importante de la ciudad y del estado de Hidalgo, tuvo su origen en el siglo XVI, con las celebraciones litúrgicas que realizaban los frailes franciscanos, en honor de San Francisco de Asís, a las cuales eran invitadas las autoridades civiles y eclesiásticas, tanto de la ciudad como de los pueblos circunvecinos.
En el año de 1772, al convertirse el convento en provincia autónoma, aumentaron sustancialmente sus gastos, lo que se pudo lograr con las aportaciones de Pedro Romero de Terreros, a quien se nombró como patrono del convento. A partir de entonces, cada año, el conde de Regla iniciaba el día 3 de octubre una peregrinación con sus trabajadores y fieles que se le unían en el camino. El contingente partía de Huasca de Ocampo, donde tenía sus haciendas continuaba por Omitlán, seguía por Mineral del Monte y llegaba a Pachuca en la madrugada del día 4 de octubre, fecha en la que se iniciaban oficialmente las celebraciones.
El 3 de septiembre de 1868 se promulgó el decreto que crea la Feria de San Francisco, cuando Pachuca todavía pertenecía al estado de México; en él se estipula que se celebraría una feria cada 4 de octubre. Para 1953 a 1956 se convierte en la “Muestra Industrial, Agrícola y Ganadera”, cambiando de localización con los años. En 1976 se le denomina "Feria del Caballo". Para 1992 se construyen las instalaciones del Recinto Ferial de Pachuca donde se ha celebrado desde entonces. Ubicado al sur de la ciudad, está conformado por diferentes áreas que permiten realizar eventos de diversas índoles.
Para este evento se realizan dos ferias por separado; la Feria Tradicional San Francisco que se realiza en el Parque Hidalgo y en Convento de San Francisco, y cuyo principal día es el 4 de octubre. Y la Feria Internacional de San Francisco o Feria Hidalgo, que se realiza en sus instalaciones especiales; entre el programa de la feria destacan las: charreadas; corridas de toros; muestras artesanales, gastronómicas, industriales y ganaderas; eventos deportivos y culturales; así como de juegos mecánicos y bailes populares; se realiza anualmente en el mes de octubre.

### Gastronomía

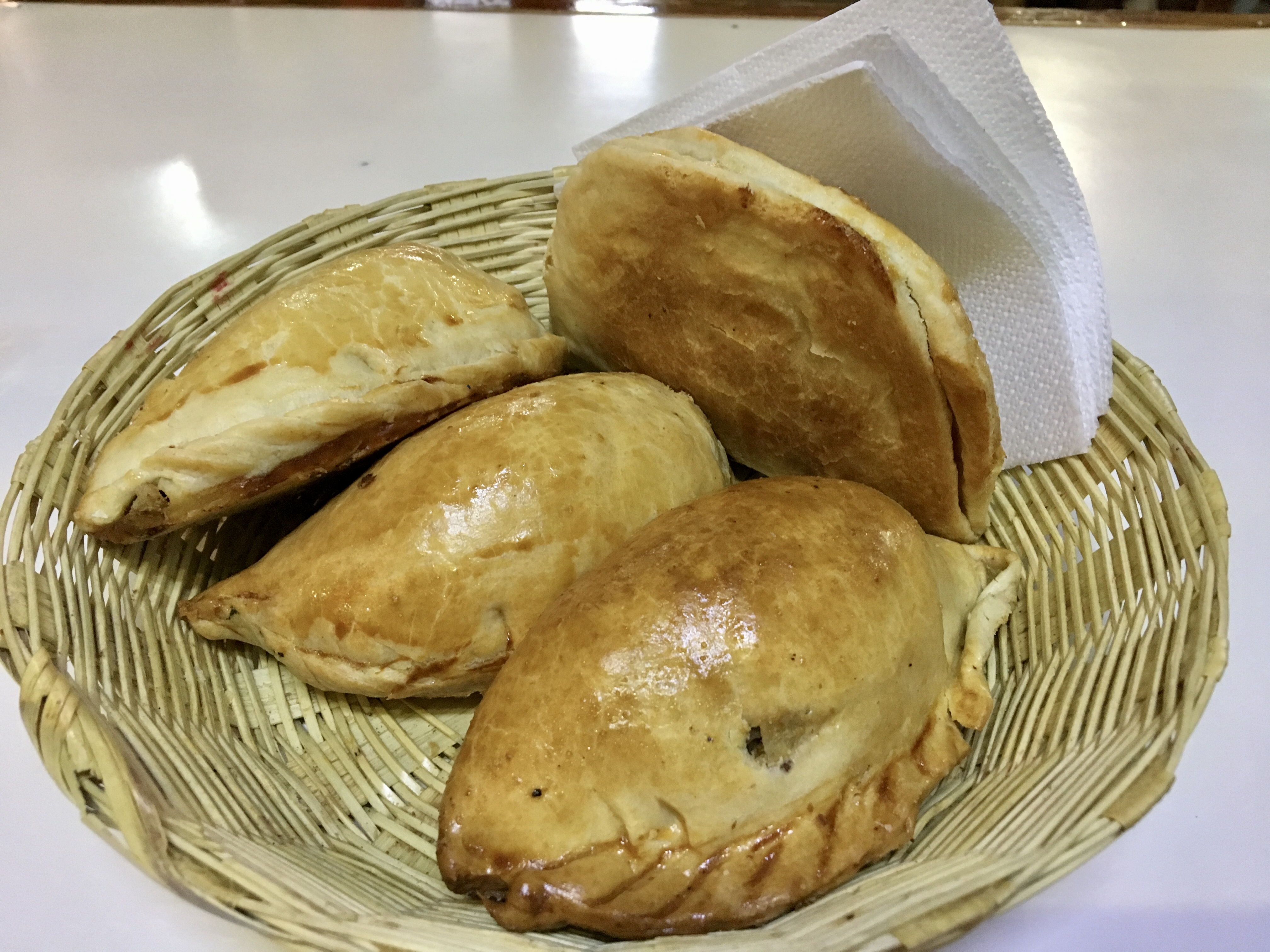
Pastes, platillo típico de la ciudad.

Entre la oferta gastronómica destaca el paste, platillo de origen córnico. Es una especie de empanada cuya base es harina de trigo, con un relleno que resulta de una combinación con carne de res, papa, perejil, pimienta, y al mexicanizar este producto se agregó chile a la receta original. Los pastes se adoptaron porque estuvieron directamente relacionados con la alimentación de la población minera; los trabajadores podían llevar los pastes consigo cuando ingresaban a los tiros y socavones. En los últimos años han creado algunas variantes de los pastes con relleno de diversos guisados, así como de pollo, piña, mole, atún con papa, arroz con leche, manzana, etc. Otro platillo son los tacos mineros, de carne de pollo, res o puerco con queso y cebolla.
La gastronomía de Pachuca se ve influida por la de las regiones aledañas del estado de Hidalgo, como lo es la barbacoa de Actopan, envuelta en pencas de maguey y cocida en horno de piedra en un hoyo bajo la tierra; los ximbós, envoltorios de penca (atado de carne enchilada de pollo, conejo o carnero, cocida a la misma manera que la barbacoa).
Asimismo del Valle del Mezquital, proceden las tunas y el xoconostle (tunas ácidas con almíbar o mermelada) como postre; escamoles y chinicuiles guisados con flores de diferentes cactáceas, como maguey, sábila, mezquite, garambullo, nopal; los chamuis (escarabajos del árbol de mezquite); los xagis (frijoles tiernos con carne de cerdo y chile pasilla) y los mixiotes.
De la Sierra Huasteca proceden los tamales de shala (ajonjolí molido con especias, guisado con frijoles), y mole con carne de puerco de Zacualtipan de Ángeles. El zacahuil hecho a base de masa de maíz martajada, y rellenos con grandes trozos de carne; y el plato huasteco (pollo, chorizo y cecina acompañados de nomañes y enchiladas). Entre sus postres se destacan los jamoncillos de pepita de calabaza o los cocoles de piloncillo y anís aderezados con cajeta y nata. Entre las bebidas del estado y de la ciudad destaca el pulque y el aguamiel.

## Infraestructura

### Vialidades

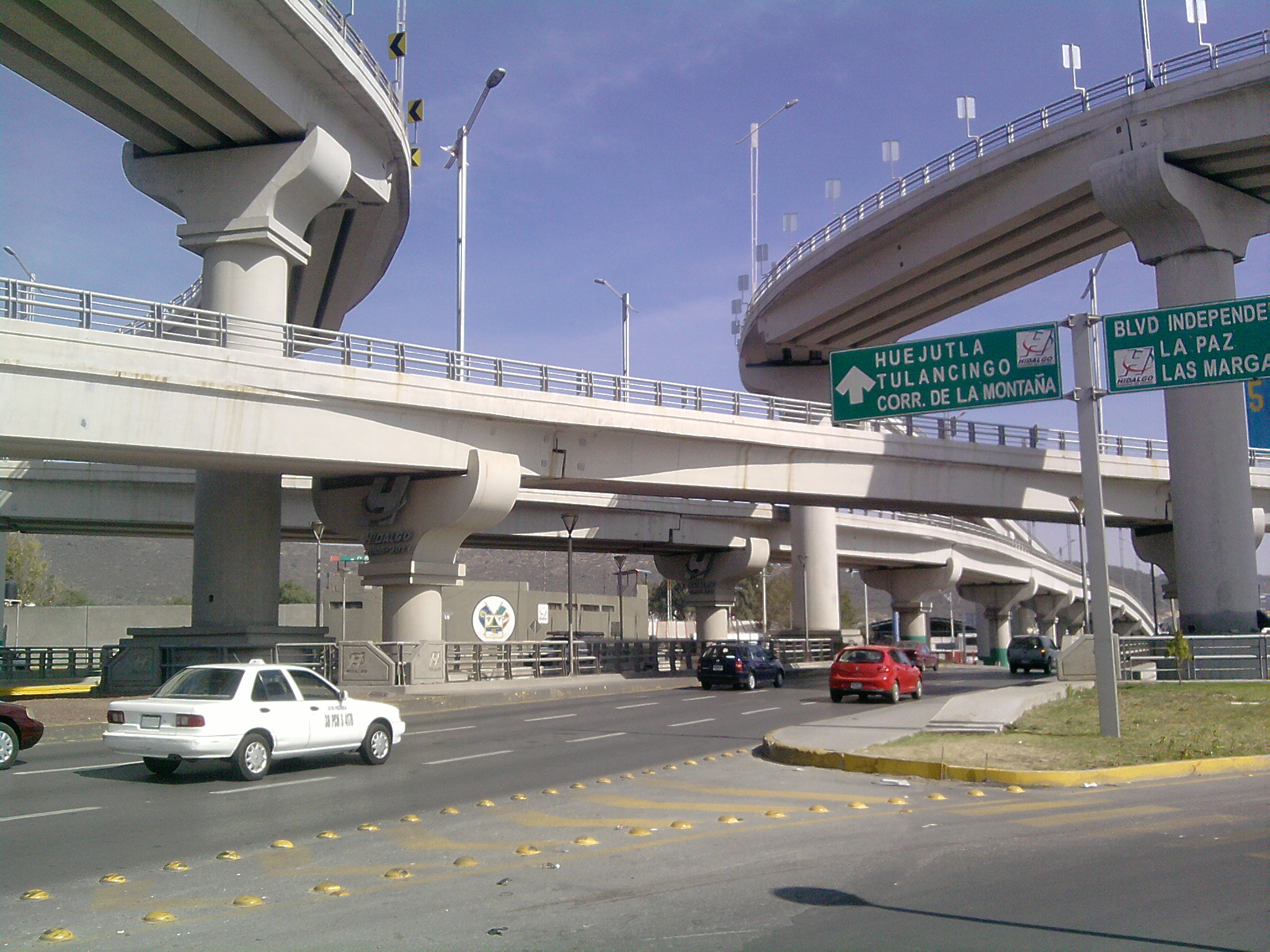
Multidistribuidor Vial Centenario de la Revolución; cruce del Bulevar Luis Donaldo Colosio, el Viaducto Río de las Avenidas y Blvd. Valle de San Javier.

Las principales vialidades de la ciudad son el Blvd. Luis Donaldo Colosio, Blvd. Felipe Ángeles, Blvd. del Minero, el Par vial: Av. Francisco I. Madero - Av. Dr. Eliseo Ramírez Ulloa, Par vial: Av. Benito Juárez - Av. Revolución, Par vial: Av. Mariano Abasolo - Av. Felipe Carrillo Puerto y el Eje Viaducto Río de las Avenidas.  En el pavimento, se identifican tres tipos: adoquín, asfalto y concreto hidráulico.
De la ciudad parten varias carreteras, una al occidente de 8.5 km para entroncar con la Carretera Federal 85, al noreste se encuentra la autopista Pachuca-Actopan-Ixmiquilpan con 79 km; La autopista Pachuca-Tulancingo con 35 km; la Carretera Federal 130 que une a la ciudad con Tuxpan; y una autopista vía corta al municipio de Mineral del Monte, donde pasa la Carretera Federal 105. Otra importante vialidad sale del sur de la ciudad la Pachuca-Ciudad Sahagún, que se une con la autopista México-Tuxpan.
Existe la autopista México-Pachuca de aproximadamente 80 km; por esta autopista a las afueras de la ciudad pasa el Arco Norte, carretera que une el centro de México sin tener que cruzar por la Ciudad de México.

### Transporte
La ciudad contaba con redes de ferrocarril y de tranvía durante el Porfiriato. El 31 de octubre de 1902, a las 11:00 a. m. llegó el primer automóvil a la ciudad procedente de la Ciudad de México.
El uso del transporte en la población es de: 70.35 % transporte público, el 19.97 % vehículos particulares, el 8.97 % vehículos particulares compartidos, el 0.77 % bicicleta y el 0.12 % usa motocicleta.

#### Bicicleta

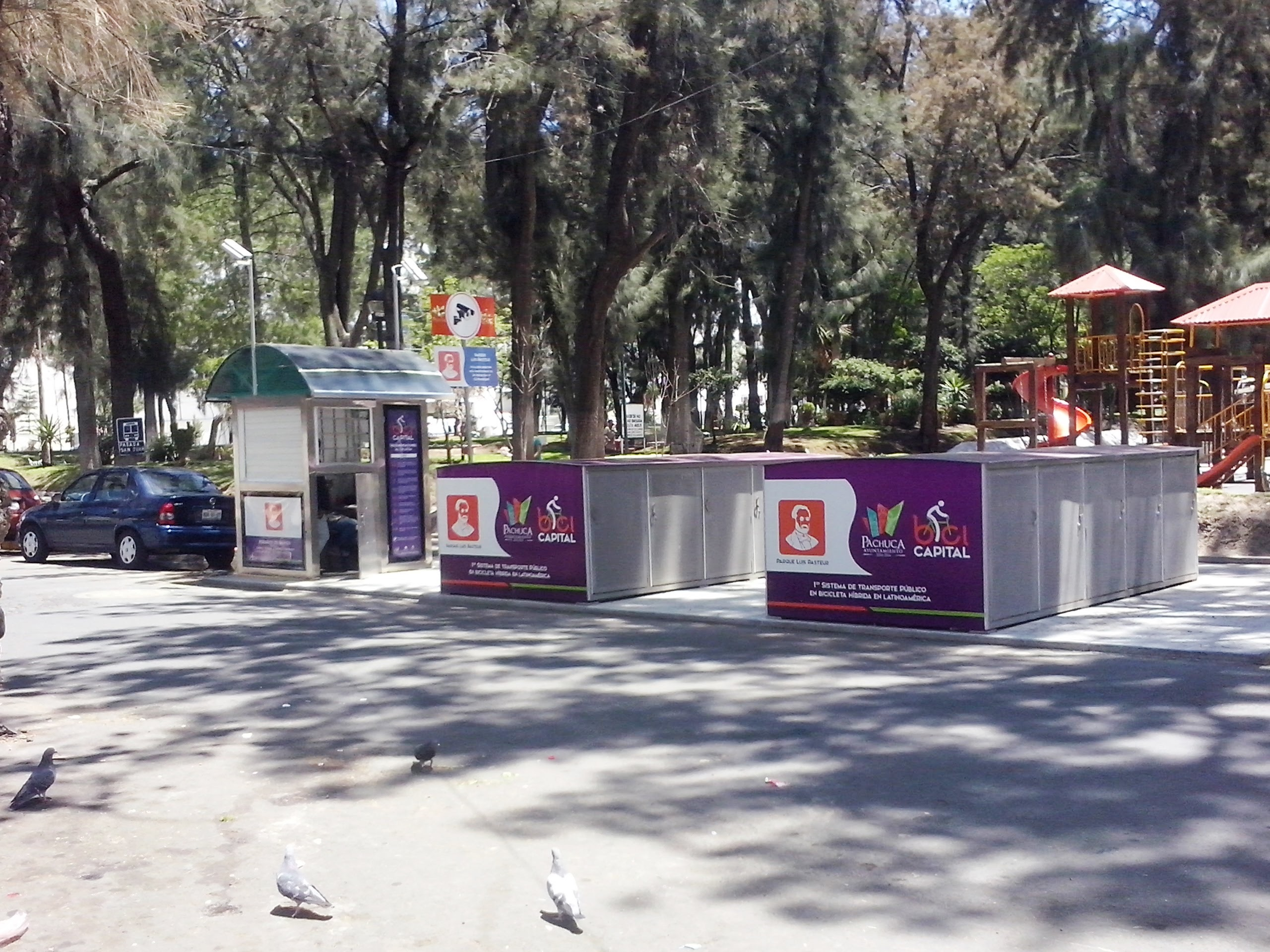
Estación de bicicletas en el Parque Pasteur, perteneciente al programa Bici-Capital.

La ciudad cuenta con una red de 15 kilómetros, distribuidos en el Río de las Avenidas, colonia Doctores, Constitución, Maestranza-Parque de Poblamiento y bulevar Valle de San Javier. En el Río de las Avenidas, la ciclovía comprende un circuito de concreto asfáltico de 2 m de ancho y un trayecto de 2.8 km ininterrumpidos que cruza las calles de Jaime Nunó con un puente peatonal de 36 metros de longitud y en el Viaducto Rojo Gómez un puente de 26 metros de longitud.
Otra ciclovía es la de la Av. Ramírez Ulloa, con la colonia Progreso, con un tramo de 2.40 km, con un anexo para conectar con el Parque Hidalgo. Otro tramo es la que conecta el bulevar Luis Donaldo Colosio, a la altura del cuartel La Paz, pasando por  la colonia Maestranza y la colonia Punta Azul, hasta el bulevar del Minero. En 2016 entró en operación el programa Bici-Capital, donde se pusieron en servicio 140 bicicletas; para 2020 el proyecto se encuentra detenido, y las cicloestaciones se encuentran inhabilitadas.

#### Taxi

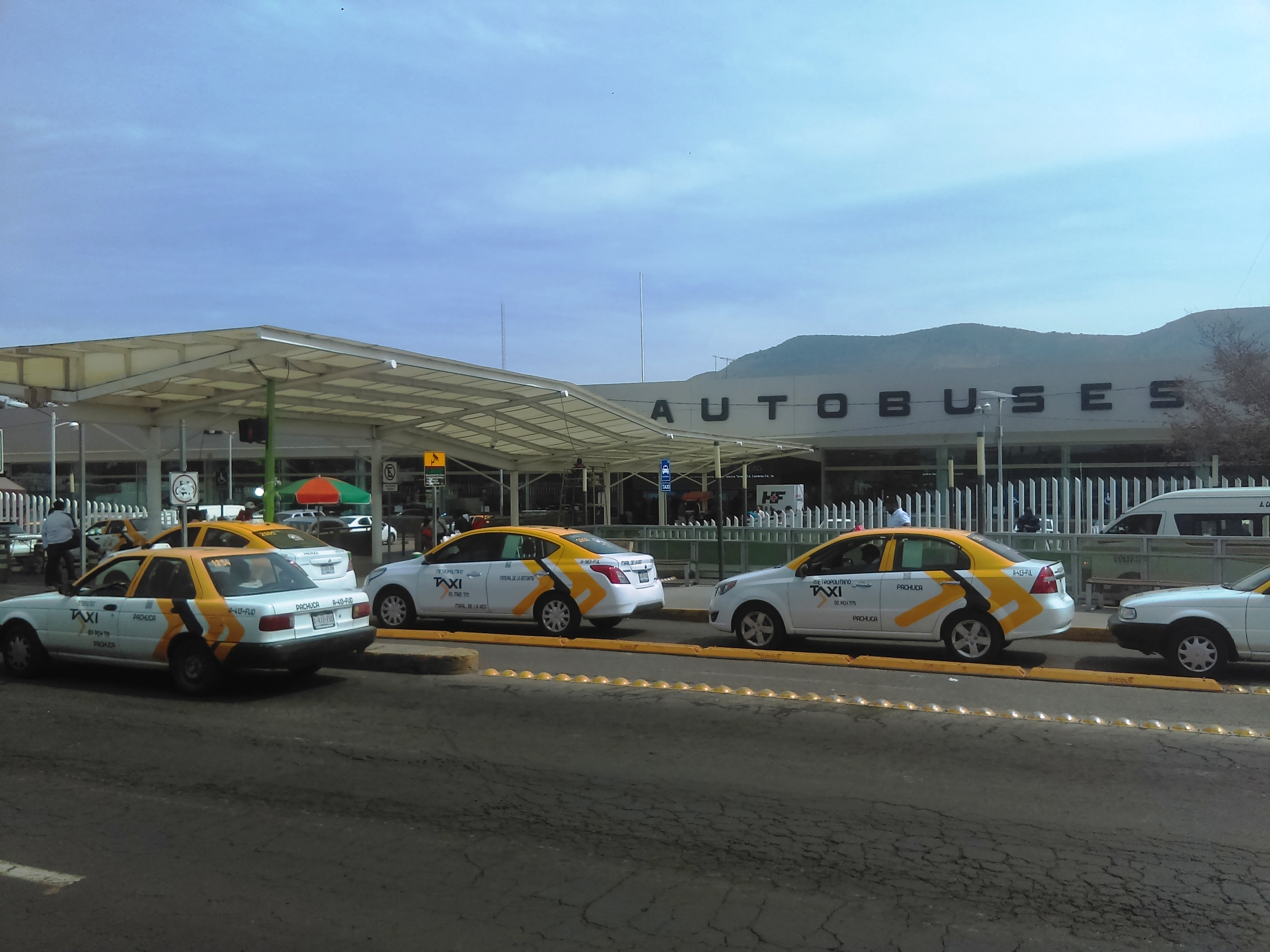
Taxis de Pachuca.

El servicio de taxi en la ciudad es denominado "taxi metropolitano", con colores amarillo, blanco y negro. Los taxis con un máximo de cinco años operando son “plus” y tienen colores negro con amarillo; los recientes o con al menos 2 años de antigüedad son “premium”, dorado y amarillo; los que tienen más de cinco años, “básicos”, amarillo y blanco. Los taxis no usan taxímetro, sino que prestan el servicio con tarifas ya definidas. En la ciudad se puede tomar un taxi ocupado si este va al mismo sitio o a un lugar cercano al que iba el primer usuario.

#### Tuzobús

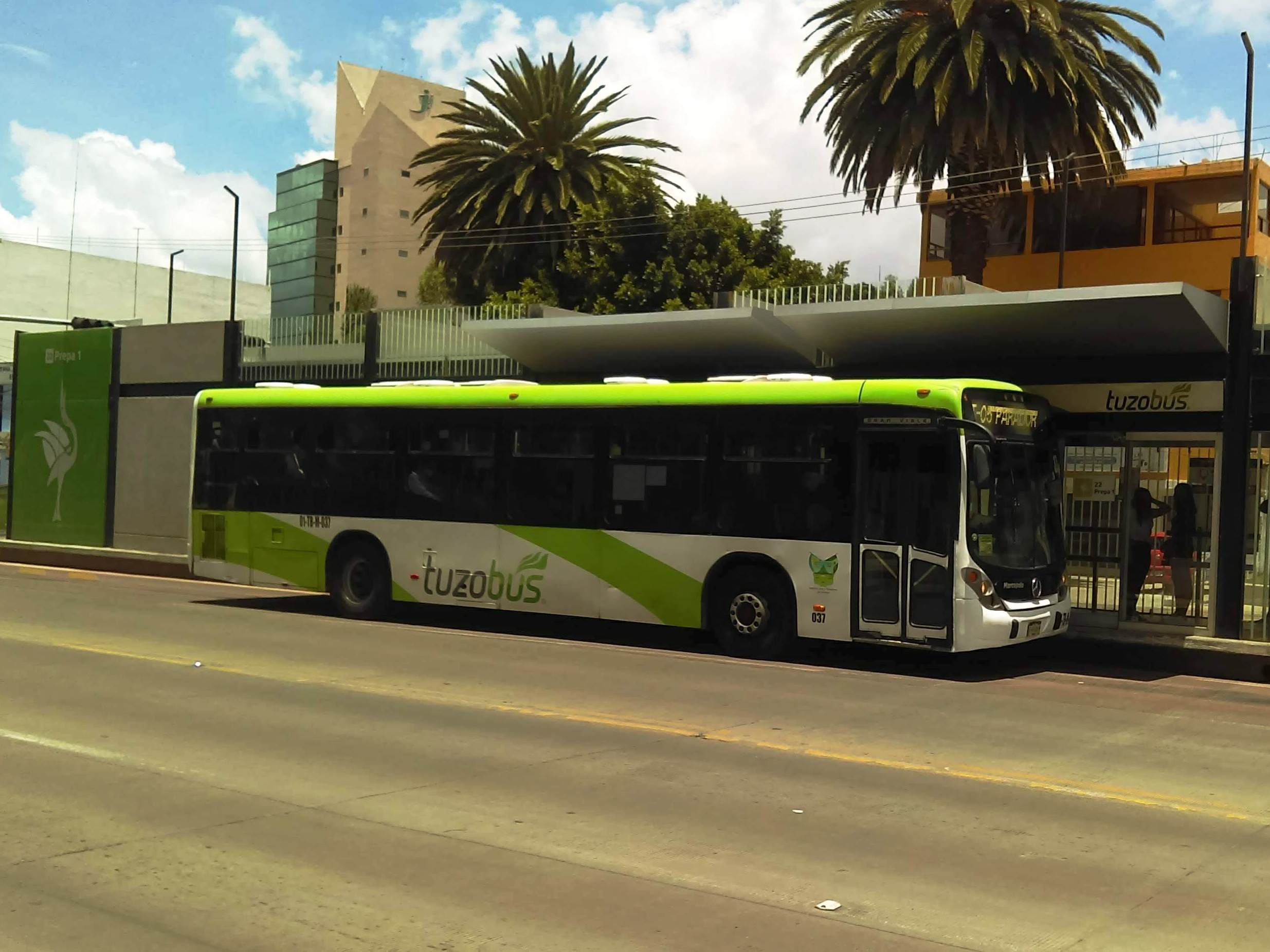
Estación Prepa 1 del Tuzobús.

El Tuzobús es un sistema de autobús de tránsito rápido para la zona metropolitana de Pachuca. El Corredor Téllez-Centro cuenta con 31 estaciones, y una longitud de 16.5 km; recorriendo la Carretera México-Pachuca, Blvd. Felipe Ángeles, el par vial Av. Benito Juárez-Av. Revolución, y en el Centro histórico de Pachuca de Soto las calles de Allende y Matamoros.
En el año 2008, el Gobierno del estado de Hidalgo planteó un sistema de autobús de tránsito rápido, como parte de un Proyecto Regional de Movilidad Urbana de la Zona Metropolitana de Pachuca. El 29 de octubre de 2013 arrancó de manera oficial la construcción de la ruta troncal.
El 16 de agosto de 2015 a las 07:00 a. m. fue inaugurado y puesto en funcionamiento la ruta troncal (Centro-Téllez), con la salida de dos unidades en ambos sentidos de Téllez hacia el centro de Pachuca y viceversa. El 24 de agosto de 2019 se inauguró la estación Central de Autobuses, el ciclopuerto y la conexión con la ciclovía del Río de las Avenidas.

#### Autobuses foráneos

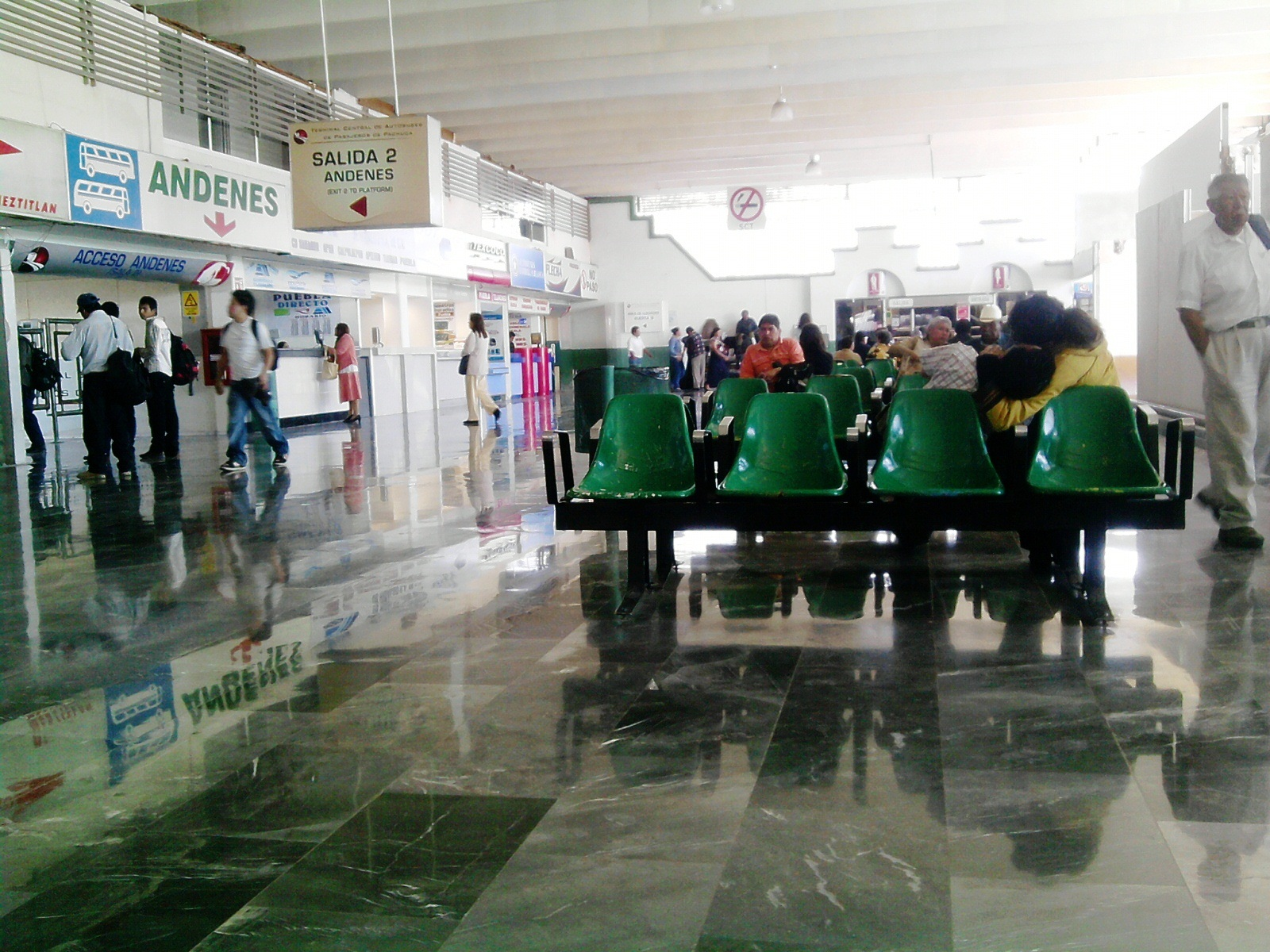
Sala de espera de la Terminal Central de Autobuses de Pasajeros de Pachuca Carlos Martínez Balmori.

Se cuenta con una terminal central de autobuses foráneos construida en 1977 denominada Terminal Central de Autobuses de Pasajeros de Pachuca Carlos Martínez Balmori. El flujo de pasajeros que transita en la central de autobuses de Pachuca alcanza de 19 000 a 20 000 pasajeros diarios, teniendo de 1500 a 1800 corridas diarias.
Los principales destinos de la terminal de autobuses son Ciudad de México (norte y oriente), Toluca de Lerdo, San Juan Teotihuacán, Ciudad Sahagún, Tulancingo, Huejutla de Reyes, Actopan, Ixmiquilpan, Tula de Allende, Santiago de Querétaro, Acapulco, Monterrey, Oaxaca de Juárez, Guadalajara y Tampico.

#### Aeropuerto

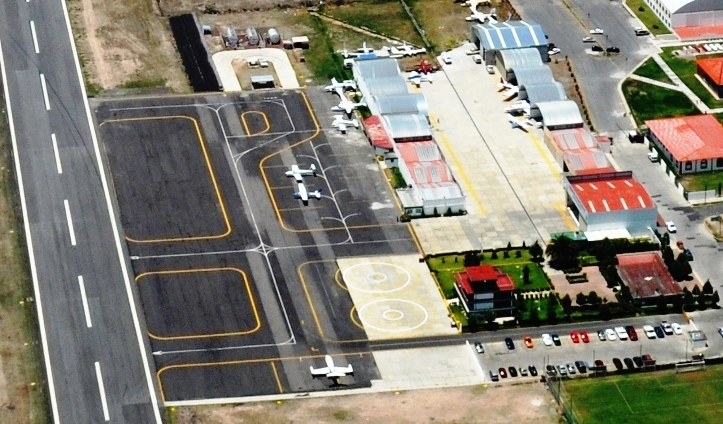
Panorámica del Aeropuerto Nacional Ingeniero Juan Guillermo Villasana.

El Aeropuerto de Pachuca, oficialmente llamado Aeropuerto Nacional Ing. Juan Guillermo Villasana, fue inaugurado en 1975 y llamado en honor a Juan Guillermo Villasana. Cuenta con servicios de escuela de aviación y taxi aéreo, es utilizado para vuelos de carácter privado y recreativos. Es un complejo de 36 hectáreas donde están distribuidas una torre de control, hangares, talleres. Alberga la base de los helicópteros del Gobierno de Hidalgo, así como la base de la Comisión Nacional de Búsqueda y Salvamento de Aeronaves Civiles (SAR México) en su delegación Pachuca.
Posee una pista de recubrimiento asfáltico de 2200 m de longitud, 26 m de ancho, la pista apunta al rumbo 033°/213°, en tanto los números indicativos en los extremos de la línea son 03 y 21. La elevación del aeropuerto es de 2316 m s. n. m. y la frecuencia de torre es 122.9. En la nomenclatura del código IATA se denomina PCA y en la nomenclatura del código OACI se denomina MMPC.
De acuerdo con la Secretaría de Comunicaciones y Transportes (SCT) la vigencia del complejo es hasta el 5 de diciembre de 2017. El 27 de noviembre de 2018, el Diario Oficial de la Federación (DOF) publicó la autorización del permiso de Servicios Generales SG 1952, otorgado por la Secretaría de Comunicaciones y Transportes (SCT) a favor de Compañía Aeroportuaria Hidalguense, para la construcción, administración, operación y explotación del nuevo aeródromo en Zapotlán de Juárez.

### Medios de comunicación

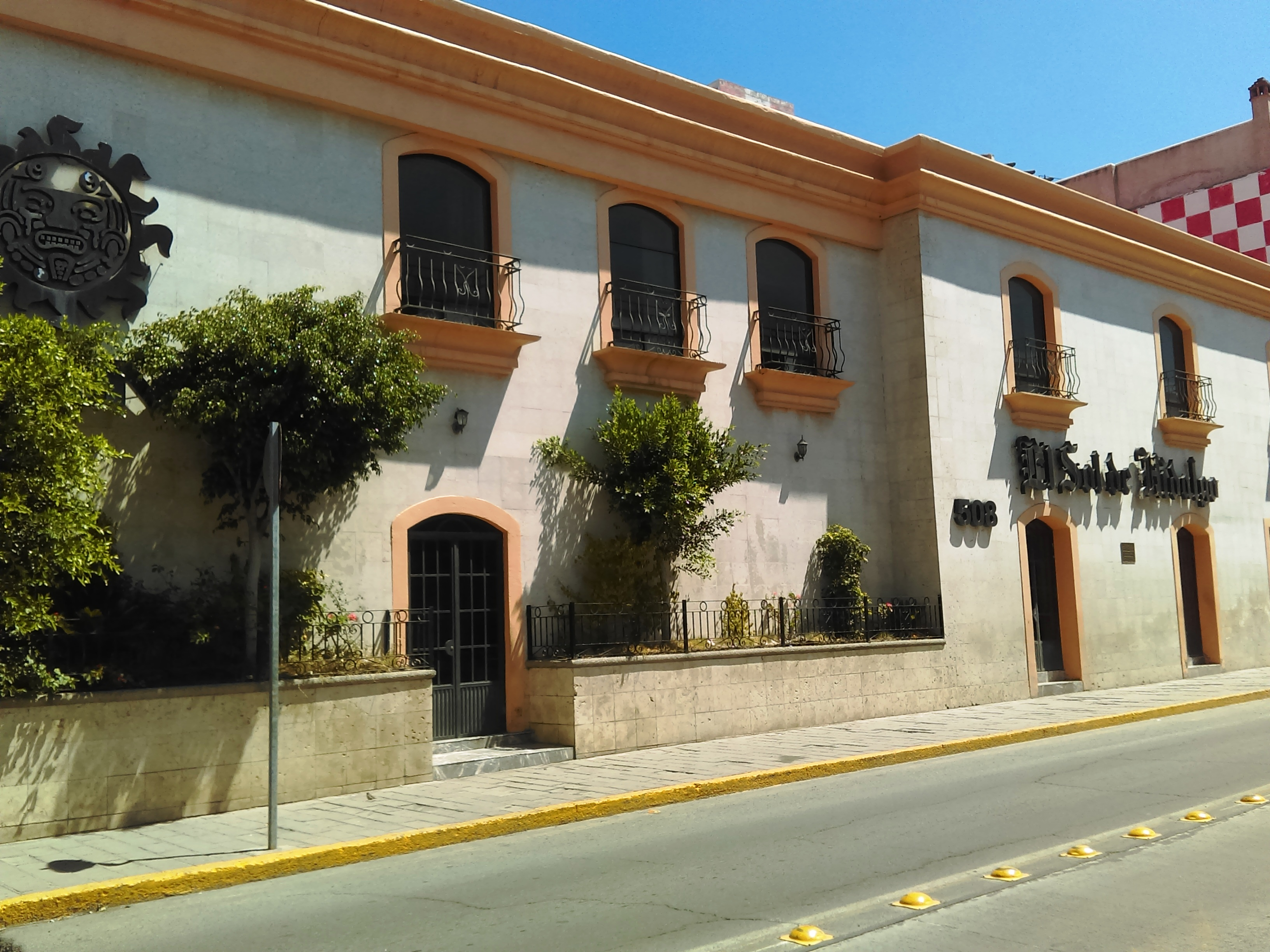
Edificio de El Sol de Hidalgo.

En Pachuca el 46.5 % de las viviendas cuentan con servicio de internet, el 51.8 % con televisión de paga, el 55.2 % con pantalla plana, 46.1 % con computadora, el 90.6 % con teléfono celular y el 47.2 % con teléfono fijo. Se cuenta además con cuatro oficinas de telégrafos y sesenta y cuatro oficinas postales.
En la ciudad se encuentra el organismo gubernamental Radio y Televisión de Hidalgo que opera un canal de televisión, el Canal 3 Pachuca (XHPAH-TV)  y una estación de radio, Hidalgo Radio en (XHBCD-FM). La Universidad Autónoma del Estado de Hidalgo maneja la estación Radio Universidad (XHUAH) y el canal de televisión Suma TV UAEH por el canal 13.1 (XHPEAH-TDT).
El Sol de Hidalgo es el principal periódico de la ciudad y del estado de Hidalgo fundado el 27 de junio de 1949; de periodicidad diaria con un promedio de circulación 27 727 ejemplares. Milenio Hidalgo es otro periódico de importancia en la ciudad fundado el 30 de marzo de 2004; de periodicidad diaria con un promedio de circulación 8929 ejemplares.

## Servicios públicos

### Agua potable y drenaje

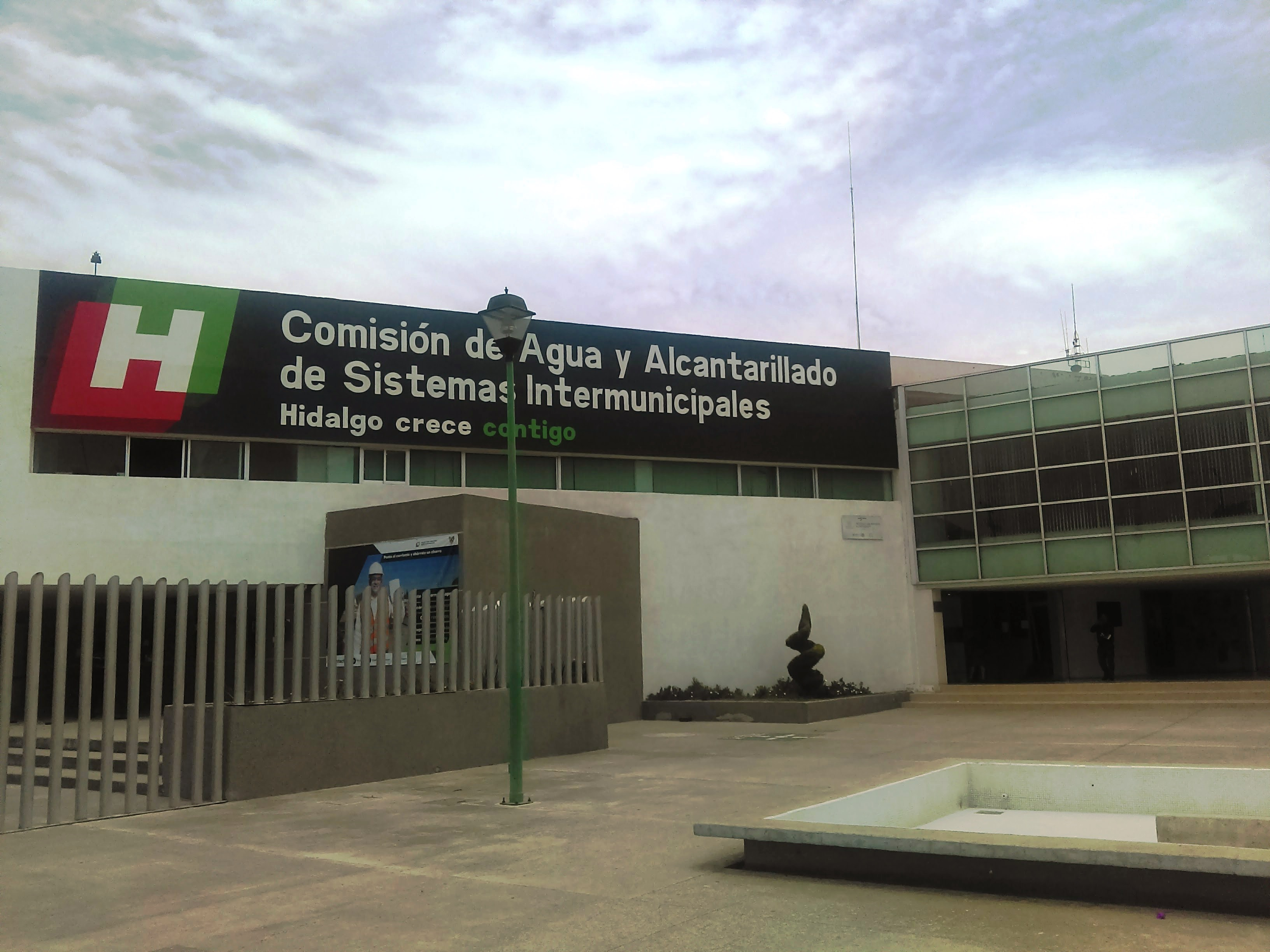
Edificio de la Comisión de Agua y Alcantarillado de Sistemas Intermunicipales.

La Comisión de Agua y Alcantarillado de Sistemas Intermunicipales (CAASIM), es un organismo público descentralizado de la Administración Pública del Estado de Hidalgo que brinda servicio a Pachuca y sus alrededores; entre sus atribuciones están los de: planear, programar, estudiar, proyectar, presupuestar, construir, rehabilitar, ampliar, operar, administrar, conservar y mejorar los sistemas de agua potable y alcantarillado, y así como el tratamiento de aguas residuales y rehúso de las mismas. La ciudad y sus alrededores consumen 1400 litros por segundo de agua. CAASIM desarticula mensualmente al menos 200 tomas clandestinas de robo de agua en la ciudad.
El servicio de agua potable cubre el 87.8 % de las viviendas; la ciudad cuenta con una sola red de abastecimiento de agua potable, la cual cuenta con tres represas que captan las aguas superficiales El Cedral, Jaramillo y La Estanzuela, ubicadas en Mineral del Chico. Se extrae agua de la Mina de San Juan Pachuca, donde se tienen pozos de 60 m de profundidad y otros a 150 m; por otra parte, existen tres grandes baterías de pozos que abastecen a la zona de agua potable:
- La primera batería conformada por 42 pozos se denomina Tizayuca-Pachuca, se encuentra diseminada a lo largo de 10 km, paralela a la Autopista México-Pachuca. Trece de estos pozos dan servicio a Pachuca, los 29 pozos restantes abastecen a la Ciudad de México.
- La segunda batería de 13 pozos, llamada Téllez, se localiza entre los poblados de La Higa, Santa Matilde y Estación Téllez, en un área aproximada de 450 hectáreas.
- La tercera batería formada por siete pozos es nombrada Palma Gorda, y se encuentra al sur de la batería Téllez.

La distribución del agua potable se lleva a cabo mediante líneas primarias y secundarias, conectadas con los diversos tanques, se cuenta también con cuatro plantas de bombeo y siete cárcamos de diferentes capacidades. Cuenta con ocho sistemas drenaje, donde el 99.1 % de viviendas están conectadas a la red pública, y el 99.5 % cuenta con servicio sanitario, en el resto prevalece la fosa séptica, río o barranca. En relación con el alcantarillado, cuenta con un sistema conformado por los drenes y colectores, El Venado, Río Sosa, Santa Julia, Colosio, La Paz y Ferrocarril. El alcantarillado está sometido a la configuración topográfica, encauzándose principalmente por gravedad en forma superficial, creando así un cauce principal denominado Río de las Avenidas, que atraviesa la ciudad de norte a sur.
En 2012 fue puesto en marcha el Acueducto Palma Gorda-La Paz, para el abasto de agua potable a la Zona metropolitana de Pachuca, que dispone de cuatro km de tubería de poliéster reforzado de 500 mm de diámetro. De la misma manera, puso en marcha plantas eléctricas que generan 231 000 kilovatios por hora para la operación de tres equipos de bombeo, con ello, se dispone, de un millón 54 000 m³ mensuales de agua que se extrae del ramal Laguna.

### Infraestructura eléctrica y de alumbrado

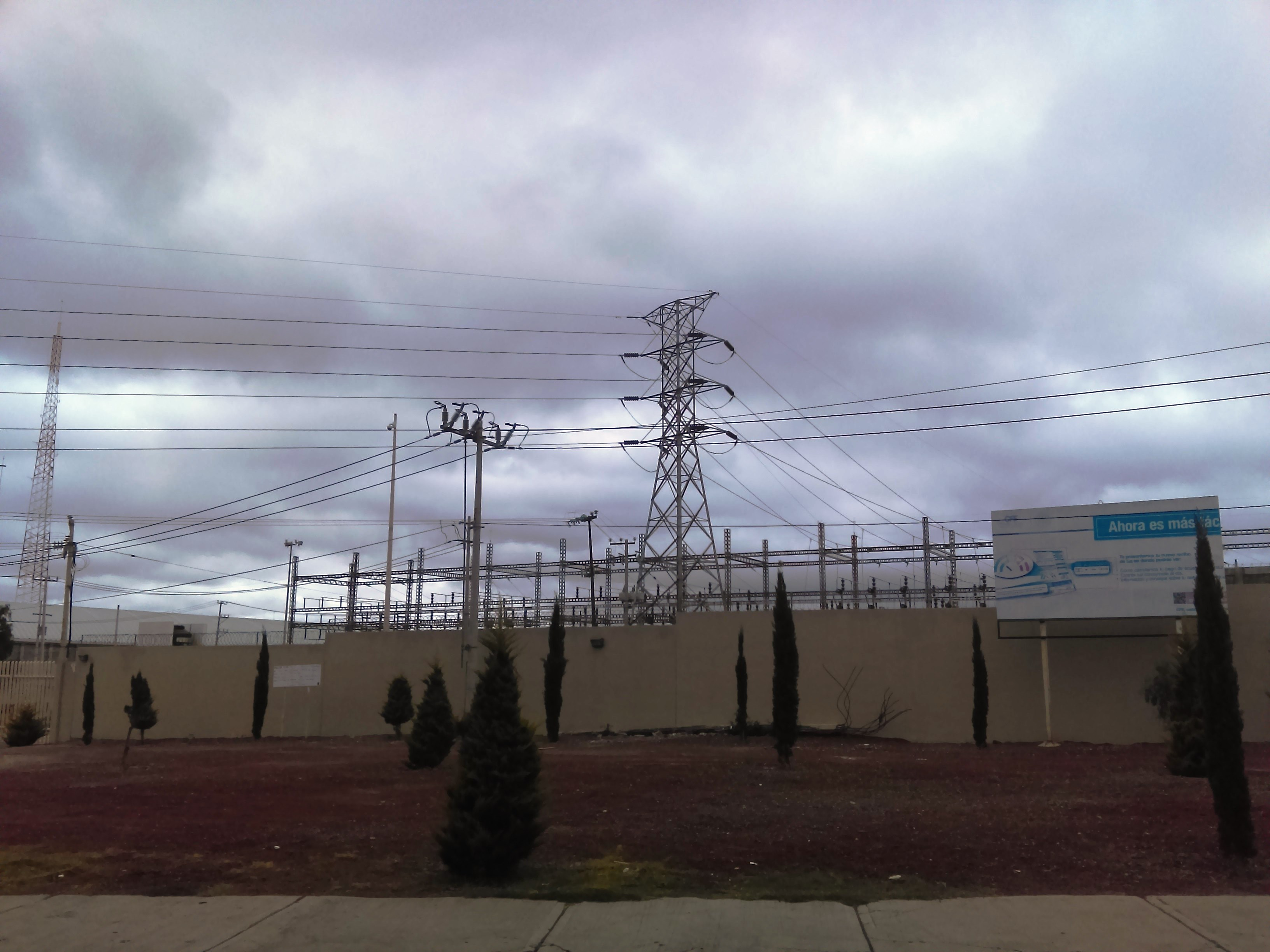
Subestación Eléctrica de Santa Julia.

El 24 de diciembre de 1854 se establece el alumbrado público a base de faroles en Pachuca. En 1887 se sustituyó el alumbrado que era de aceite por el de gas y el 5 de mayo de 1887, el presidente Porfirio Díaz, acompañado del gobernador Francisco Cravioto, inaugura el alumbrado público eléctrico de la ciudad.
El servicio de electricidad ha cubierto, el 99.7 % de viviendas. abarcando más del 90 % de las colonias, se encuentran en servicio alrededor de 16 628 lámparas de alumbrado. El servicio está a cargo de la Comisión Federal de Electricidad (CFE) División Centro Oriente (Puebla, Tlaxcala e Hidalgo).
El sistema eléctrico es abastecido principalmente por tres líneas, dos de las cuales proceden del sistema de Apaxco, denominadas Julia 1 y Julia 2; la tercera línea es conocida como Juandhó, procedente de Tetepango, y cuenta con una capacidad de 85 kilovoltios. El flujo de estas líneas llega a las subestaciones: PAC (Pachuca), localizada en la colonia Santa Julia; Parque Industrial Reforma, Móvil Dos Carlos y Pachuca Potencia ubicadas en el municipio de Mineral de la Reforma.
Los flujos son de tipo alterno bifásico y trifásico con una tensión de 220 voltios, utilizados en industrias, edificios y lugares con requerimientos de mayor voltaje y de corriente alterna monofásica de 127 voltios con un factor de potencia del 98 %, que es utilizada para uso doméstico, la mayor parte de la distribución es aérea; la capacidad instalada de energía es de 180 kilovoltios-amperes.
En la ciudad desde enero de 2008 se han puesto semáforos que utilizan energía solar fotovoltaica y eólica. Mediante un proceso de captación y transformación que inicia en los paneles solares con celdas fotovoltaicas que captan, la energía del sol, por otro lado la turbina eólica capta el viento; y ambas fuentes se transforman en electricidad, y son almacenadas en un banco de baterías. También se cuenta con una planta que capta el gas metano que produce la basura para convertirlo en energía eléctrica, para el servicio de alumbrado público, esta planta inició el 21 de diciembre de 2015.

### Sanidad

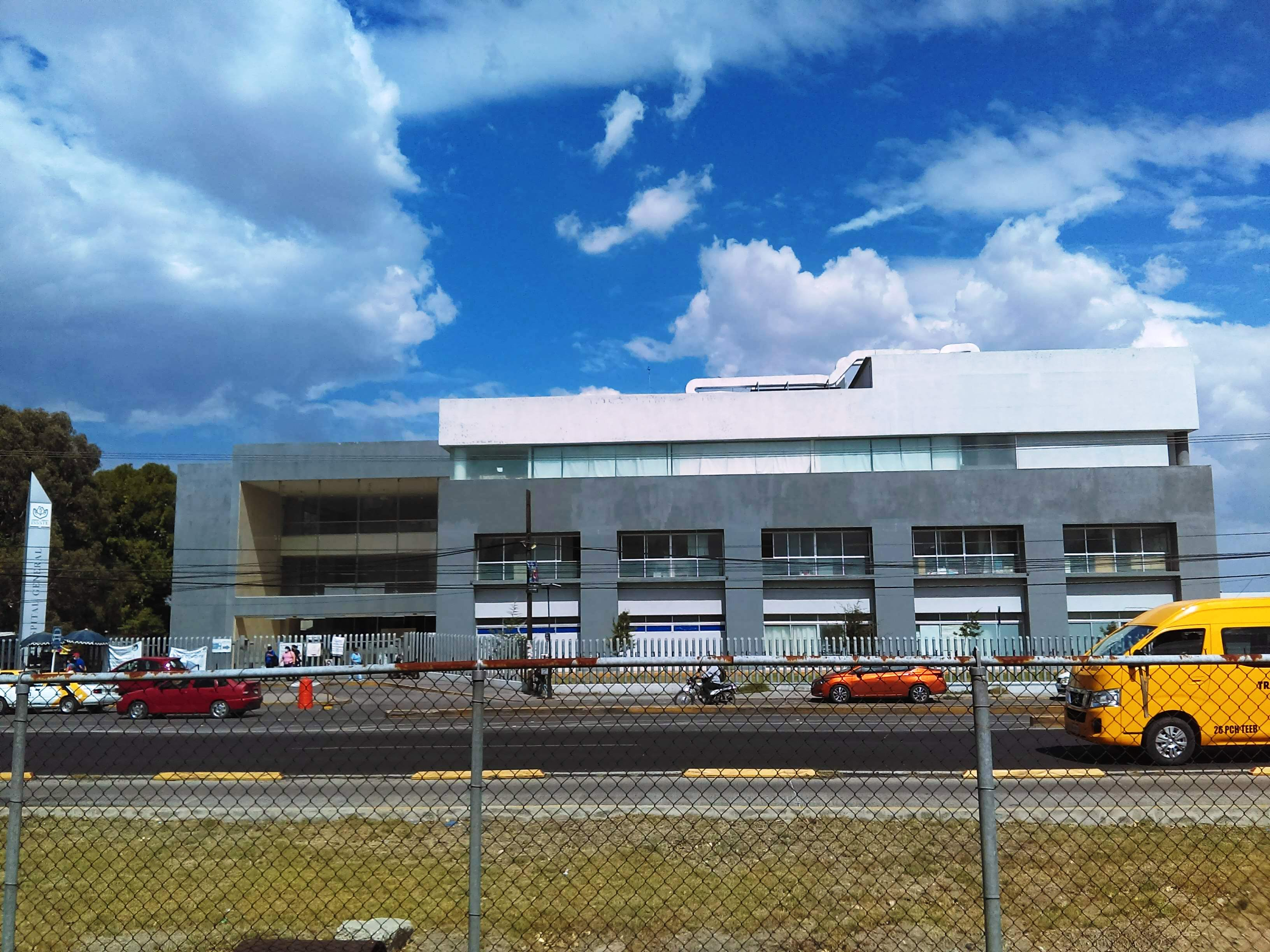
Hospital General Dra. Columba Rivera Osorio del ISSSTE.

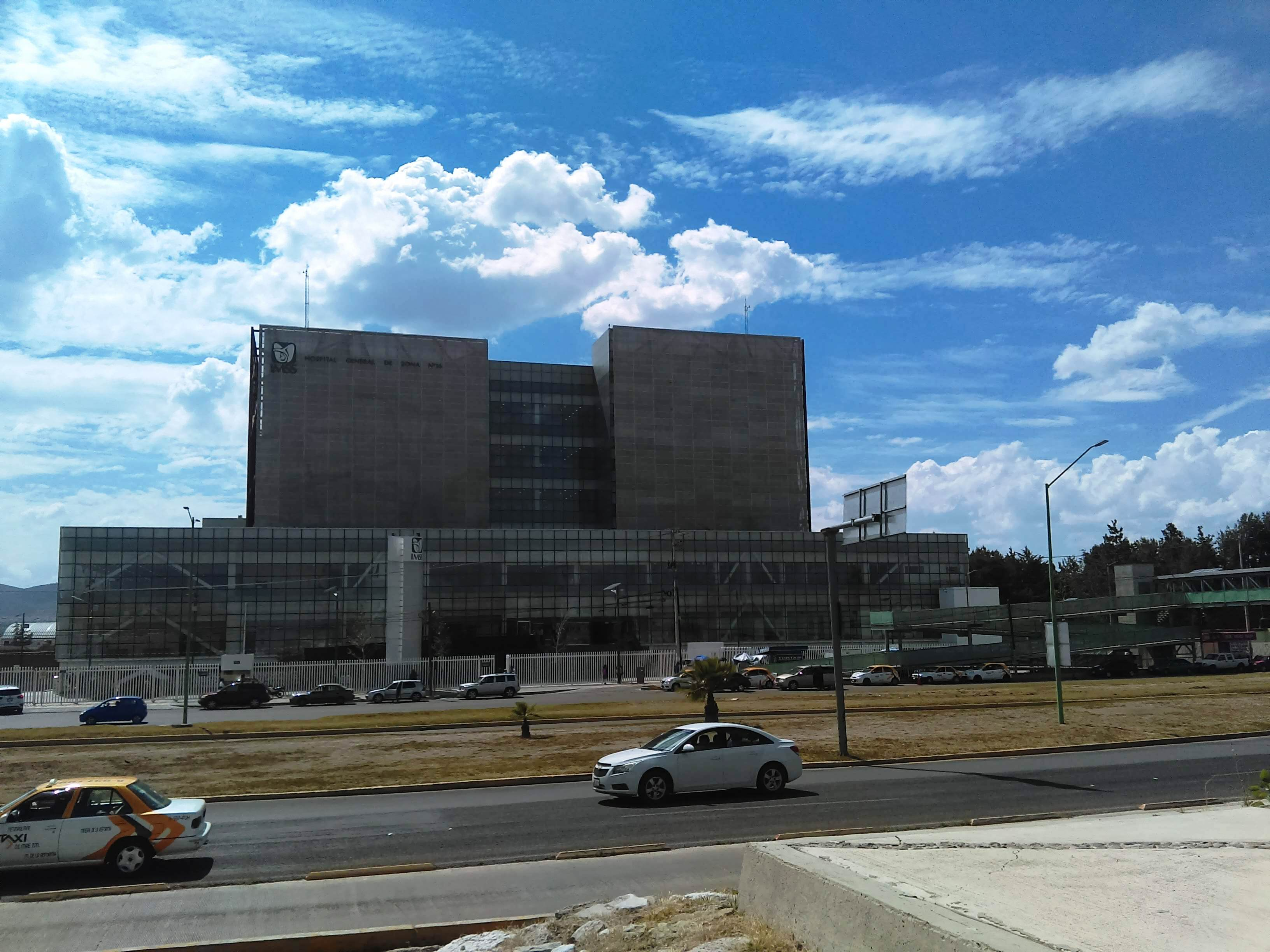
Hospital General de Zona n.º 36 del IMSS.

Entre los principales hospitales e instituciones médicas con los que cuenta la ciudad están el Hospital del Niño DIF que tiene la finalidad de otorgar atención médica a personas menores de 18 años; en un edificio que fue inaugurado el 25 de marzo de 2010. El Hospital General de Zona n.º 1 Dr. Alfonso Mejía Schroeder del IMSS fue fundado en 1975; promedia por día 1870 consultas, de las cuales 1146 consultas corresponden a medicina familiar, 557 a especialidades y 167 a urgencias. El Hospital General de Pachuca fue fundado en 1978; en promedio en un día se proporcionan 395 consultas de especialidad, 110 de urgencias y 33 cirugías de diferente índole.
El Hospital Materno Infantil que brinda servicio obstétrico, inaugurado en el año 2000. El Hospital General Dra. Columba Rivera Osorio del ISSSTE, inaugurado en 1975. El Hospital General Pachuca, ubicado en la Ciudad del Conocimiento en el municipio de San Agustín Tlaxiaca, abrió sus puertas el 26 de junio de 2023. El Hospital General de Zona n.º 36 del IMSS Pachuca, inaugurado en 2022. También se encuentran la Casa de Salud Beneficencia Española de Pachuca (privado), el Centro de Rehabilitación Integral Teletón (CRIT) y el Centro de Rehabilitación Integral Hidalgo (CRIH).
Entre los servicios de la Secretaría de Salud del estado de Hidalgo en Pachuca se encuentran el Centro Estatal de Atención Integral de las Adicciones (CEAIA); el Centro Estatal de Atención Geriátrica Integral (CESAGI); el Centro Ambulatorio para la Prevención y Atención de Pacientes con VIH/sida y Enfermedades de Transmisión Sexual (CAPASITS); la Unidad de Especialidades Médicas de Enfermedades Crónicas (UNEME EC) y la Unidad Especializada para la Prevención y Atención de la Violencia Familiar y Sexual (UEPAVFS). Así como dos unidades especializadas de apoyo a la atención médica: el Centro Estatal de la Transfusión Sanguínea (CETS) y el Laboratorio Estatal de Salud Pública (LESPH).

### Higiene
En Pachuca se genera anualmente un aproximado de 162 000 toneladas de volumen de residuos sólidos urbanos, y genera aproximadamente el 15 % de la basura del estado de Hidalgo. La ciudad cuenta con 36 rutas de recolección de basura, de las cuales 19 recolectan basura los días lunes, miércoles y viernes; y las 17 restantes los martes, jueves y sábado.
Los residuos recolectados provienen en un 72 % de los hogares, 12 % de mercados y rastros, 10 % de las industrias, y solo un 6 % de los hospitales. Del total de los residuos sólidos colectados, el 52 % son de origen orgánico y el 48 % inorgánico, de los cuales la mayoría son pañales desechables, papel, cartón, PET, metal, vidrio y textiles.
La basura de manejo especial como los residuos biológico-infecciosos de hospitales son tratados, por medio de un contrato de recolección específica. Otros desechos como escombros de casas, son usados para rellenar algún tiro, hoyo o cañada de la ciudad. Los animales muertos son levantados y llevados al relleno, donde hay una fosa para ese tipo de desperdicio, como el desecho de rastro, granjas y demás, y recibe un tratamiento antes de ser depositado.
El relleno sanitario fue inaugurado en noviembre de 1996. Antes de esta fecha, los residuos eran depositados en un tiradero a cielo abierto ubicado en la carretera México-Tuxpan, en un lugar conocido como Los Órganos. El relleno sanitario está ubicado en la población de El Huixmí, cuenta con 24 ha, y opera para recibir la basura de la ciudad, y los desechos de los municipios de Epazoyucan, Mineral de la Reforma, Mineral del monte, Mineral del chico, San Agustín Tlaxiaca, Zapotlán y Zempoala. Recibe cerca de 570 toneladas de basura por día, y en el trabajan cerca de 50 pepenadores por turno.

### Seguridad ciudadana

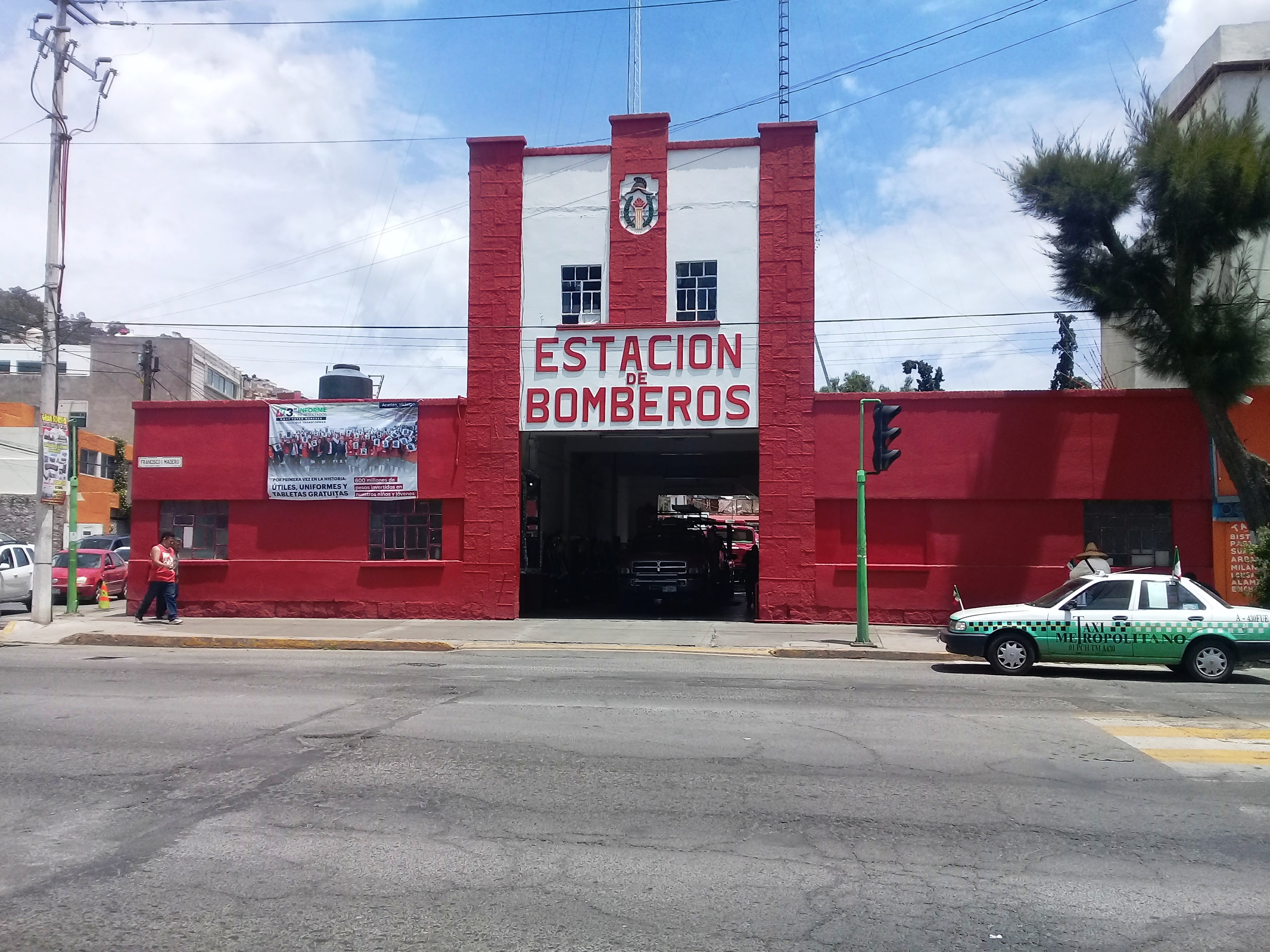
La estación de bomberos ubicada sobre Avenida Madero, fue construida en 1951 y es la más antigua de la ciudad.

En cuanto a seguridad ciudadana, el organismo encargado es la Secretaría de Seguridad Pública, Tránsito y Protección Civil Municipal; que maneja al Cuerpo de Bomberos y la Policía de la ciudad. En 2017 la ciudad cuenta con 489 elementos de policía, y en con 60 bomberos activos. La ciudad cuenta con una estación de bomberos y dos subestaciones.
En la ciudad se encuentra instalada la sede de la XVIII Zona Militar del Ejército Mexicano. El 6 de octubre de 2010; la policía preventiva de Pachuca, se asume a través de la Secretaría de Seguridad Pública del Estado de Hidalgo, dirigiendo a la policía en su labor de prevención y reacción operativa contra los delitos del fuero común, denominado como el mando único policial de la entidad.
En 2015 se reportaron cinco agencias del Ministerio Público del fuero común con 119 agentes a su cargo. Mientras que para los delitos de orden federal, hay una agencia con 21 agentes. Las estadísticas en cuanto a conductas de mayor incidencia en la ciudad son alterar el orden público, conducir en estado de ebriedad, realizar actividades que induzcan a la práctica de algún vicio, faltar el respeto a persona o autoridad, dañar fachadas, accidentes de tráfico y delitos.

## Economía

### Industria

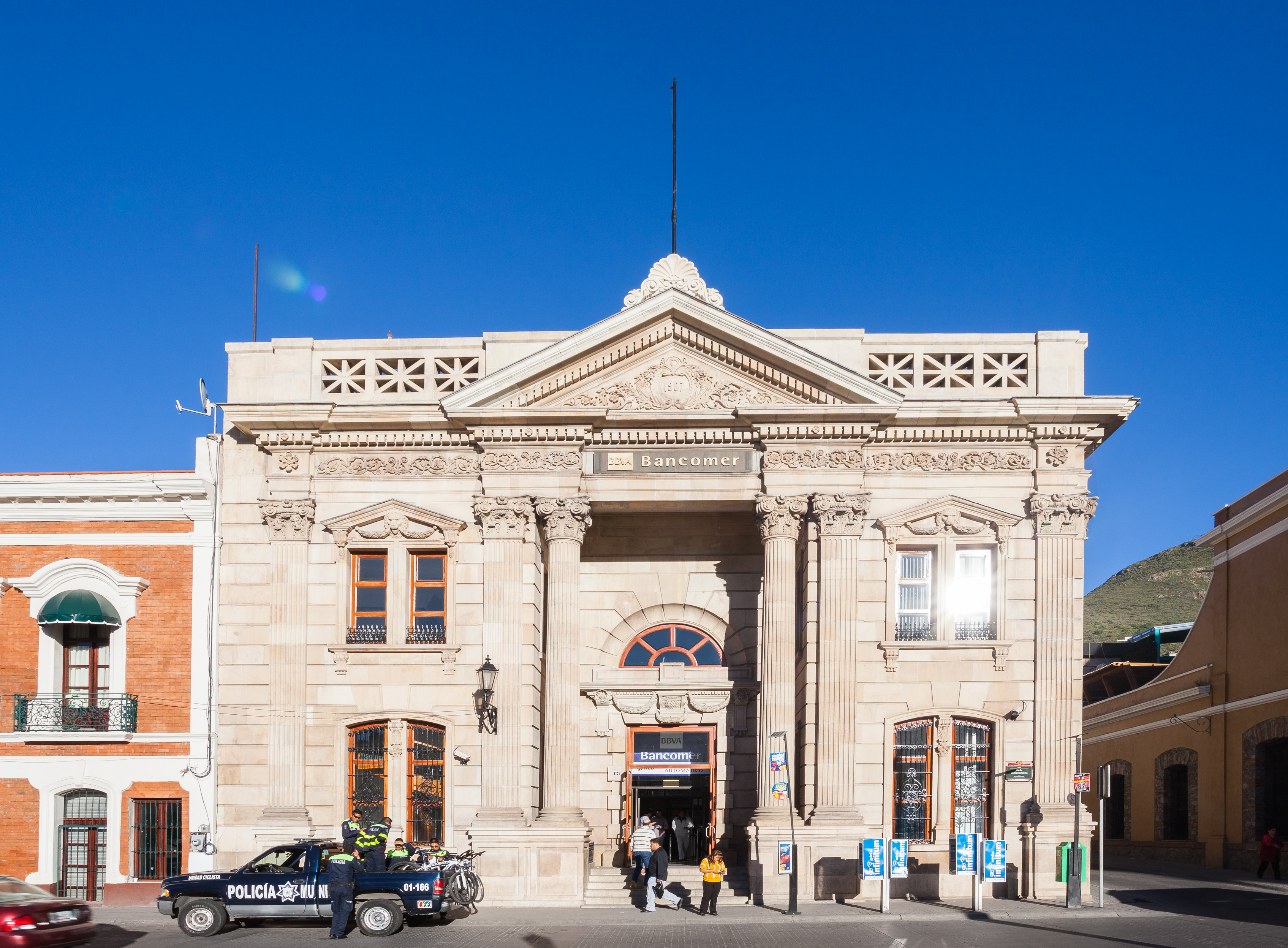
Edificio Bancomer inaugurado en 1905, antigua sede del Banco de Hidalgo, desde 1943 alberga una sucursal bancaria de BBVA Bancomer.

Para el producto interno bruto (PIB) no se cuenta con una estimación para los municipios, aunque existe información censal que da cuenta de las características de sus economías. Un estudio estimo un PIB de 66 478 millones de pesos en 2018; y se estima que aporta el 13.6 % del producto interno bruto estatal. En 2015 registró un índice de desarrollo humano (IDH) de 0.834 (Muy Alto); con estos datos ocupó el 2.º lugar en Hidalgo por IDH.
Las industrias se encuentran al sur de la ciudad, donde se encuentran los parques industriales La Reforma y Metropolitano localizados en Mineral de la Reforma. También se encuentra el Parque Industrial PLATAH, en Villa de Tezontepec.
En Pachuca de Soto existe un total de 61 sucursales bancarias de Banamex (13), BBVA (7), Santander (7), Banco Azteca (6), Scotiabank (6), HSBC (5), Banorte (4), otras (13). Pachuca de Soto cuenta también con oficinas de banca de desarrollo, las cuales corresponden a Banobras, Bancomext y Bansefi con dos oficinas. La Bolsa Mexicana de Valores cuenta con instalaciones propias en la ciudad de Pachuca, en las que se realiza permanentemente el respaldo de la operación bursátil.

### Minería

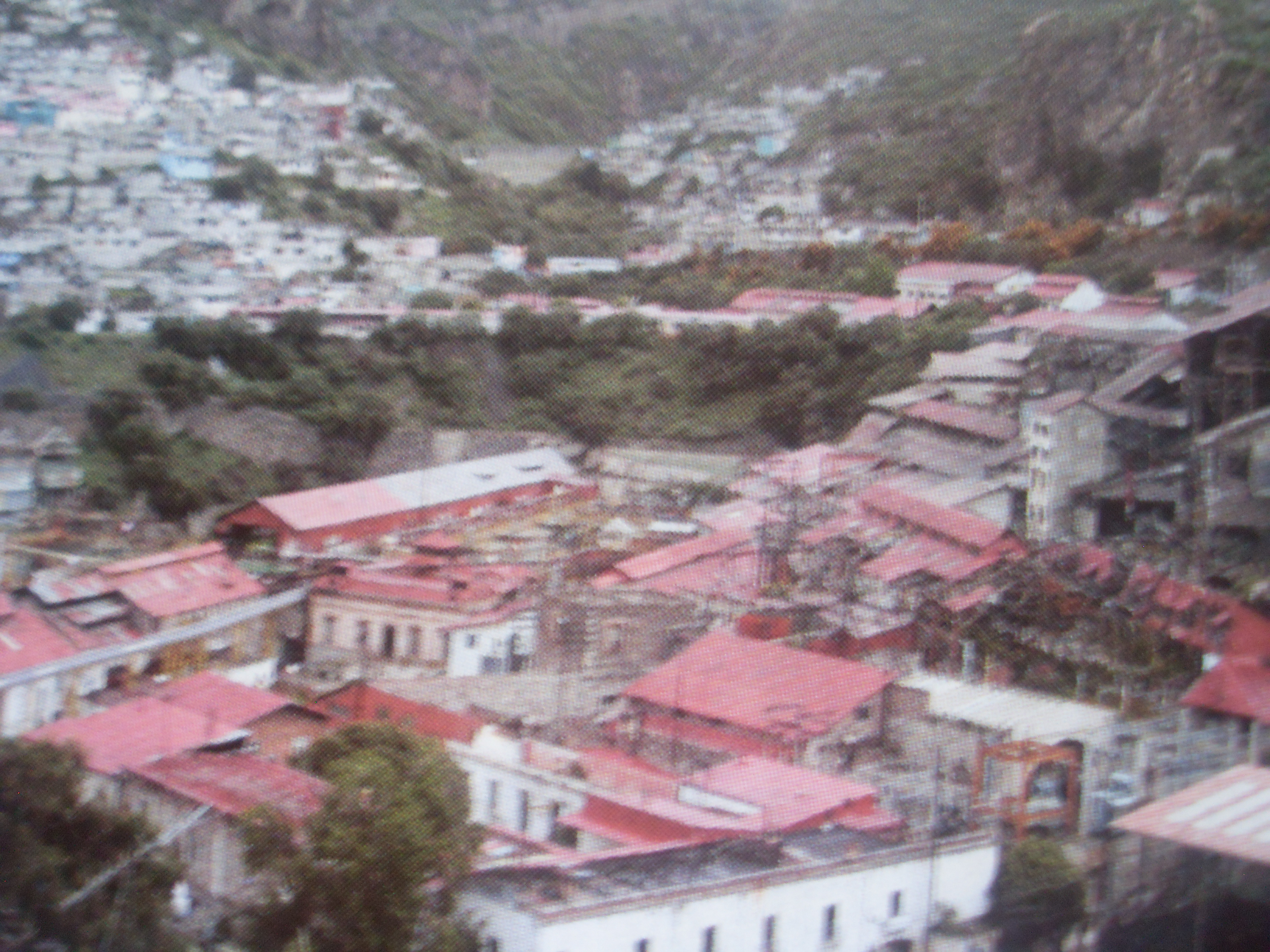
Hacienda de Beneficio de Loreto, a este lugar llegaban por vías subterráneas todos los minerales extraídos de las minas de la zona.

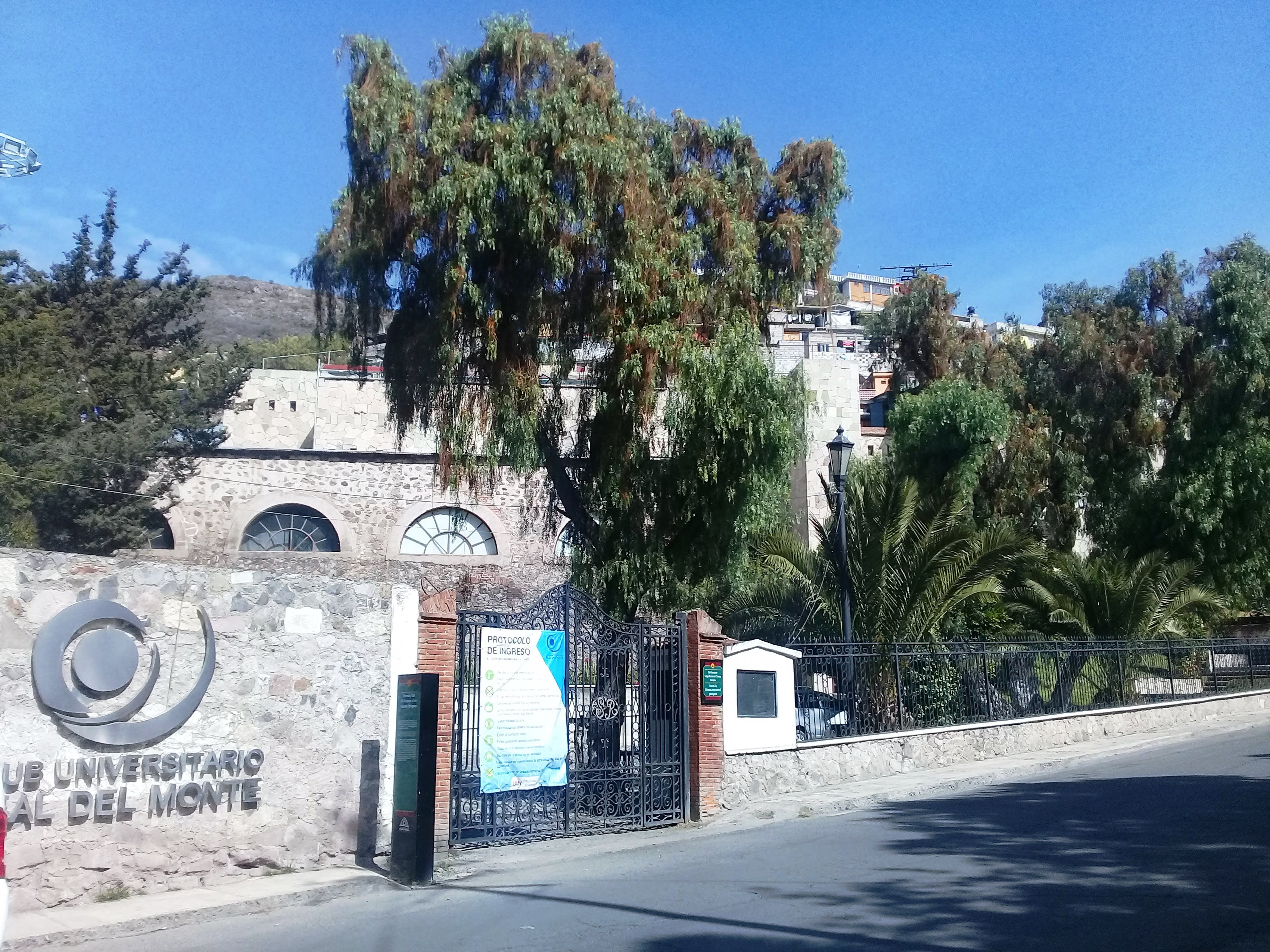
Antigua Hacienda de La Purísima Concepción, el sitio en que se inventó el método de patios.

Geológicamente pertenece a la subprovincia del Eje Neovolcánico, su formación es de origen ígneo extrusivo formado en la era cenozoica en el periodo terciario, época de oligoceno o mioceno y probablemente pleistoceno con una edad aproximada de entre 25 y 5 millones de años.  Dentro de su territorio se han dado yacimientos geológicos caracterizados por tener valores ricos en plata, oro, metales básicos y yacimientos de tipo volcánico y material pétreo.
Existen vetas ubicadas al norte, con longitudes promedio de 2.5 km; en relación con bancos de material volcánico o material pétreo se ubican al centro del municipio yacimientos caracterizados por brindar materia prima a los procesos de la industria cementera y de la construcción. El distrito minero se localiza al norte de la cuenca de México, en la Sierra de Pachuca, en la provincia metalogenética denominada Eje Neovolcánico, lo cual explica la presencia de depósitos polimetálicos de plata, plomo, zinc, cobre y oro, este distrito se divide en dos áreas: Pachuca y Mineral del Monte.
La principal compañía minera es la Compañía Real del Monte y Pachuca, es la empresa minera más importante del estado a nivel productivo e histórico, fundada a principios del siglo XIX. La compañía fue propiedad de capitales de origen distinto: británico de 1824 a 1849, mexicano de 1850 a 1906, estadounidense de 1906 a 1947 y paraestatal mexicana de 1947 a 2009, y privado desde entonces. En el Cerro de San Cristóbal se encuentran la mina Cuixi, metros más abajo, la mina El Porvenir. La mina San Buena Ventura, se encuentra donde se juntan los cerros de San Cristóbal y La Magdalena. En el barrio El Arbolito están las minas de Analcos, San Cristóbal, Rosario, y San Juan Pachuca. En la carreta de La Estanzuela, se encuentra la mina de Camelia.
En el antiguo camino a San Miguel Cerezo, que era el paso de los trabajadores para subir al pueblo, están la mina del Cristo, Santa Úrsula, San Buena Ventura, Santa Ana, El Bordo, La Luz, Sacramento, Dinamita, y Escandón. Otras de las minas importantes, se encuentran en el Cerro de Cubitos, la mina Paricutín, también llamada de Nueva Australia, la mina Mariposa y la de Minerva. Cerca de la mina de Paricutín se encuentra la mina El Álamo. En el barrio El Lobo está una, del mismo nombre, entre las calles de Bugambilia. La mina de Santiago, que se encuentra arriba de la calle de Ocampo.
La mina de San Juan Pachuca tiene una profundidad de 400 metros, y se junta con varias minas. Se comunica con la mina de Paraíso; en el nivel 100, a la mina de San Francisco; en el 250, a la mina de Fortuna, que comunica con las minas de Real del Monte como la de Acosta, la Dificultad, la Purísima, Dolores, La Rica,  y otras. En el nivel 370 comunica con las minas de Santa Ana y El Bordo. Además está unida a la Hacienda de Beneficio de Loreto, la cual se ubica en la cañada donde inicia su curso el Río de las Avenidas. Originalmente en ese sitio existieron dos haciendas, la de la Luz y la de Loreto, divididas por el río. En los últimos años del siglo XIX se cubrió el río quedaron unidas, y prevaleció el nombre de Loreto. La Compañía de Real del Monte y Pachuca la convirtió en su principal sitio de beneficio de minerales; sobre todo cuando dejaron de operar alrededor del año 1900, las haciendas de Santa María Regla y San Miguel Regla.

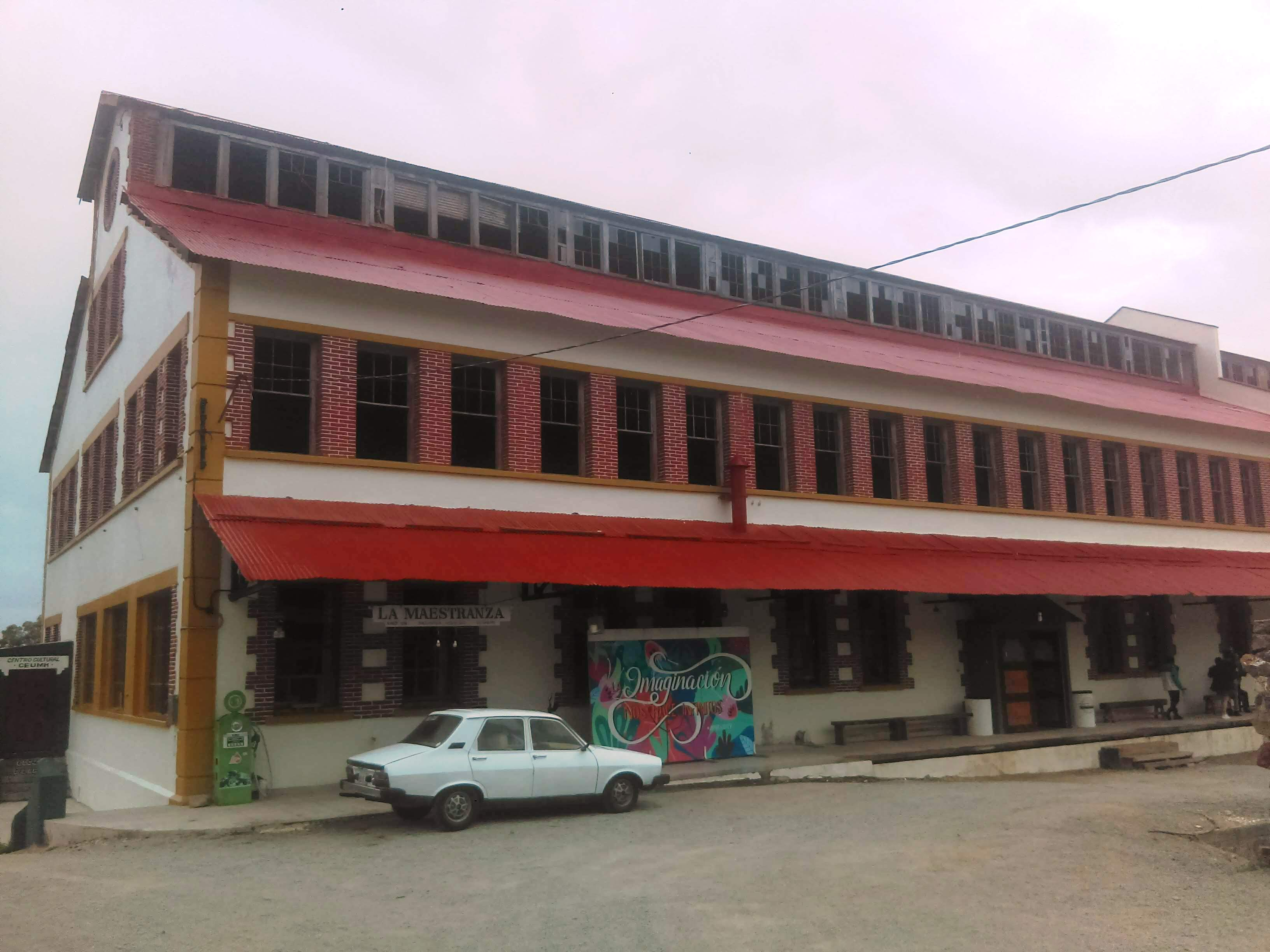
Talleres de Maestranza donde se fabricaban todo tipo de repuestos y herramientas para la Compañía Real del Monte y Pachuca.

El Socavón Girault, llamado así por Edmundo Girault, administrador la Compañía Real del Monte y Pachuca hacia fines del siglo XIX. Este Socavón es la unión entre el Real del Monte y Pachuca. Mide tres metros de alto por tres de ancho, con longitud de 2600 metros; con un nivel de profundidad, partiendo de Loreto en el nivel cero, de 156 metros en El Xotol, de 171 metros en Camelia, de 213 metros en San Rafael, terminado en Dolores con 270 metros. Cuenta con un canal de piedra de 80 por 80 cm, con una banqueta cubriendo el canal. Tiene vías de fierro de 90 cm de ancho para una máquina eléctrica motor alimentada por la parte superior.
En Pachuca, aparte de la Hacienda de Loreto, se tenía la Hacienda de Guadalupe; Purísima Grande, que estaba a la salida de la carretera a Real del Monte; Purísima Chica, que estaba en la calle de Felipe Carrillo Puerto. Aunque cada vez va en pique la actividad de este rubro, esto generó el cierre de las minas: El Álamo, en 1994; La Purísima, en 1996; San Juan Pachuca y La Rica en 2005; dejando con la extracción de oro y plata a la Hacienda de Beneficio de Loreto. En 2011 las minas de San Juan Pachuca y de El Rosario fueron reabiertas. En 2019 la minería empleo apenas a unos 260 mineros.

### Comercio

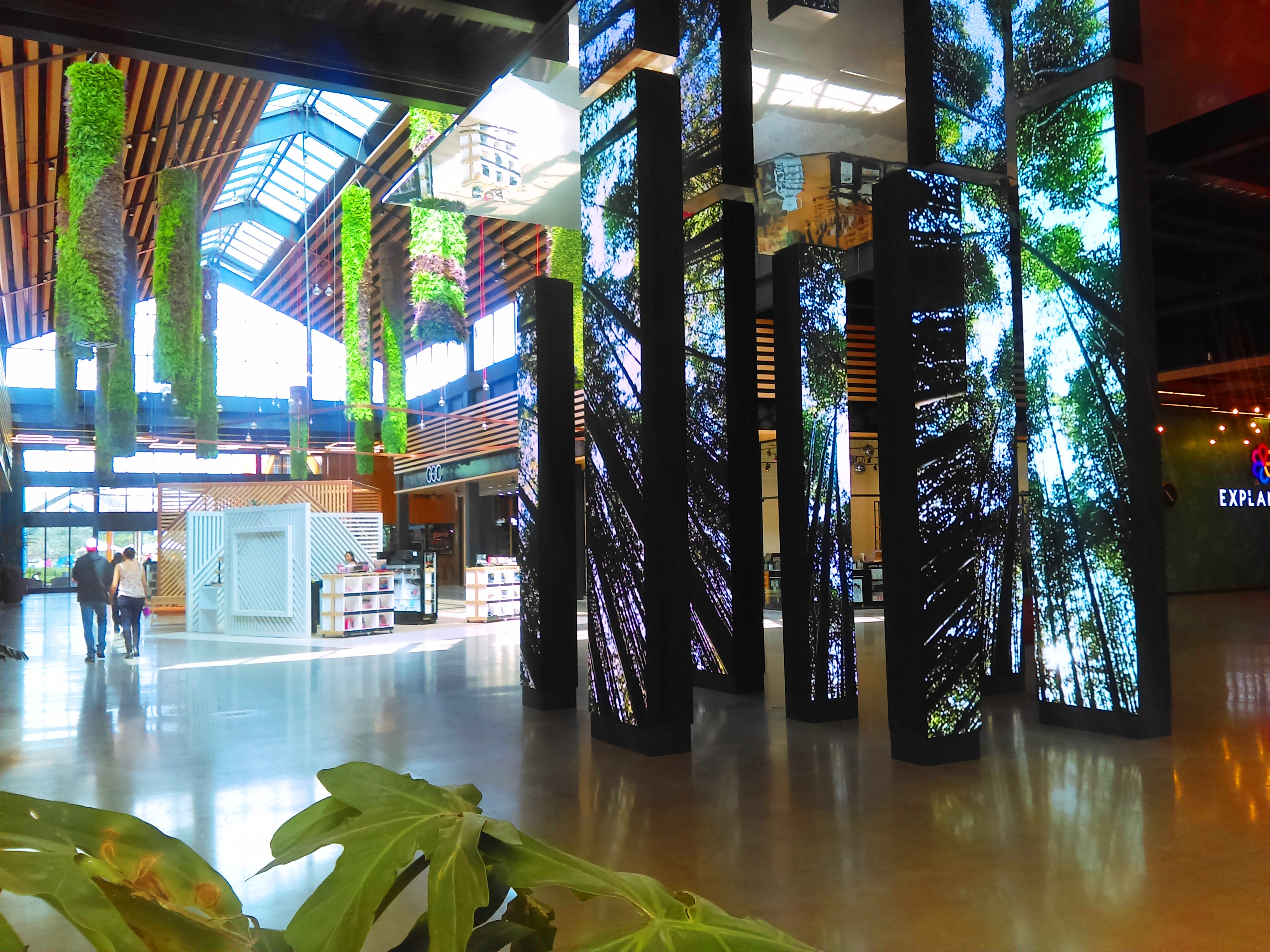
Centro comercial Explanada Pachuca, inicio actividades el 26 de septiembre de 2019, inaugurada formalmente el 24 de octubre de 2019.

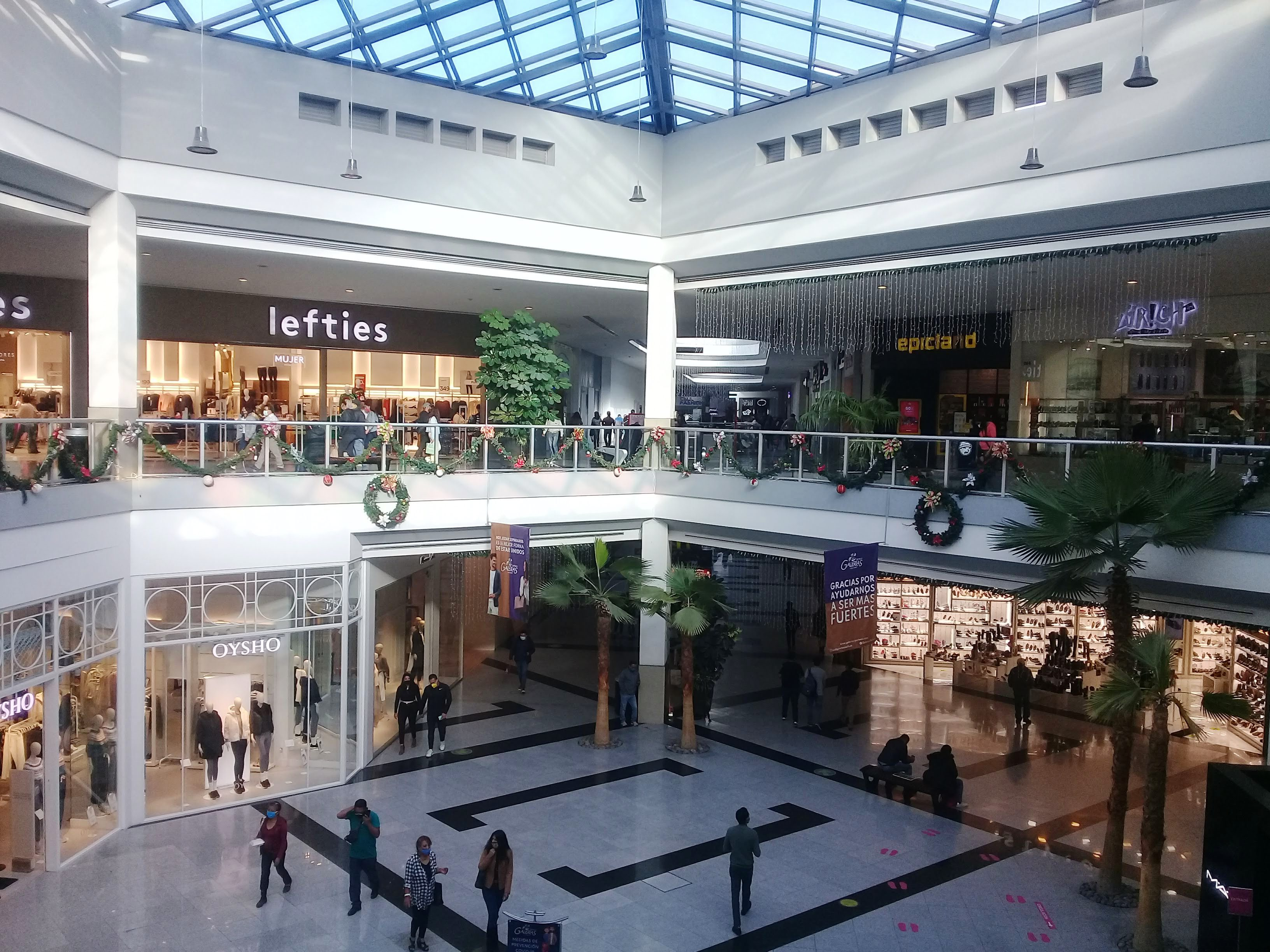
Centro Comercial Galerías Pachuca, inicio actividades en octubre de 2003, inaugurada formalmente el 10 de enero de 2004.

El comercio, es la principal actividad económica, este sector es de gran importancia por la derrama económica que deja al municipio, ya que da cabida a un gran número de personas dentro de diferentes ramas del mismo sector; Pachuca tiene once mercados públicos. En el año de 1980 llegó a la ciudad la primera tienda de autoservicio.
La ciudad cuenta con una Central de Abastos construida en 1980, ocupa alrededor de 7.3 ha, y cuenta con 358 negocios del sector frutas, verduras, cremerías y abarrotes. Entre los principales mercados de la ciudad se encuentran el Mercado 1.º de mayo inaugurado en 1926; el Mercado de Barreteros inaugurado en 1927; el Mercado Benito Juárez inaugurado en 1987; y el Mercados Miguel Hidalgo también conocido como "La Fayuca" inaugurado en 1993.
El principal tianguis de la ciudad es el denominado "La Barata", desde finales del siglo XVII, se reporta la existencia del tianguis que se colocaba en la Plaza Constitución; en 1980, la Barata fue trasladada a la explanada de la Central de Abastos. En la ciudad en distintos días se instalan tianguis en diversas colonias como: Piracantos, Villas de Pachuca, San Cayetano, Plutarco Elías Calles, El Palmar, El Parían, Fernández de Lizardi, La Raza, Juan C. Doria, El Tezontle, ISSSTE, Venta Prieta, Parque de Poblamiento 1.ª Secc, Abundio de Antorcha Campesina y Mártires del 18 de agosto. El más antiguo está en San Cayetano, se coloca los domingos y es uno de los más famosos de Pachuca; otro conocido es el del Parían que se instala desde septiembre de 1993.
En su zona metropolitana los tianguis registrados son: El Saucillo, Los Tuzos, 11 de julio, Forjadores, La Calera, Santiago Jaltepec, El Chacón, Azoyatla, Pachuquilla y La Providencia.  Entre los centros comerciales más importantes de la ciudad se encuentran: Galerías Pachuca, Plaza Gran Patio, Plaza Bella, Plaza del Valle, Parque Vértice Pachuca, Plaza Gran Sur Plaza Villas y Explanada Pachuca. En la zona conurbada muy cerca de los límites municipales, en Mineral de la Reforma se encuentran: Plaza Universidad y Plaza Q.

### Turismo

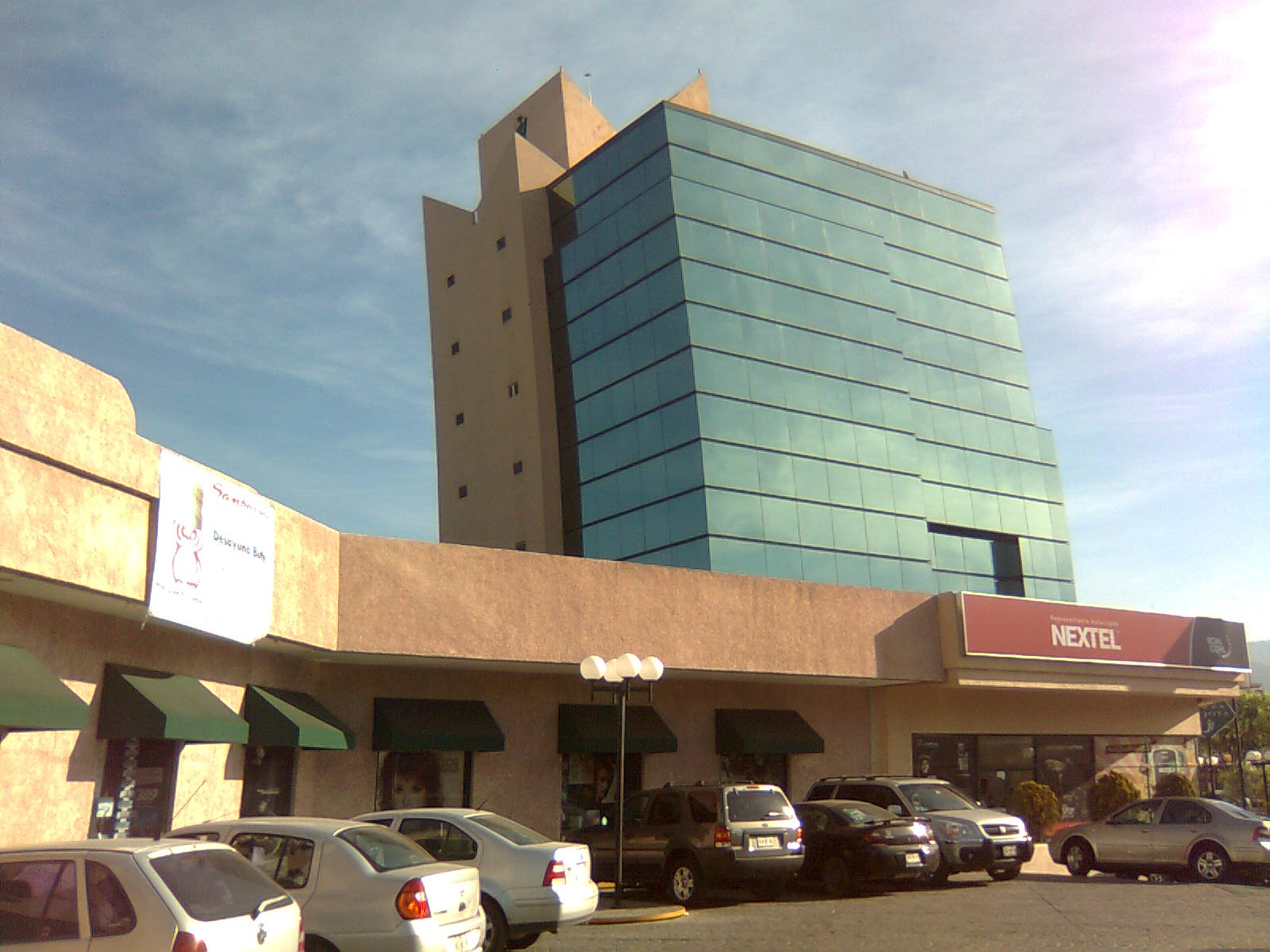
Hotel y plaza comercial en Pachuca.

En Pachuca se estima que el sector turístico aporta el 4.85 % del PIB. En 2015 la infraestructura turística con la que cuenta es la siguiente: 24 hoteles, cuatro moteles, una casa de huéspedes, 101 restaurantes, 18 cafeterías, y 19 bares.
Los principales atractivos turísticos de la ciudad son los edificios, monumentos y museos del centro histórico, así como los distintos centros culturales en las otras partes de la ciudad destacando el Parque David Ben Gurión. Pachuca cuenta con dieciséis museos, veintisiete construcciones de patrimonio cultural del INAH; y treinta y un construcciones religiosas que constituyen un importante atractivo turístico. En el destino de Pachuca se encuentran dos sitios de naturaleza arqueológica que no llegan a constituir zonas arqueológicas registradas por el INAH, estos sitios son: Pequeños basamentos prehispánicos ubicados al sur de la ciudad en barrio Las Palmitas y un sitio arqueológico ubicado a kilómetro y medio al norte del Panteón Municipal.
La Feria de Pachuca de Soto recibe un promedio de 750 000 a 850 000 visitantes por edición. Uno de los productos más solicitados por los turistas son los pastes. El Estadio Hidalgo es un principal atractivo turístico especialmente durante los partidos de la Primera División del Fútbol Mexicano. En la ciudad circula el "Tranvía Turístico de Pachuca", instalado en 2003 que recorre los principales atractivos del centro de la ciudad.

## Deporte

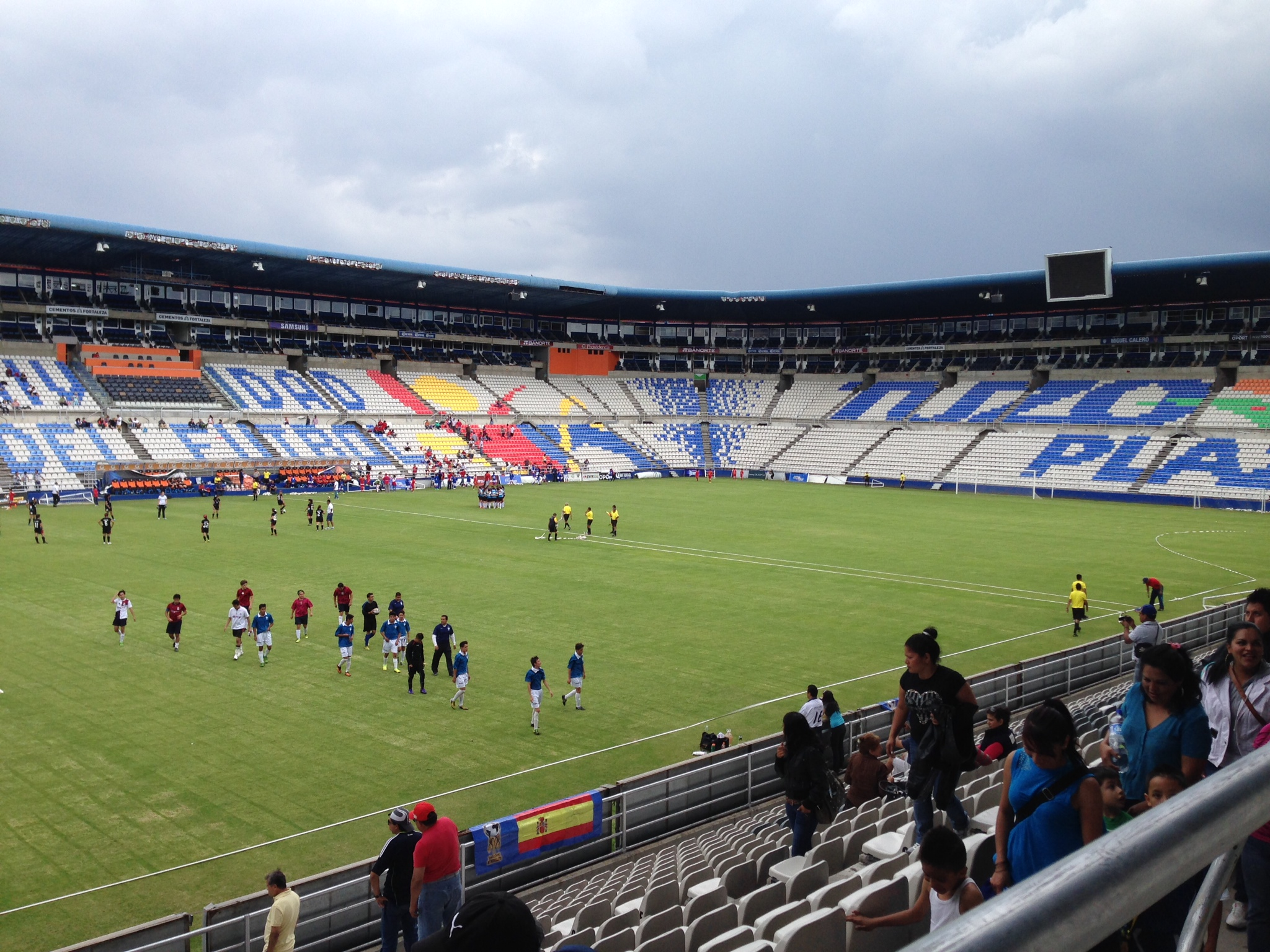
Estadio Hidalgo sede del Club de Fútbol Pachuca.

El deporte más practicado es el fútbol, la ciudad es sede del Club de Fútbol Pachuca que juega en la Primera División de México, fundado por mineros ingleses de Cornualles que lo denominaron "Pachuca Athletic Club'", el cual se considera como el primer club de fútbol oficial de México; el cual ha ganado en siete ocasiones la Liga Mexicana, cinco veces campeón de la Concacaf Liga Campeones, en 2006 ganó la Copa Sudamericana y ha participado en cuatro ocasiones en la Copa Mundial de Clubes de la FIFA. Dentro de la Primera División Femenil de México es sede del Club de Fútbol Pachuca. La  ciudad fue una de las ciudades sede de la XIV Copa Mundial Sub-17 de la FIFA, que se disputó del 18 de junio al 10 de julio de 2011.
Anualmente en la ciudad se realiza el "Circuito Excelencia Charra" donde participan distintos equipos, después de una serie de eliminatorias por todo el país. Además la ciudad ha sido cede del "Congreso y Campeonato Nacional Charro" en seis ocasiones en 1946, 1980, 1985, 2000, 2010 y 2017. En 1985 fue realizado en el Lienzo Charro Nicolás Romero demolido en 1993, ubicado en la actual Plaza Bella; los tres últimos se han realizado en "Lienzo Hidalgo, Cuna de la Charrería".
El golf fue introducido entre 1822 y 1825 con el ingreso de compañías mineras británicas; se sabe que en 1898, un miembro del consejo directivo del club escocés de Saint Andrews, visitó un campo de golf en Pachuca; para 1924 se funda en la ciudad el Pachuca Country Club. Existen algunas disciplinas que se practican también en el ámbito amateur o profesional como el fútbol americano, basquetbol, béisbol, voleibol, ciclismo, frontón, karate, judo, ajedrez, ping-pong, natación, ráppel, corrida de toros, lucha libre, box, gimnasia, etc.

### Centros deportivos
La ciudad cuenta con doce albercas, cuatro campos de béisbol, veintisiete de fútbol, treinta y dos de baloncesto, veinte de voleibol, diez unidades deportivas, ocho gimnasios multiusos, y nueve pistas de atletismo. La Unidad Deportiva Municipal Solidaridad cuenta con espacios para la práctica de fútbol, baloncesto, béisbol, fútbol rápido, fútbol americano y un área de acondicionamiento físico. Cuenta además con otras unidades deportivas municipales localizadas en las colonias Piracantos, la Raza, el Tezontle, Cubitos y Real de Medinas.
El Centro Estatal de Alto Rendimiento de Hidalgo tiene su cede en la ciudad, está dotado de una alberca semi olímpica; pista de tartán; caja de bateo; campo para lanzamiento de bala, disco y jabalina; un dojo para la práctica de judo, donde además está el equipo de pesas; una cancha de tenis; gimnasio de usos múltiples con 600 m² y villa olímpica con capacidad para 80 personas. Dentro de este complejo se encuentra el Velódromo Bicentenario inaugurado en marzo de 2011, con una circuito de 250 m, peraltes de 40 grados y en la recta de 12.5, y tribunas para 800 personas. Desde 2015, el inmueble no es utilizado, pues el deterioro de su pista lo hace inservible.
El Estadio Revolución Mexicana fue inaugurado el 14 de diciembre de 1958, fue el campo del CF Pachuca entre 1958 y 1993; en 2010 fue renovado y demolido parcialmente, y recibe el nombre de "Complejo Deportivo Revolución Mexicana". El Estadio Hidalgo fue inaugurado el 14 de febrero de 1993; el complejo es también llamado "El Huracán", y cuenta con capacidad aproximada de 25 922. La Plaza de toros Vicente Segura fue inaugurada el 11 de noviembre de 1978, con capacidad para más de 10 000 asistentes.
El Club de Golf Pachuca, está compuesto por nueve hoyos y tiene un recorrido de 3589 yardas por vuelta; es decir, 7178 yardas para completar los 18 hoyos. También cuenta con dos hoyos par 3 (los más cortos), cinco hoyos par 4, y dos hoyos par 5 (los más largos). La ciudad cuenta con un lienzo charro oficialmente denominado "Lienzo Hidalgo, Cuna de la Charrería", inaugurado en 1999.
La Universidad Autónoma del Estado de Hidalgo, cuenta con la Villa Deportiva Universitaria Mario Vázquez Raña, con una cancha de fútbol, con porterías para fútbol americano; una pista de tartán (semiolímpica) para atletismo; dos canchas de básquetbol; una cancha de usos múltiples; dos canchas de squash; una cancha de fútbol rápido; dos canchas de frontón; tres canchas de tenis; un salón de usos múltiples con superficie suave (“tatami”); y vestidores. La Universidad Politécnica de Pachuca administra el Polideportivo Plata, cuenta con canchas de usos múltiples, de baloncesto, de tenis con pasto sintético, de fútbol, pista de atletismo de material sintético, tatami, dos estacionamientos, andadores, áreas verdes, módulo sanitario y una alberca olímpica. También destacan las instalaciones deportivas del Tec de Monterrey y del Instituto Tecnológico de Pachuca.
El Circuito Multifuncional del Río de las Avenidas que comprende una ciclovía de concreto asfáltico de 2 m de ancho y un trayecto de 2620 m ininterrumpidos que cruzan las 2 calles con puentes peatonales de 36 m y 26 m de longitud; además, de 1080 metros de parapeto metálico a los costados del camellón, así como 4 áreas de descanso complementado con áreas verdes. También destacan las infraestructuras deportivas como: el Gimnasio Presidente Miguel Alemán (sede de las oficinas del Instituto Estatal del Deporte), el Gimnasio Constancio Córdoba, el Gimnasio de Boxeo Benjamín Mora y el Estadio Alfonso Corona del Rosal dedicado al béisbol.